# Biserica de lemn din Urisiu de Jos

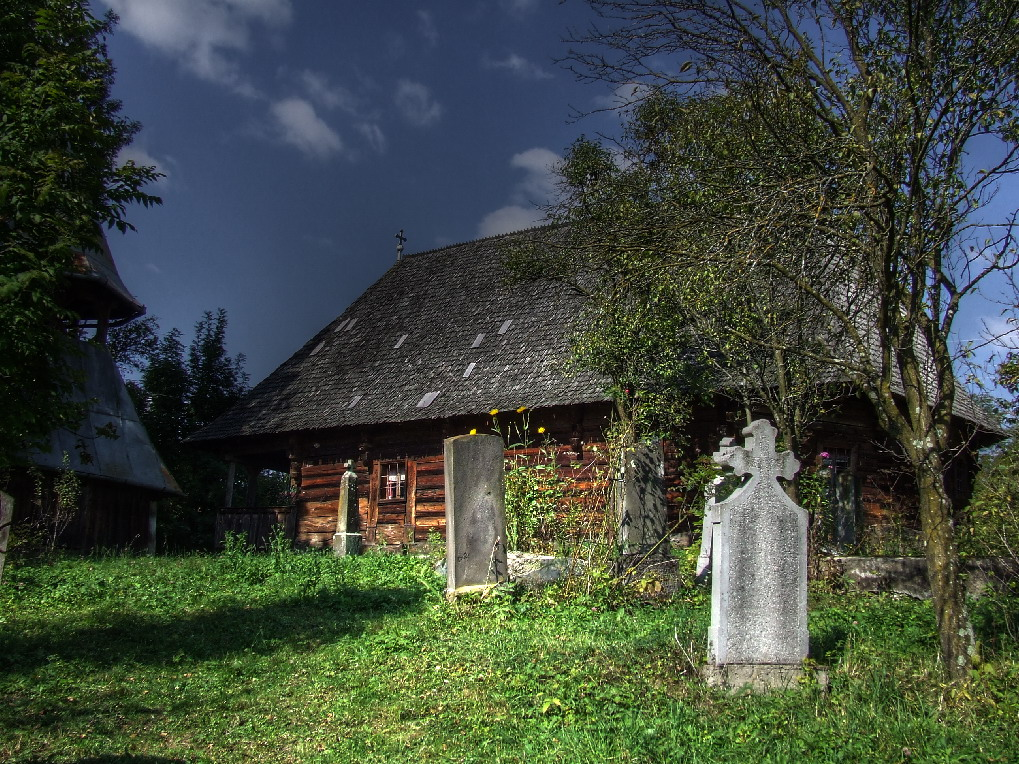
Biserica de lemn din Urisiu de Jos, vedere din sud-est, sept. 2008

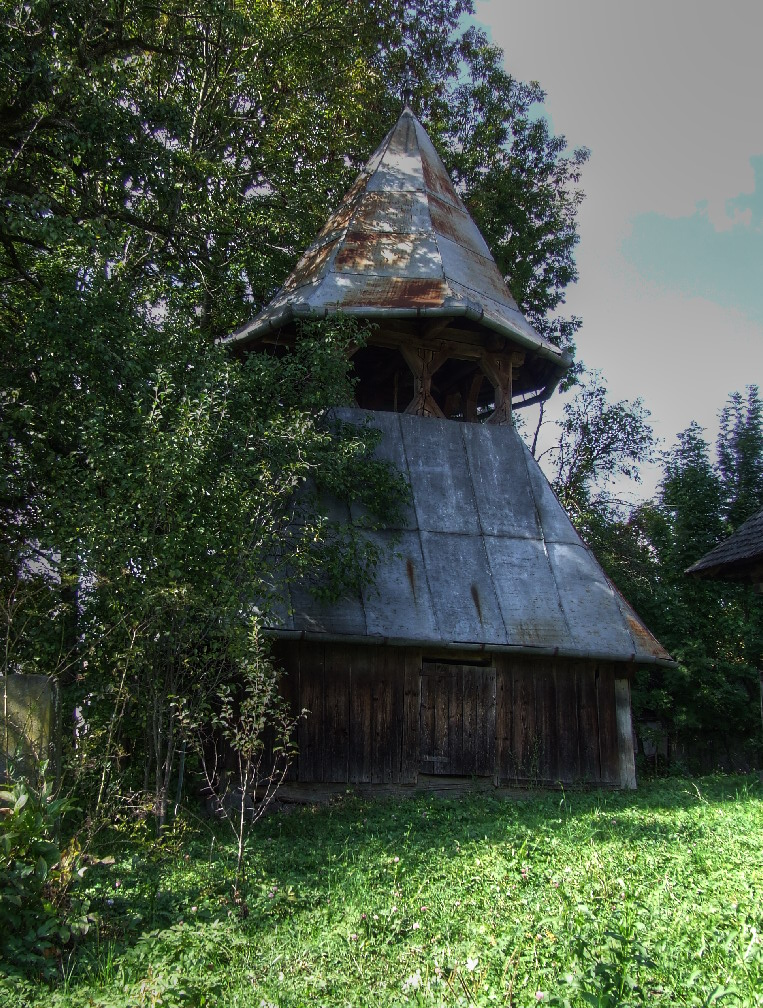
Biserica de lemn din Urisiu de Jos, clopotniţa, sept. 2008

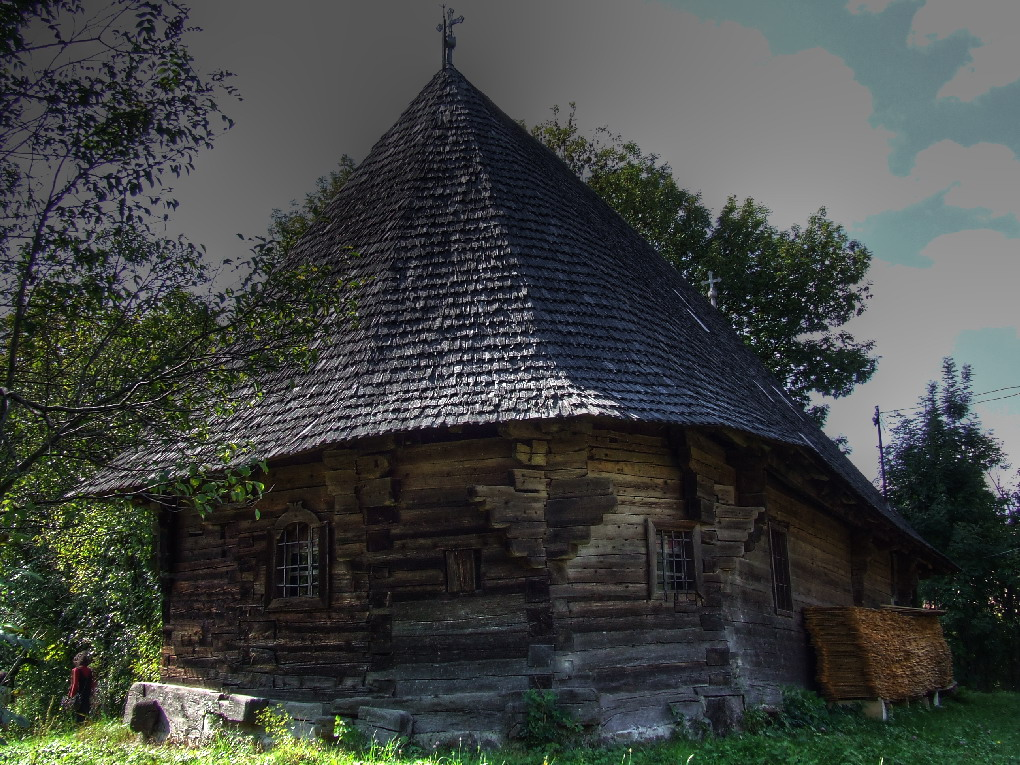
Biserica de lemn din Urisiu de Jos, vedere din est, sept. 2008

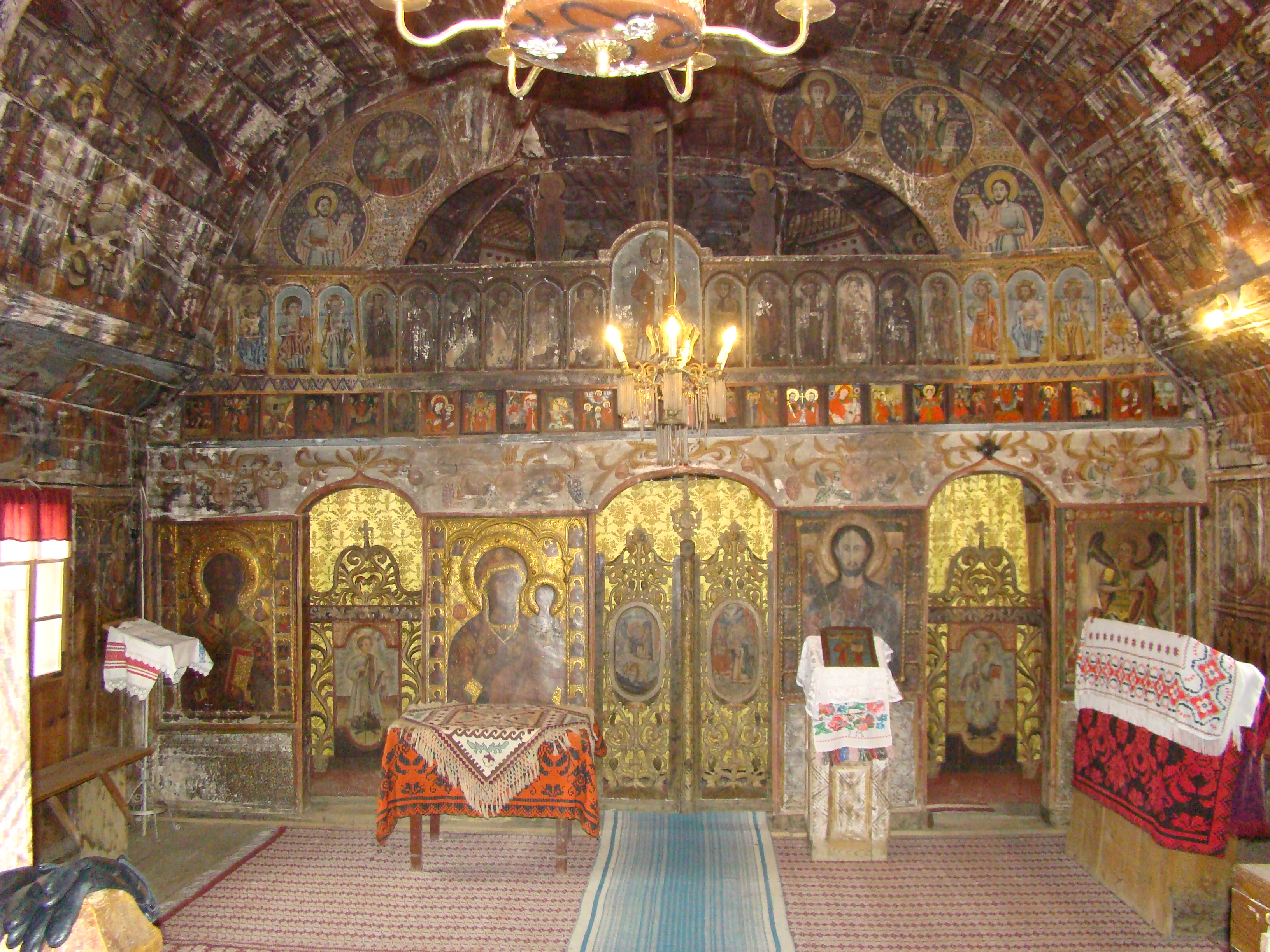
Interiorul navei spre iconostas

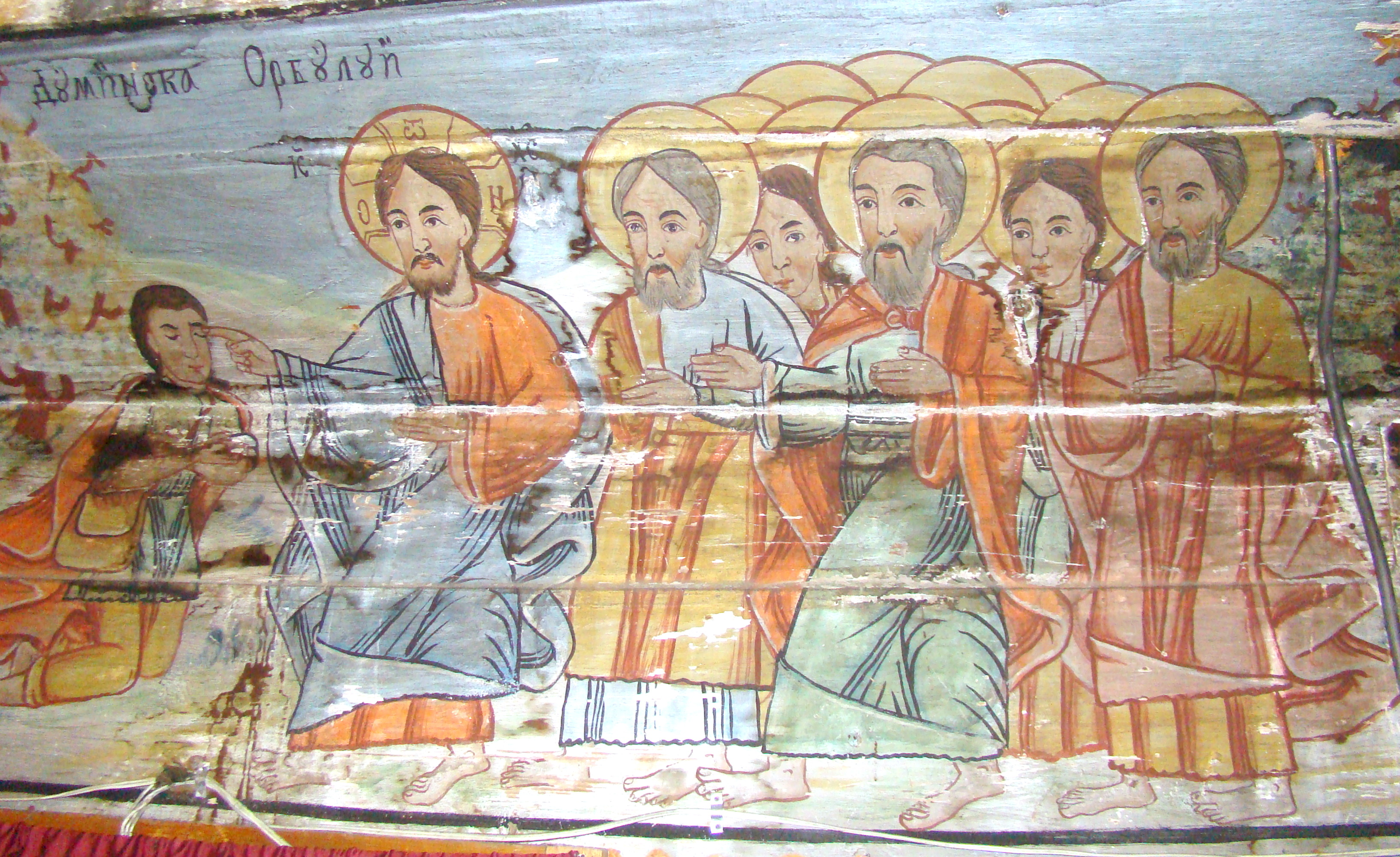
"Duminica orbului"

Biserica de lemn din Urisiu de Jos, comuna Chiheru de Jos, județul Mureș, datează din anul 1747. Are hramul „Sfinții Arhangheli Mihail și Gavriil”. Biserica se află pe noua listă a monumentelor istorice sub codul LMI:  MS-II-a-A-16059.

## Istoric
Construită în anul 1747, biserica din Urisiu de Jos poartă hramul „Sfinții Arhangheli”. Mărturie a stat până nu demult, o bucată de lemn de la ușa de la intrare, pe care era încrustat anul 1747, lemn care din păcate, nu se mai păstrează. Biserica a fost construită din lemn. Din cauza dimensiunilor mult prea reduse pentru nevoile satului, se pare că a suferit unele modificări: în anul 1848 a fost mărită, iar intrarea a fost mutată din partea de sud în partea de vest. I s-a adăugat de asemenea tinda de la intrare. Anul 1851 a însemnat pentru acest lăcaș realizarea picturii. Întreg interiorul bisericii este pictat cu scene biblice din Noul Testament, de către pictorul popular Popa Gheorghe din Șerbeni. Nu se știe însă nici cine a sfințit-o, nici data sfințirii. În altarul bisericii poate fi citită pisania: „Această Sfântă Biserică s-au lărgit în anul 1848, s-au gătit cu zugrăvit cu tot, 1851 noiembrie 1 în zilele înălțatului împărat Iosif I și a mării sale Vlădica Alexandru Suluț, fiind protopop Eparhii Mihail Crișan și parohu satului Pop Aron fecorator Teodor Suci și ceilalți coratori Ioan Badi, Ioan Suci, Danil Pop, Mihail Botoș, Moisă Suci, Gavril Matei, Nicolae Mihuț, meșterii ce au făcut-o din lemn au fost din Șerbeni, Teodor Pop cantor și Gore Bîrsan și s-au zugrăvit de mine Popa Gheorghe din Șerbeni”. 
Șematismul din anul 1900 face referire la preoții care au slujit în această parohie: „... pe timpul conscripției lui Klein număra 125 de suflete ... preot era Gavrilă. Pe la anul 1780 funcționa popa Onu (Șematismul Episcopiei de Făgăraș, 1842, pag. 69), pe la anul 1787 funcționa popa Simion urmat de preotul Aron Pop care a slujit până în anul 1868”. Îi urmează preotul Simion Crainic care slujește până în anul 1930. Bătrânii încă le povestesc nepoților despre preotul Vasile Truța de pe Târnave care i-a slujit între anii 1931 și 1934 sau despre preotul Remus Păcurariu ce i-a păstorit până în anul 1948. După interzicerea Bisericii Române Unite cu Roma a fost instalat în biserică un preot ortodox din Basarabia, pe nume Leonida Cijacovschi. Acesta a fost preot până în 1960, an în care i-a urmat, până în 1974, Traian Todoran. Din anul 1975 funcționează în sat preotul Alexandru Pop.

## Imagini din interior

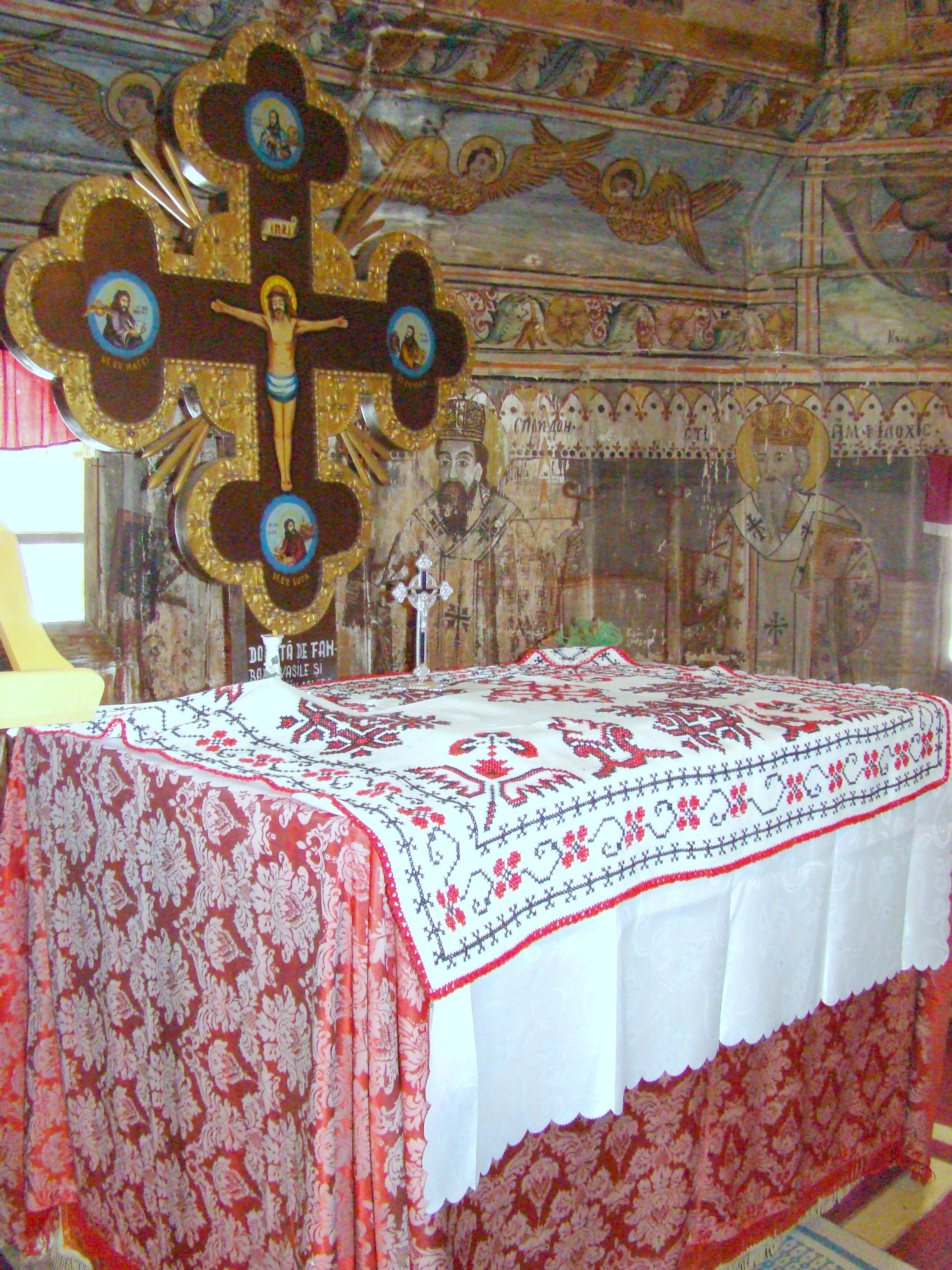
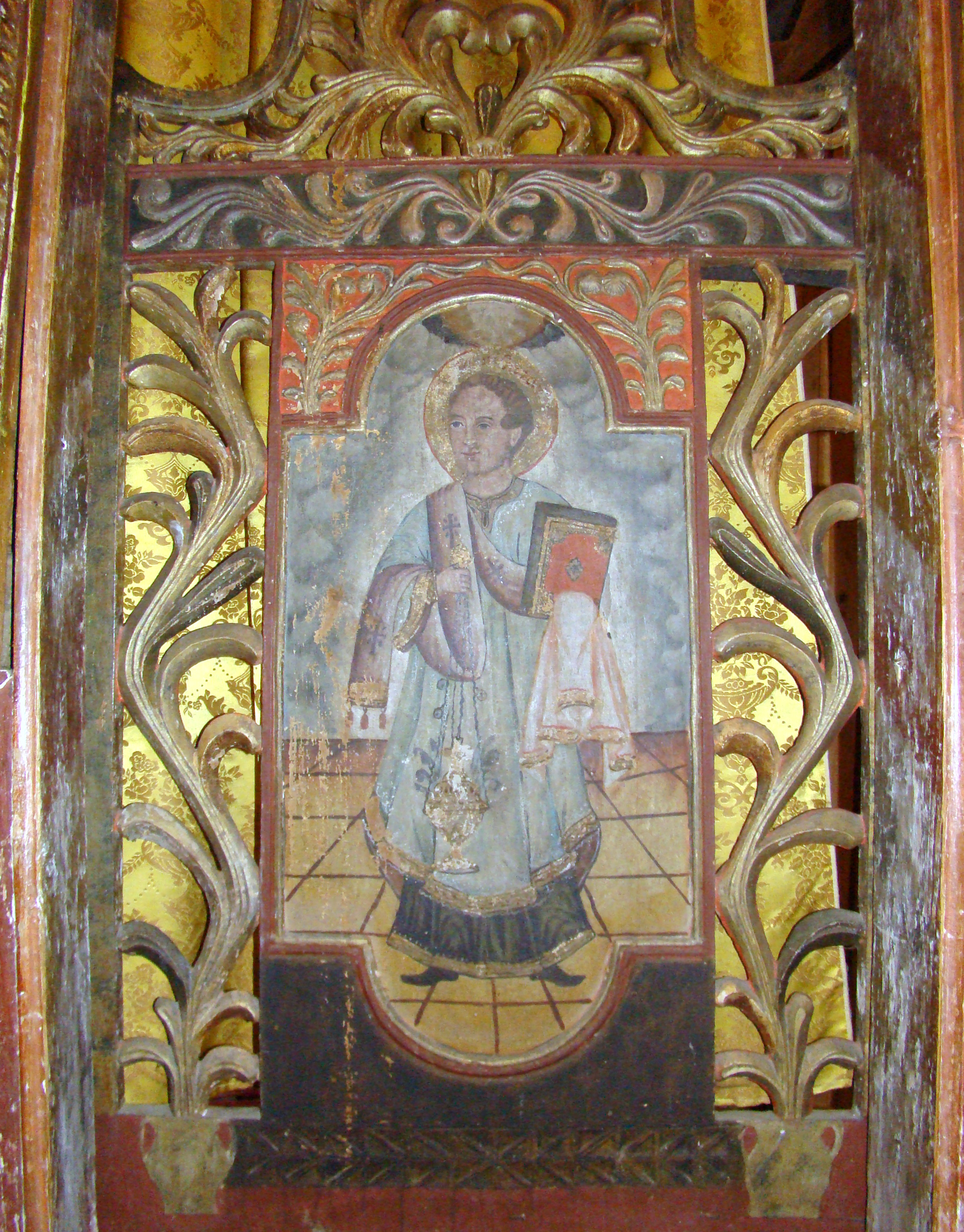
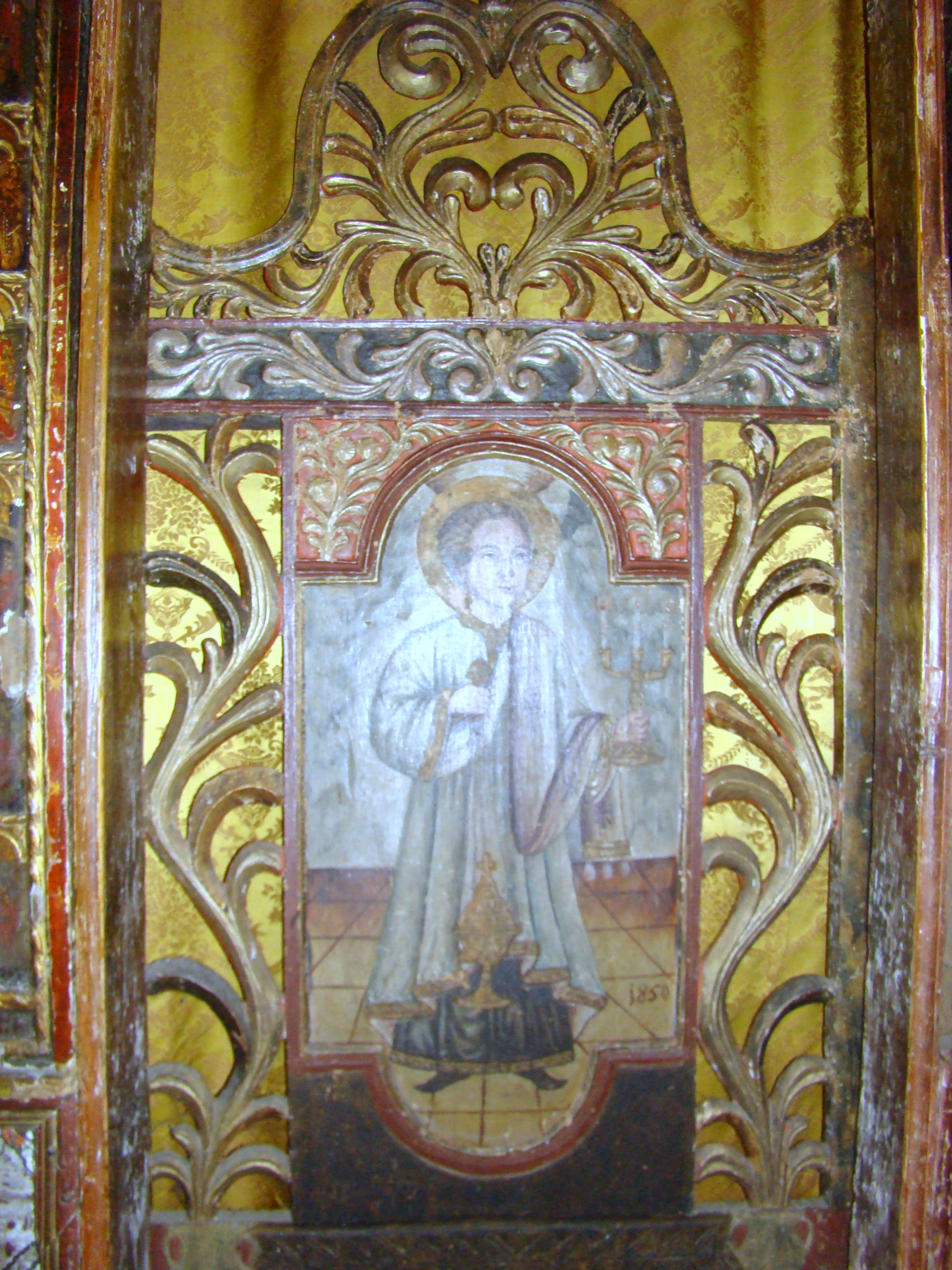
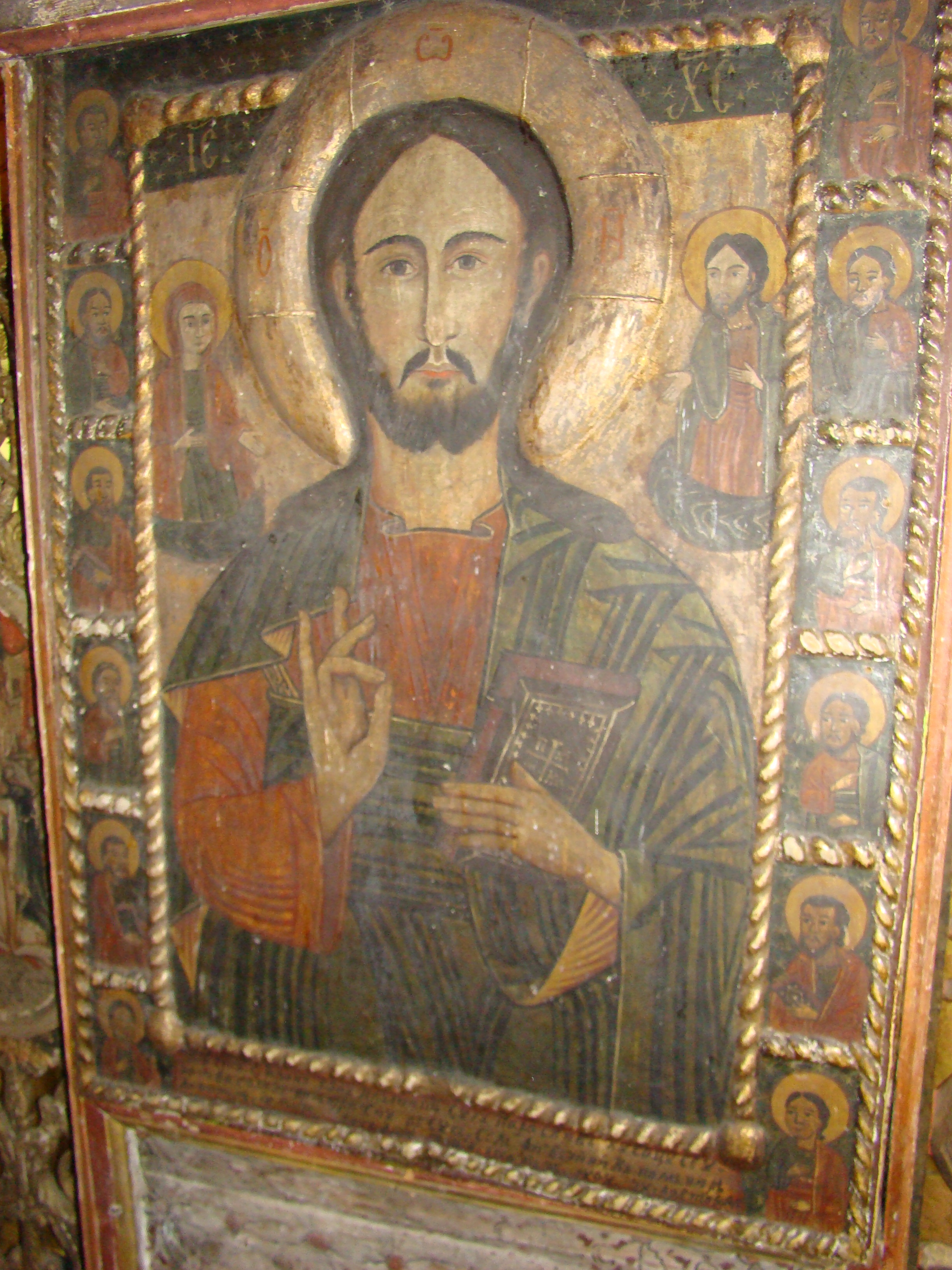
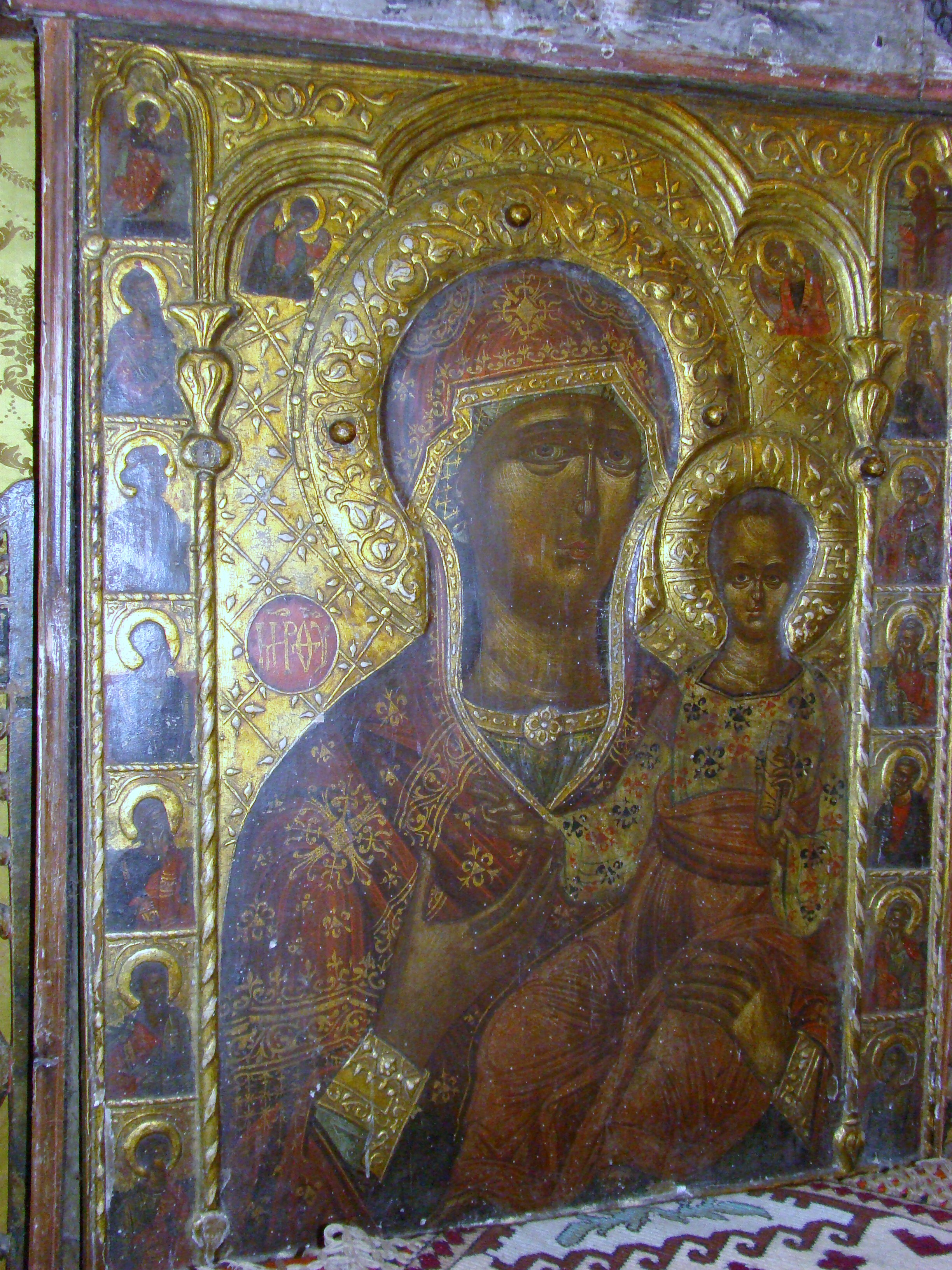
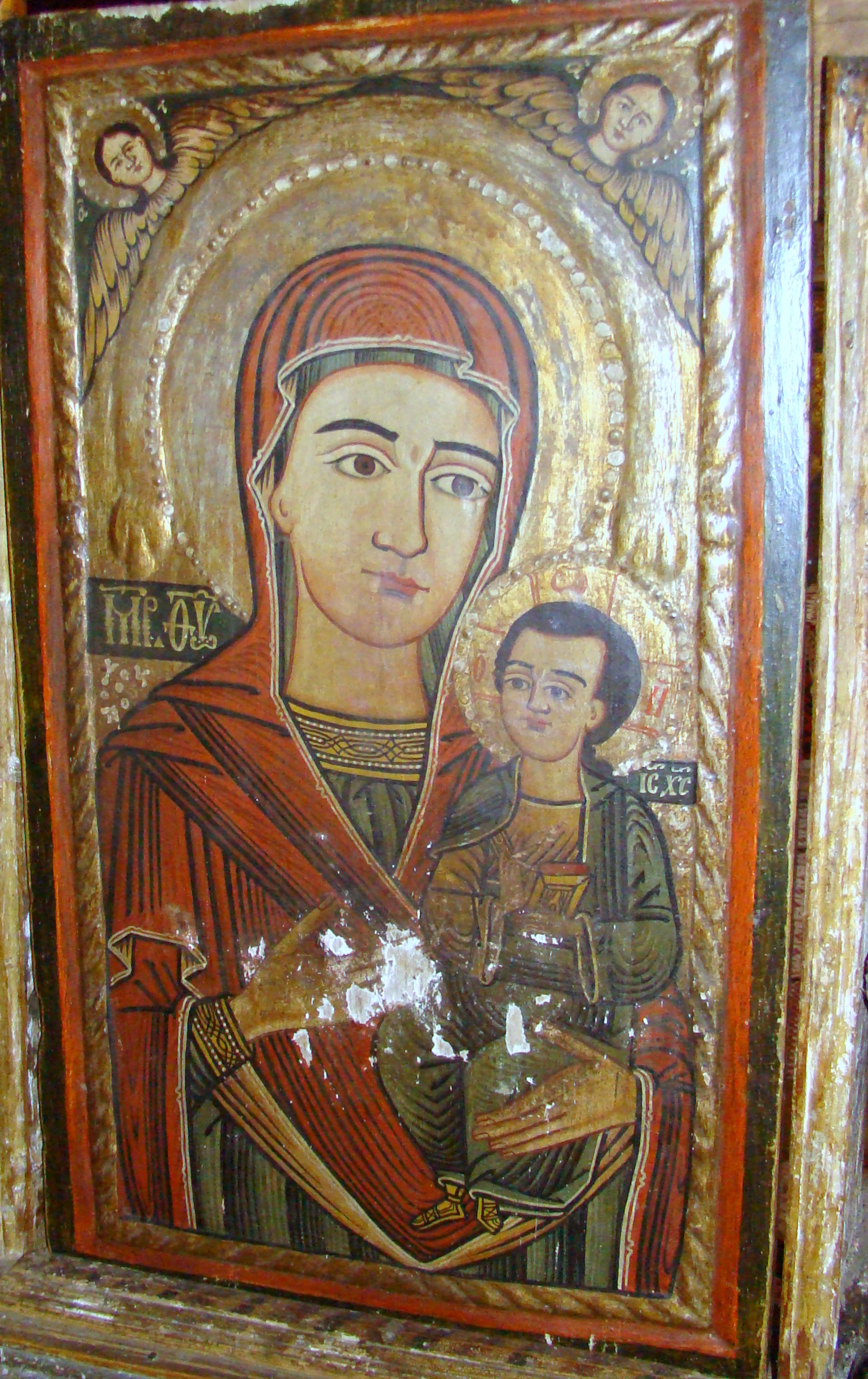
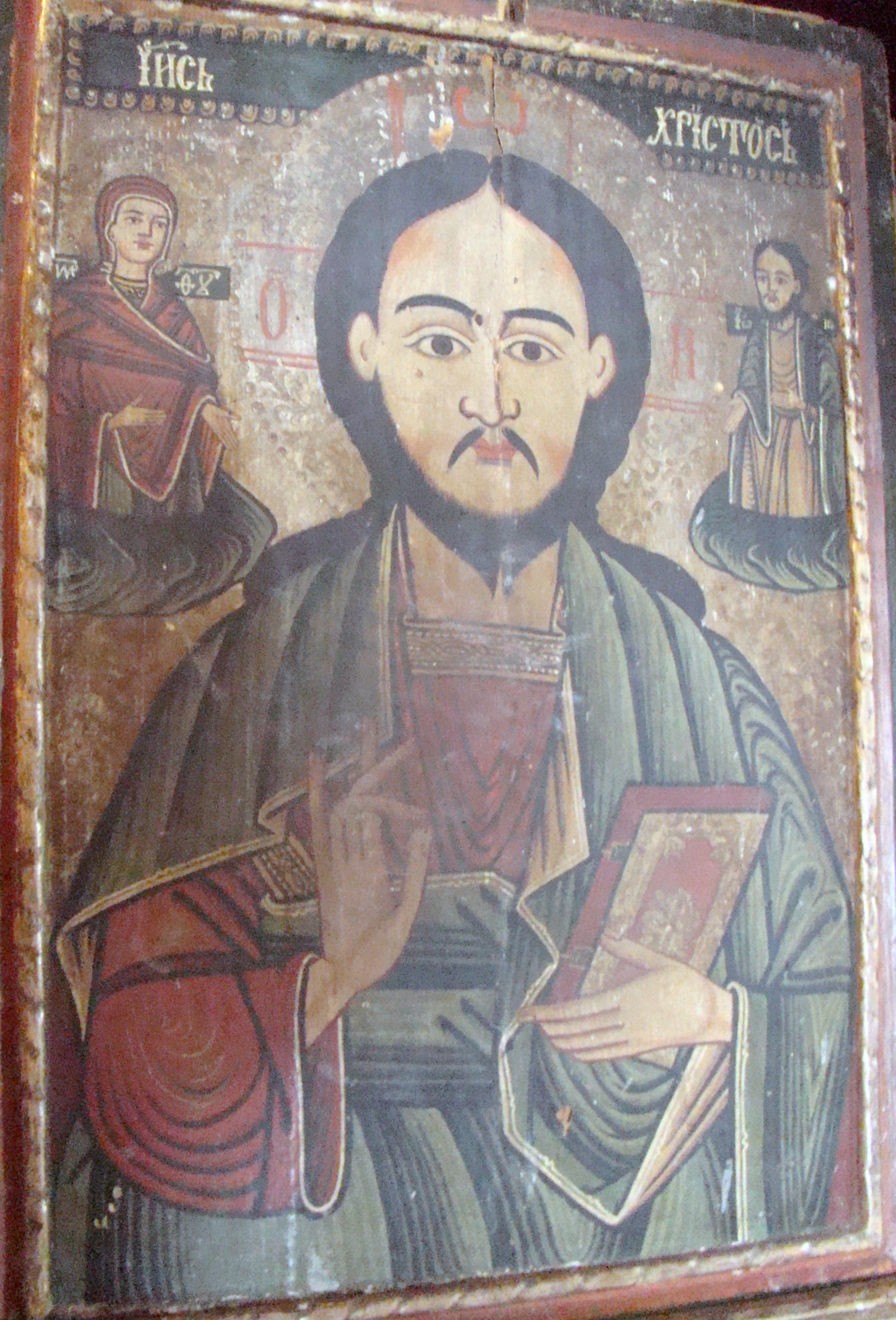
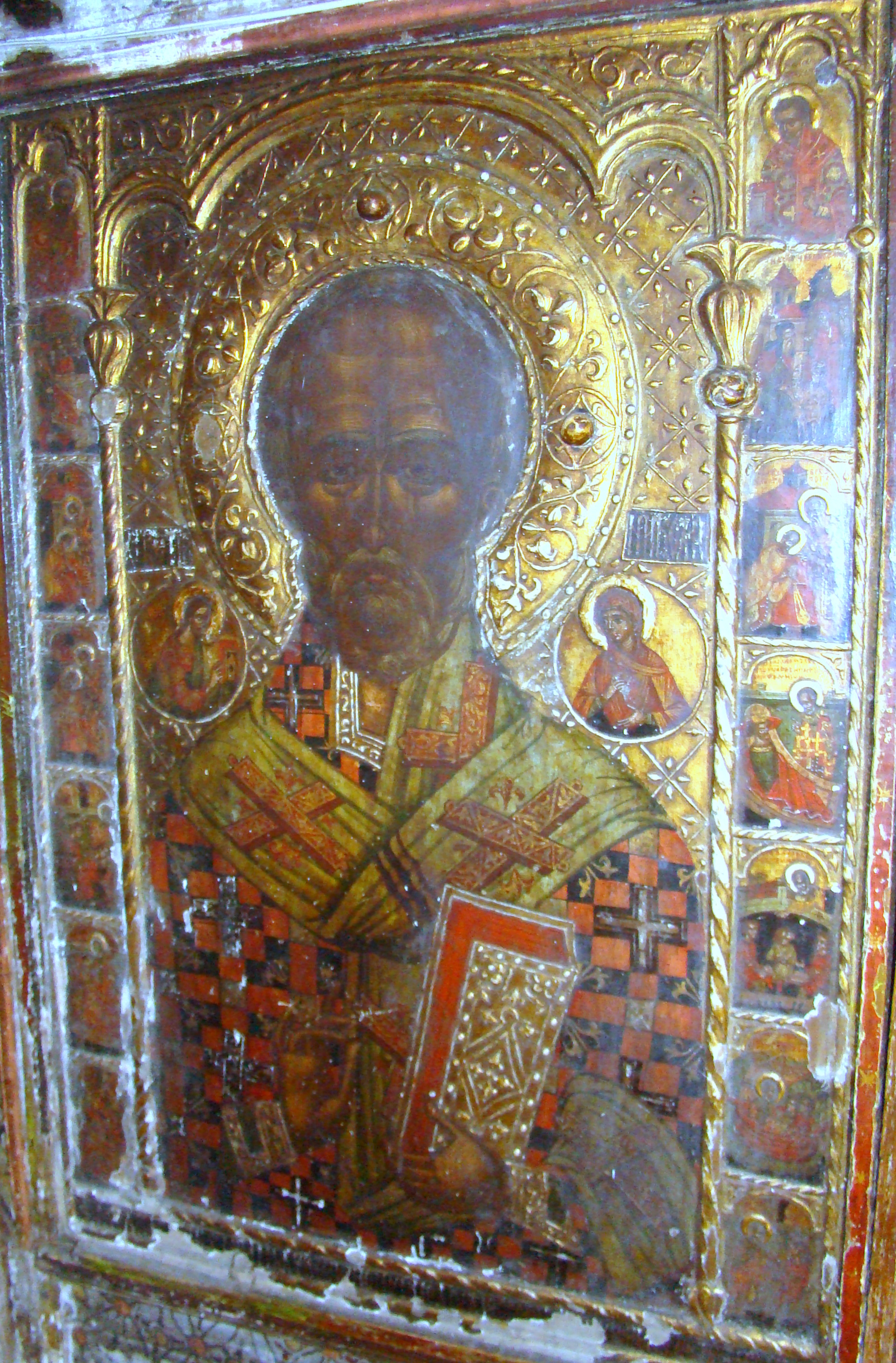
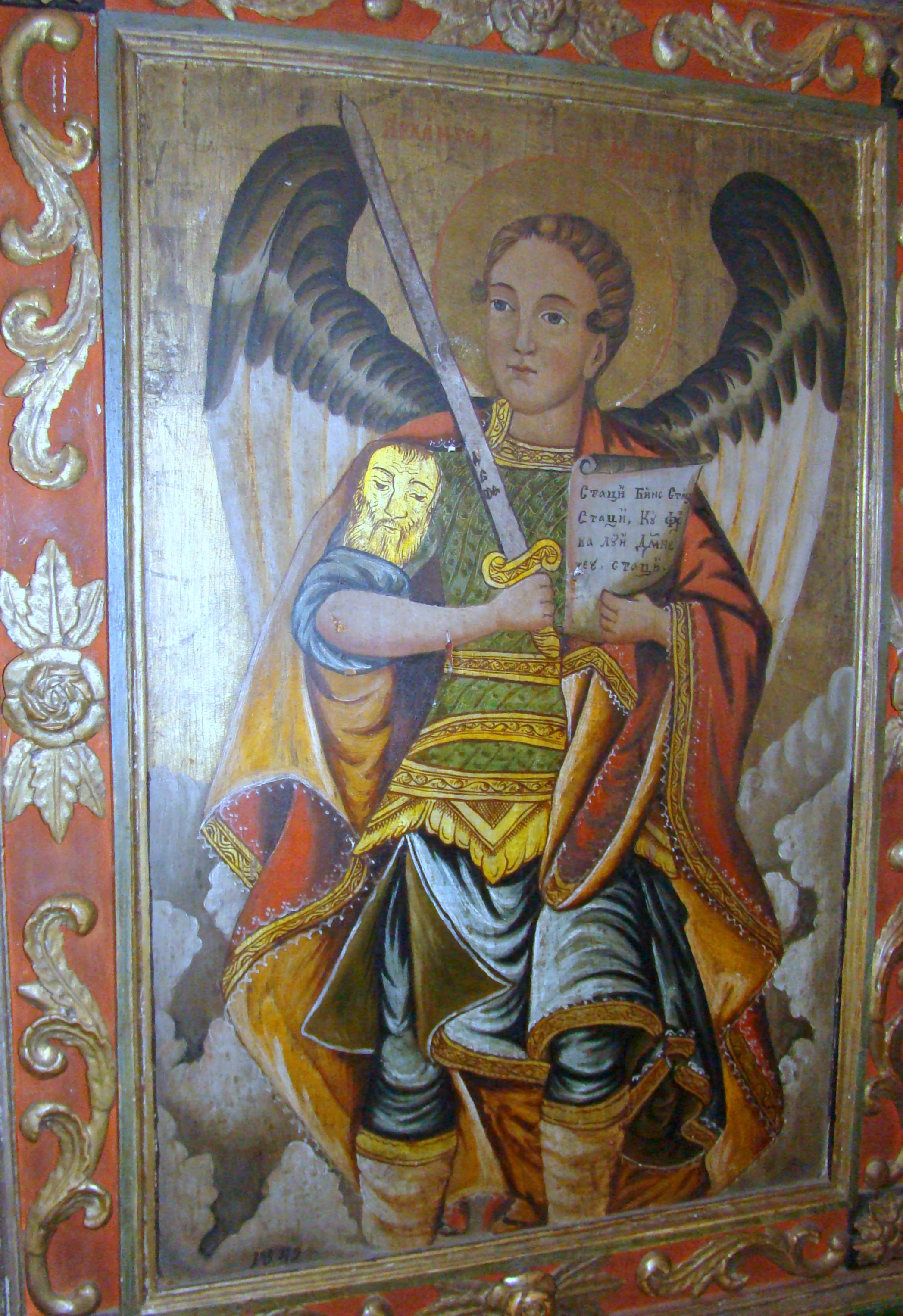
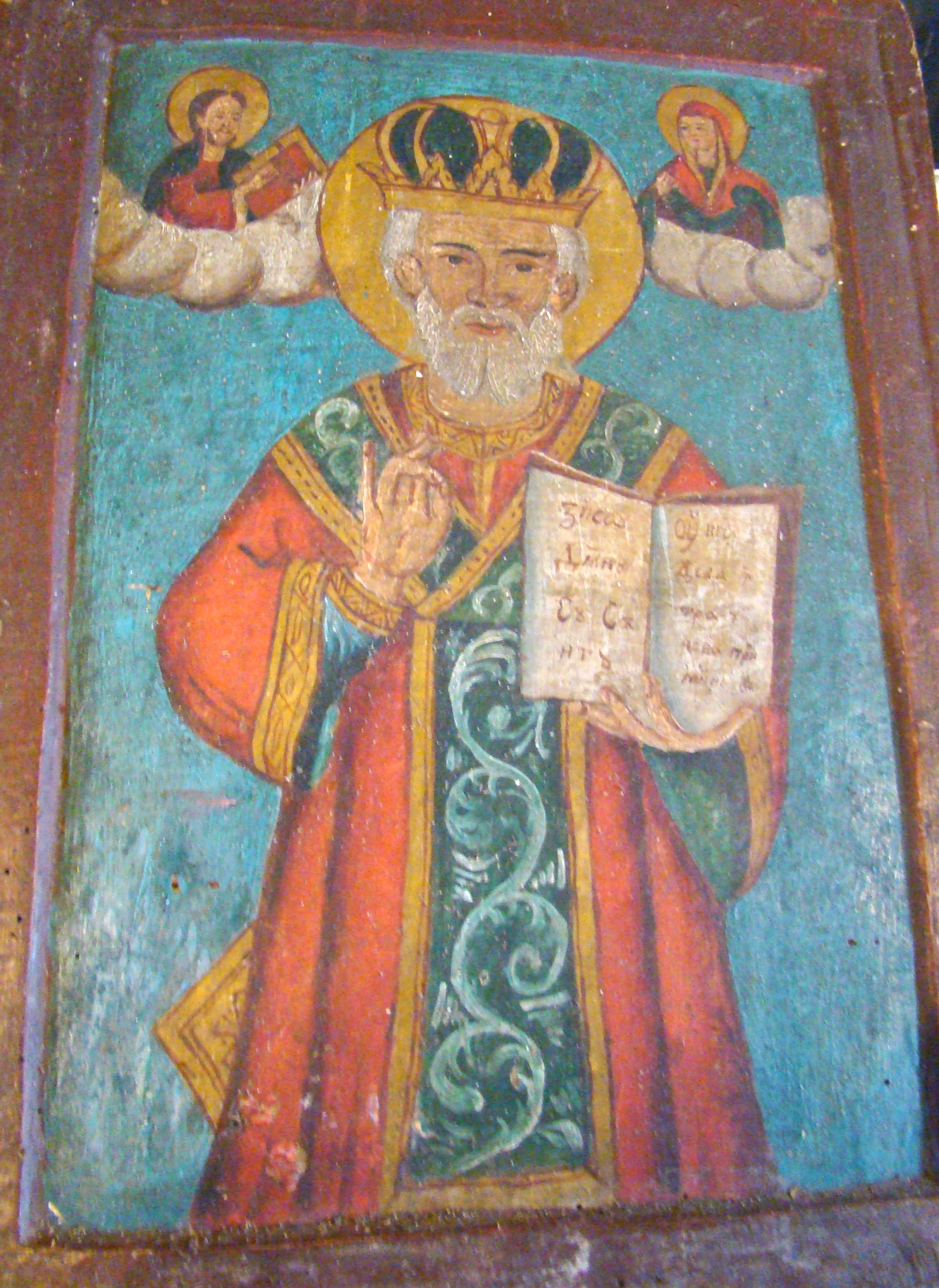
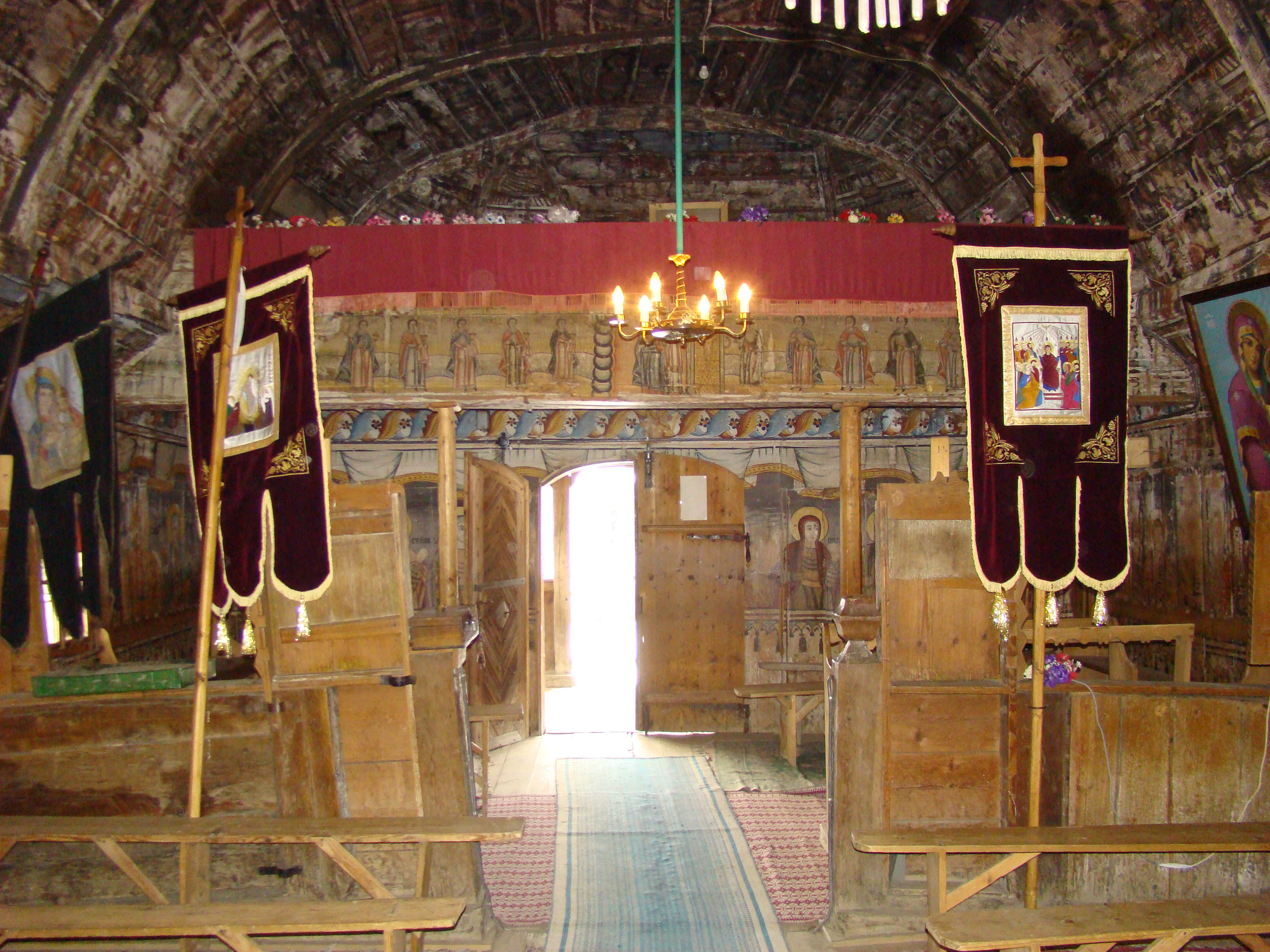
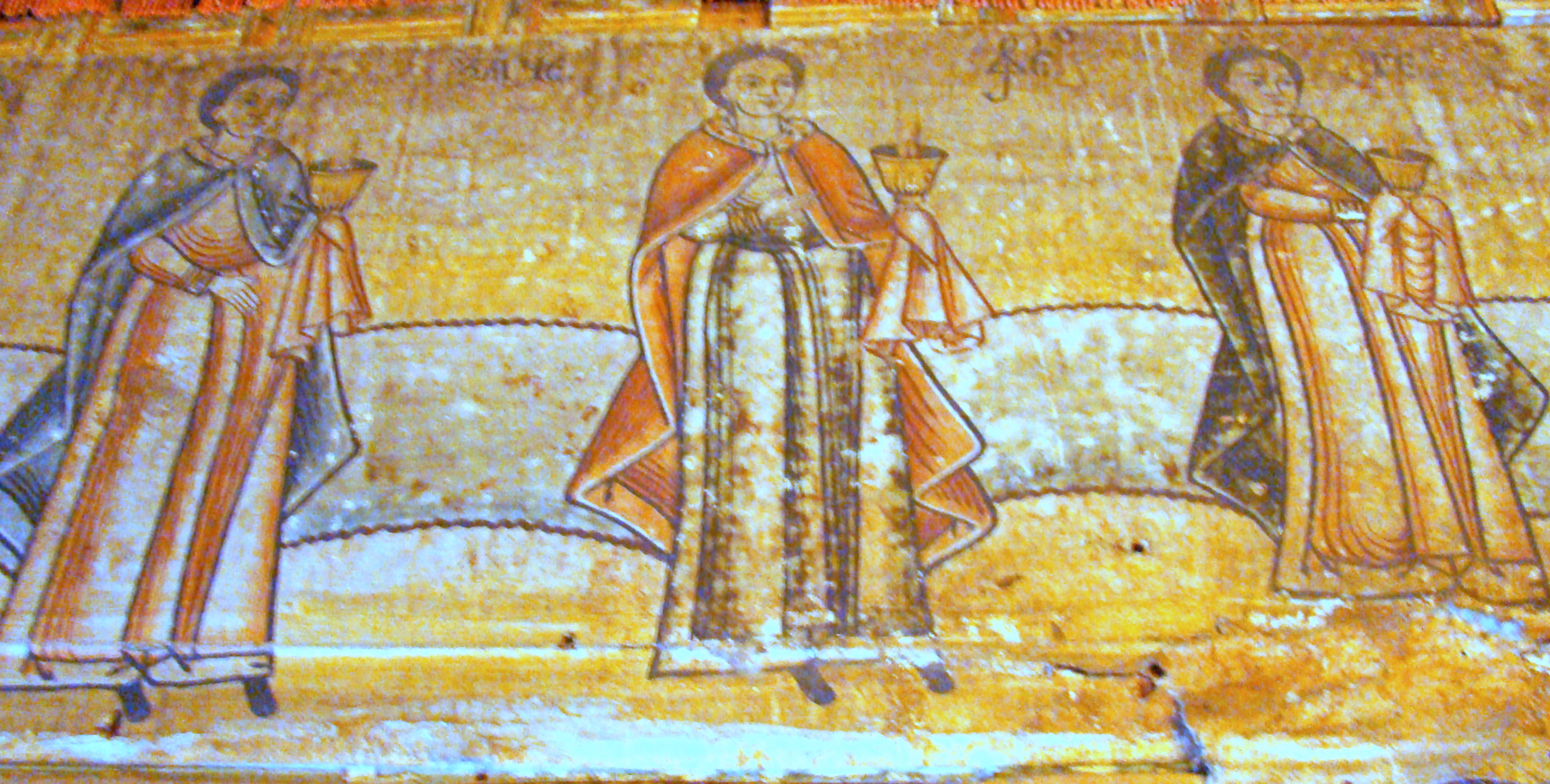
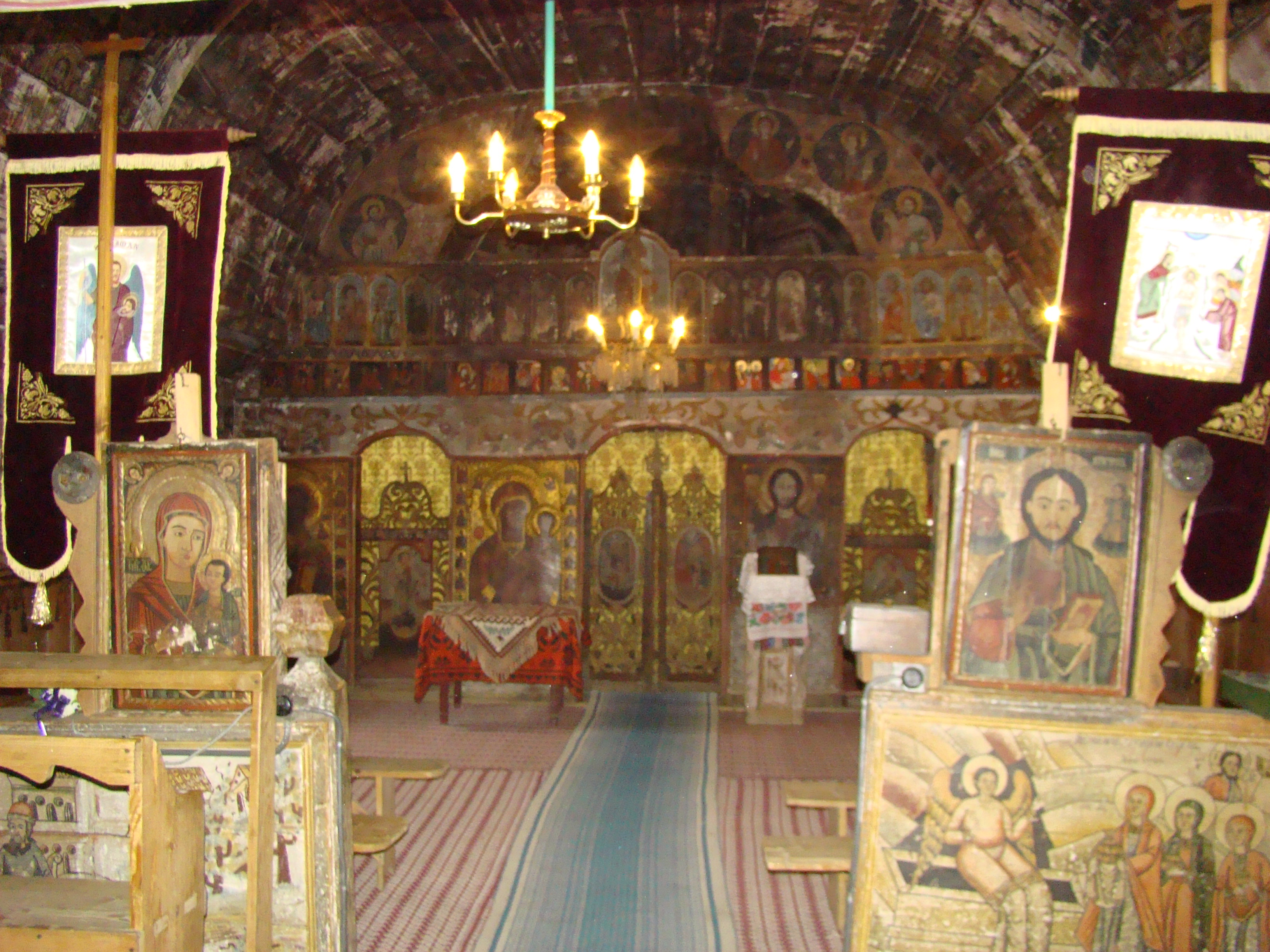
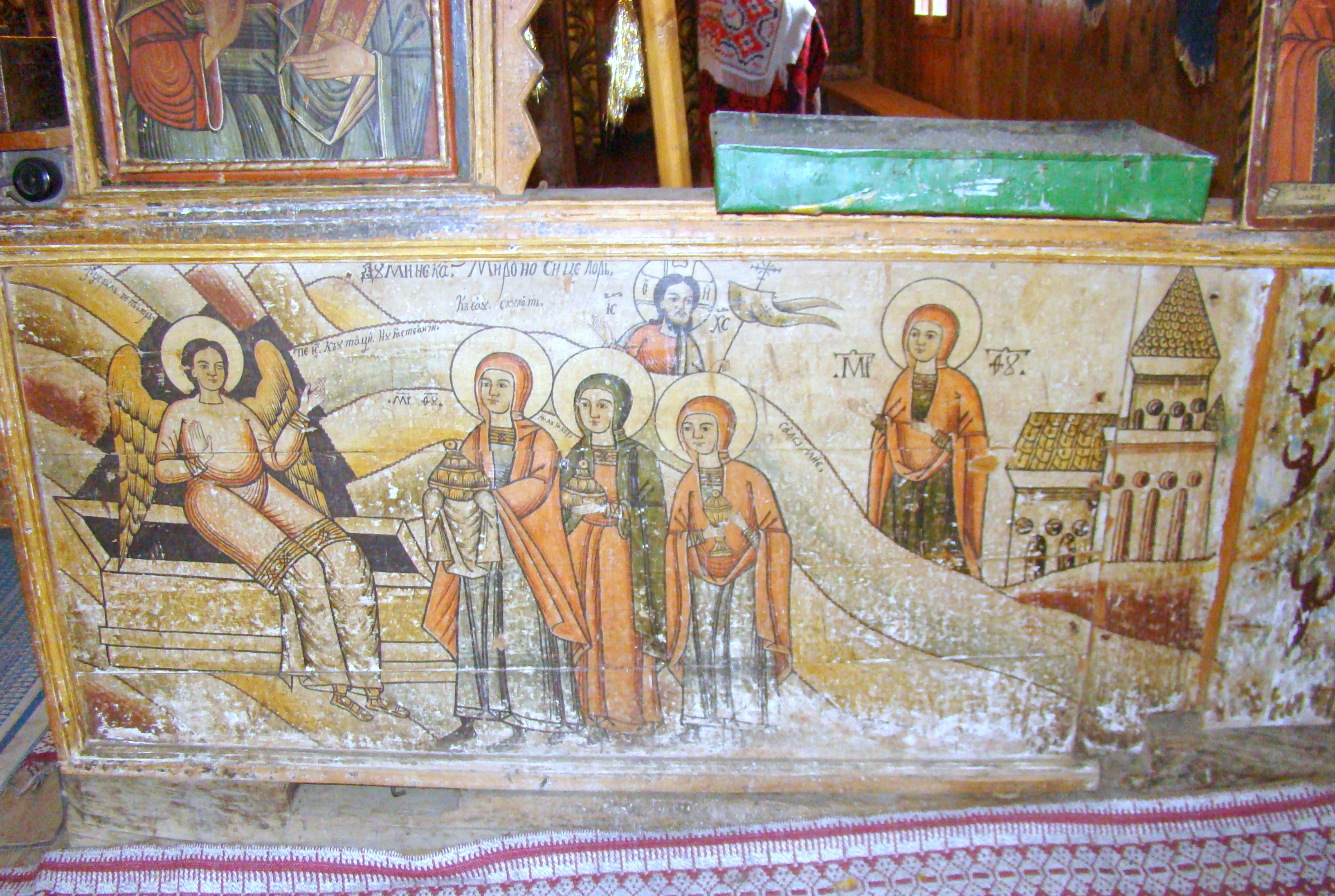
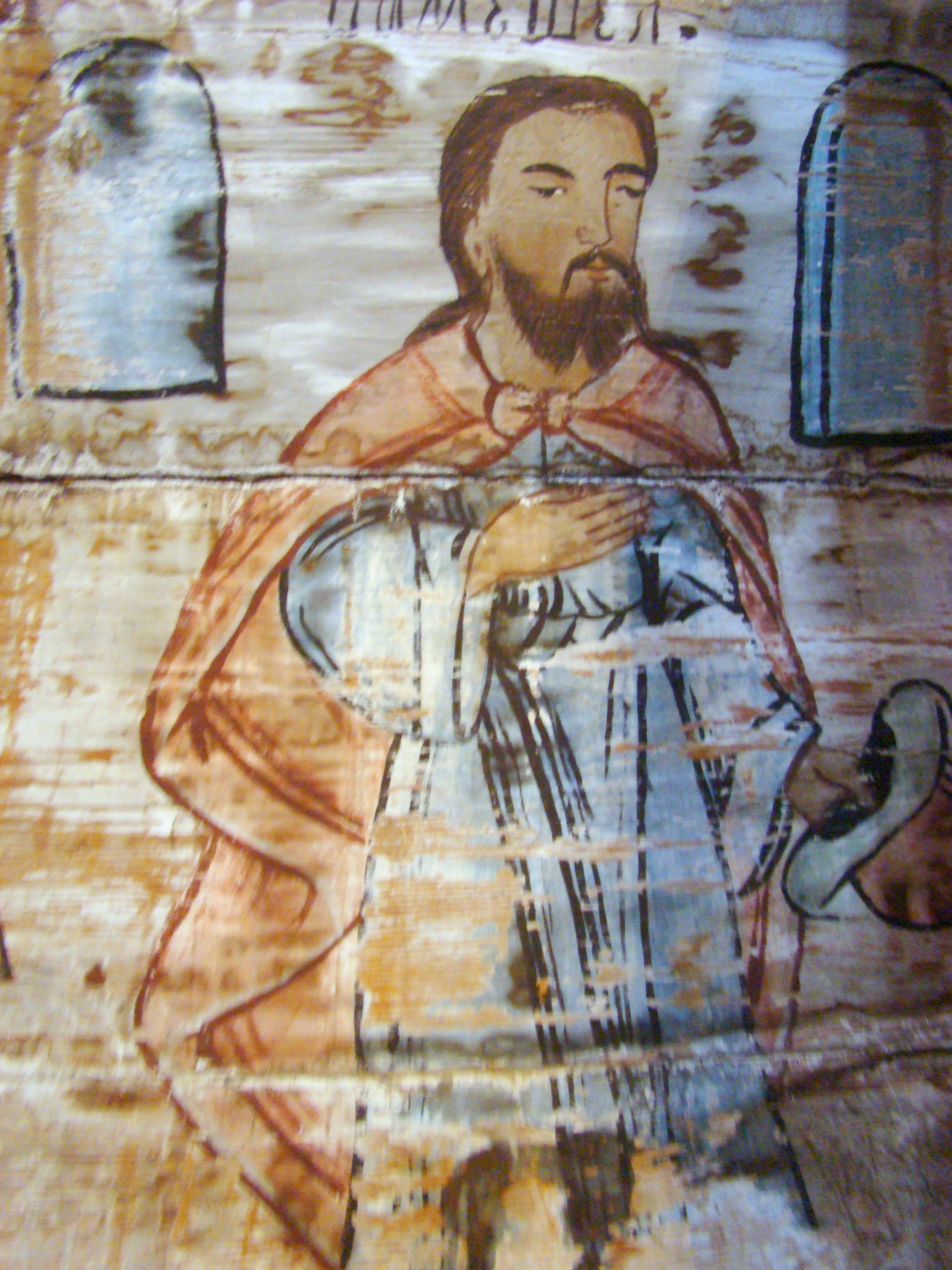
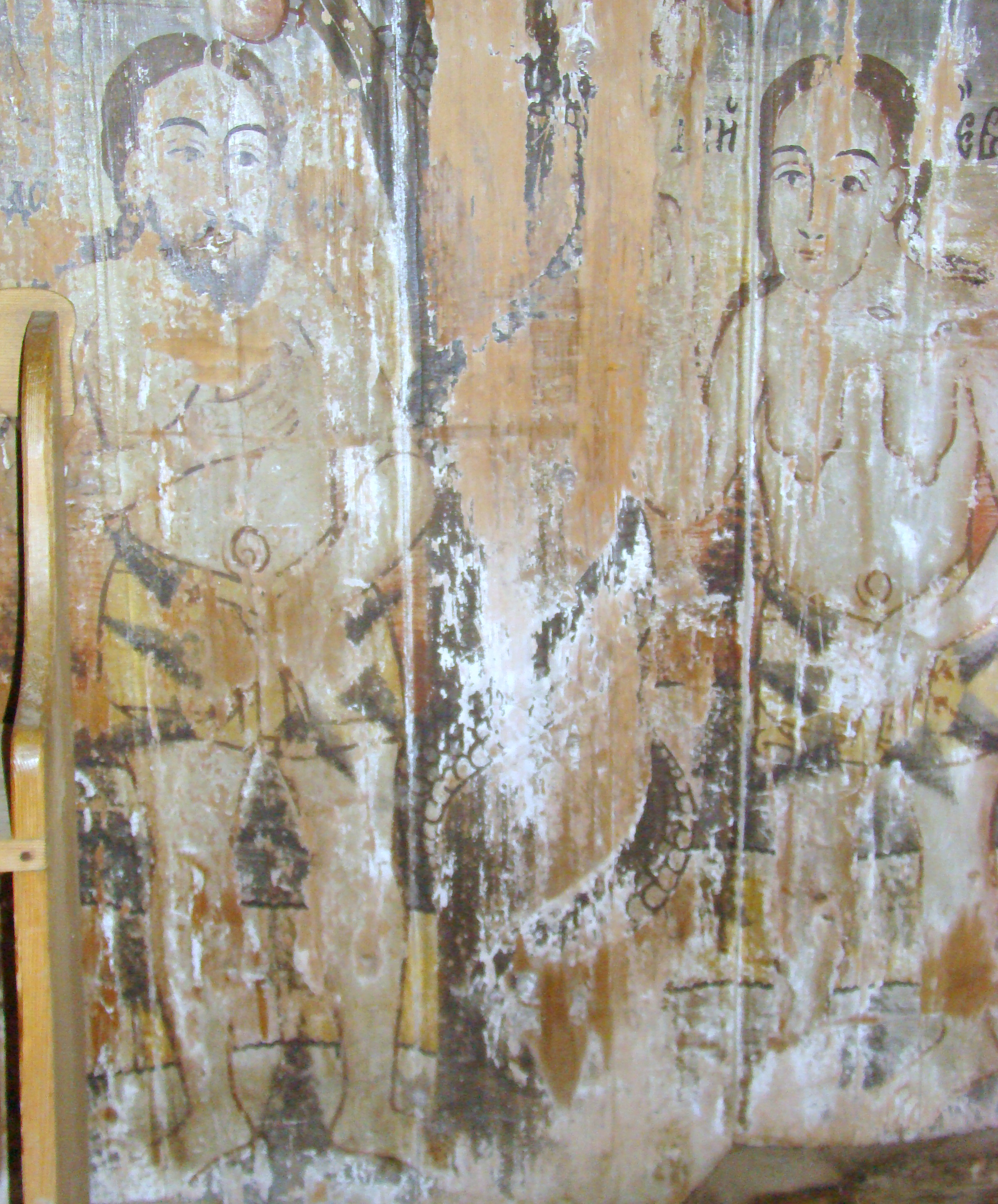
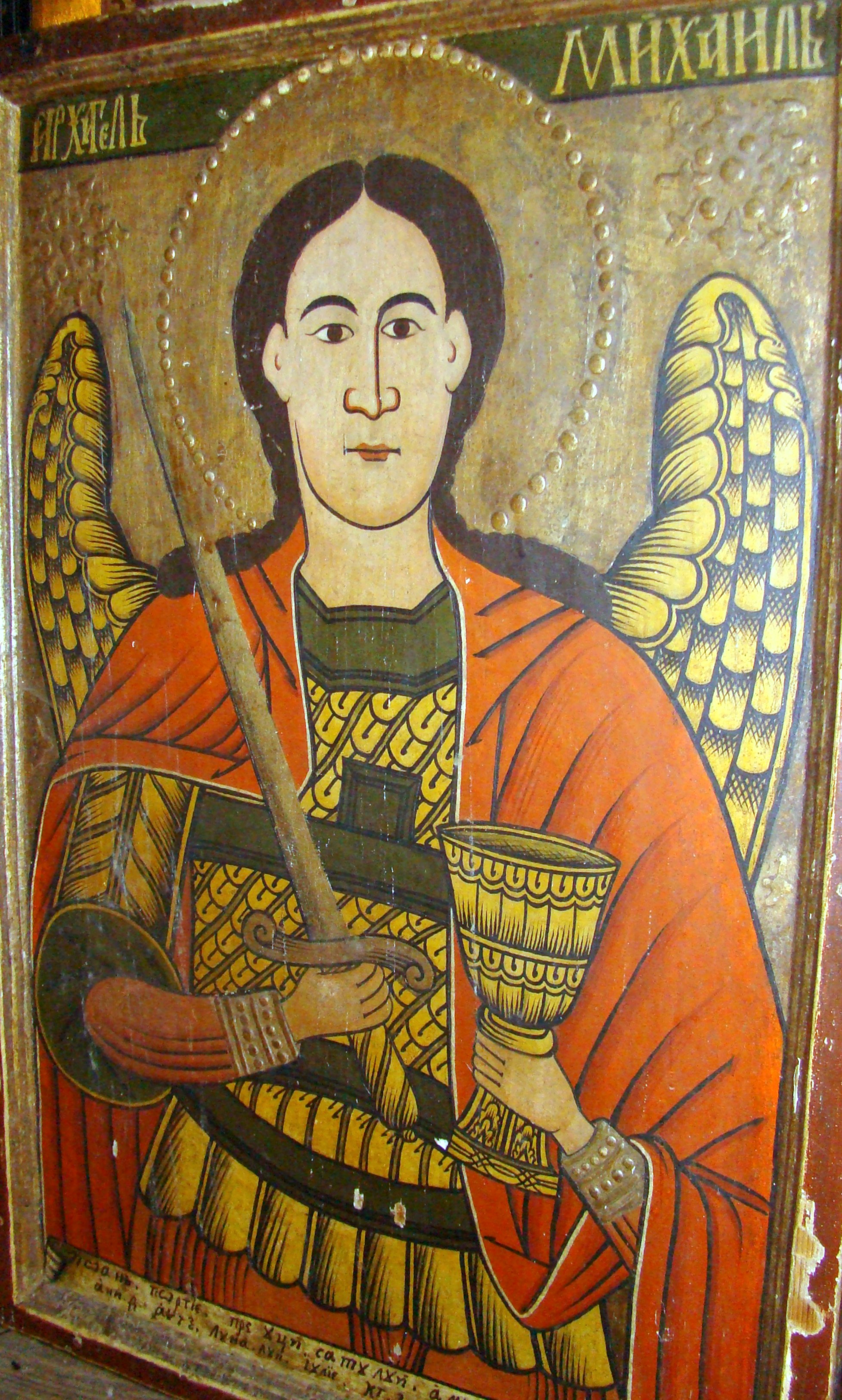
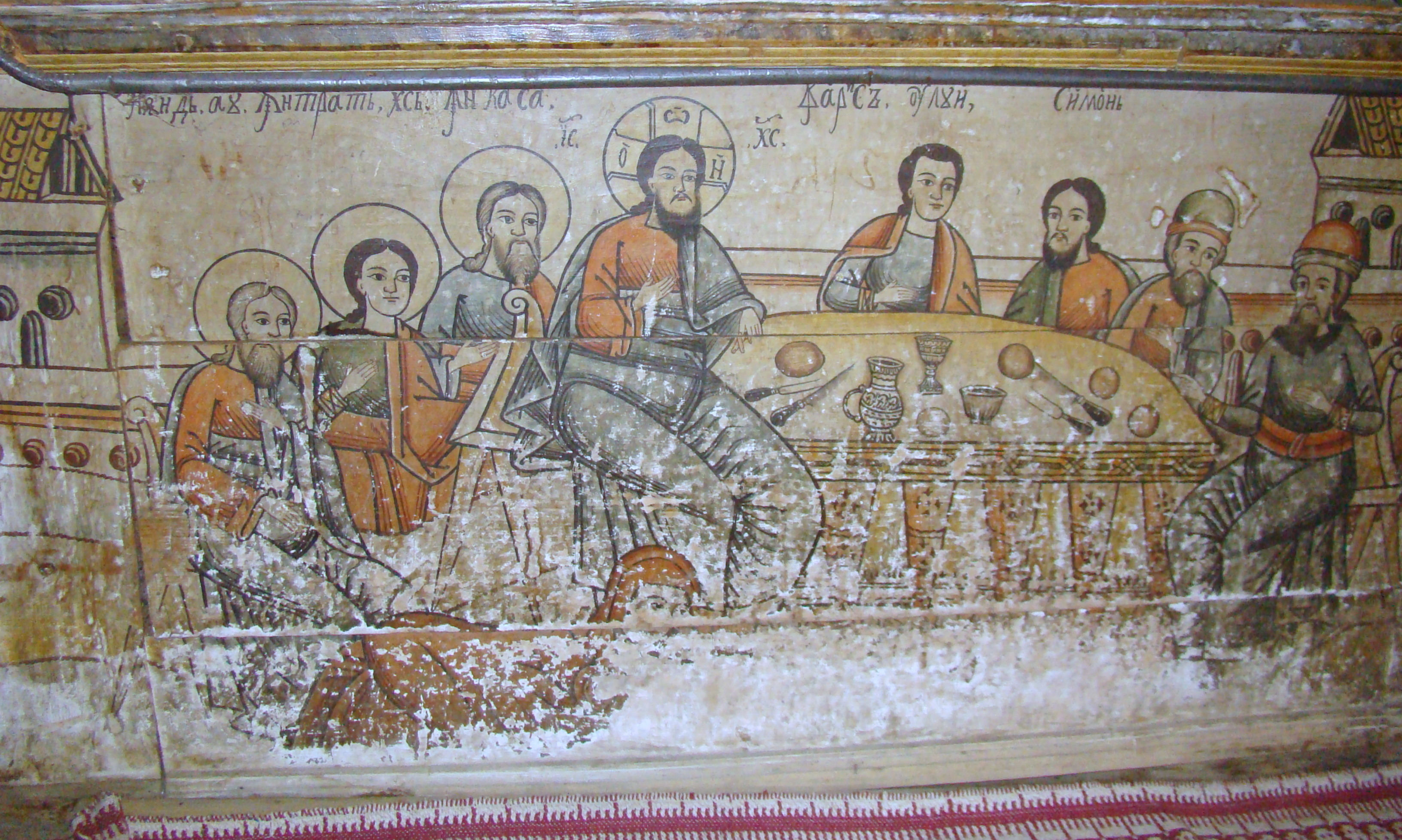
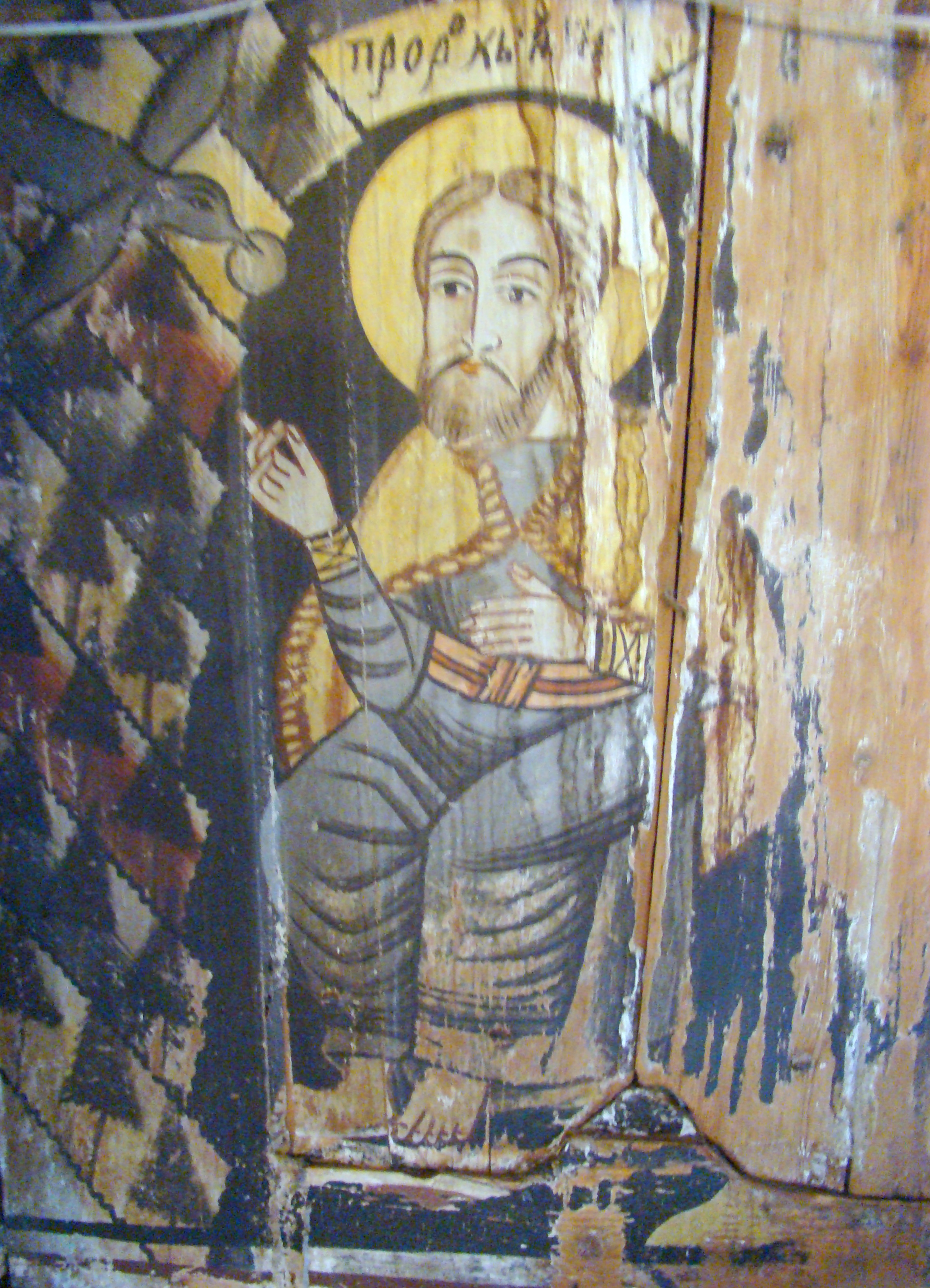
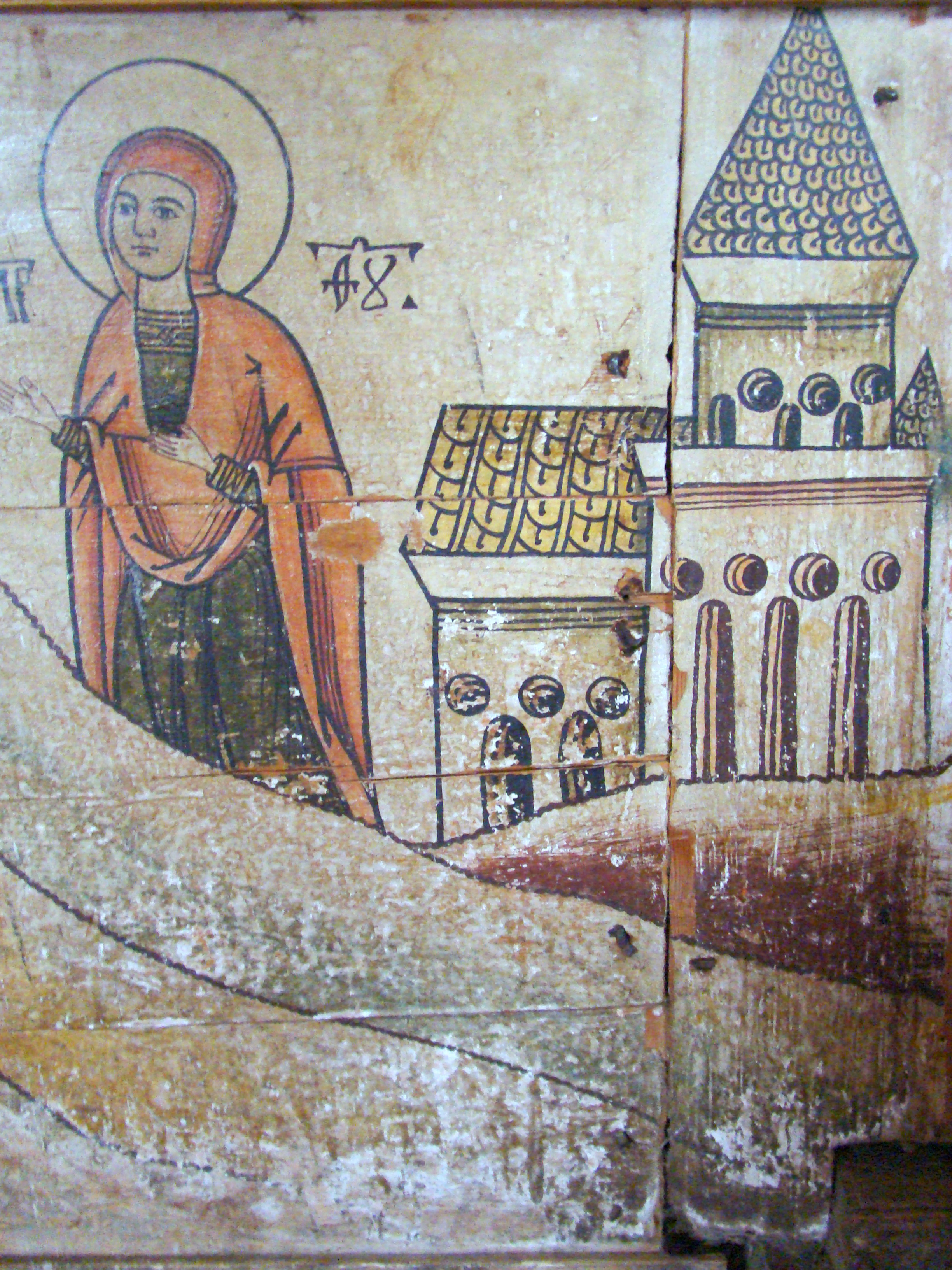
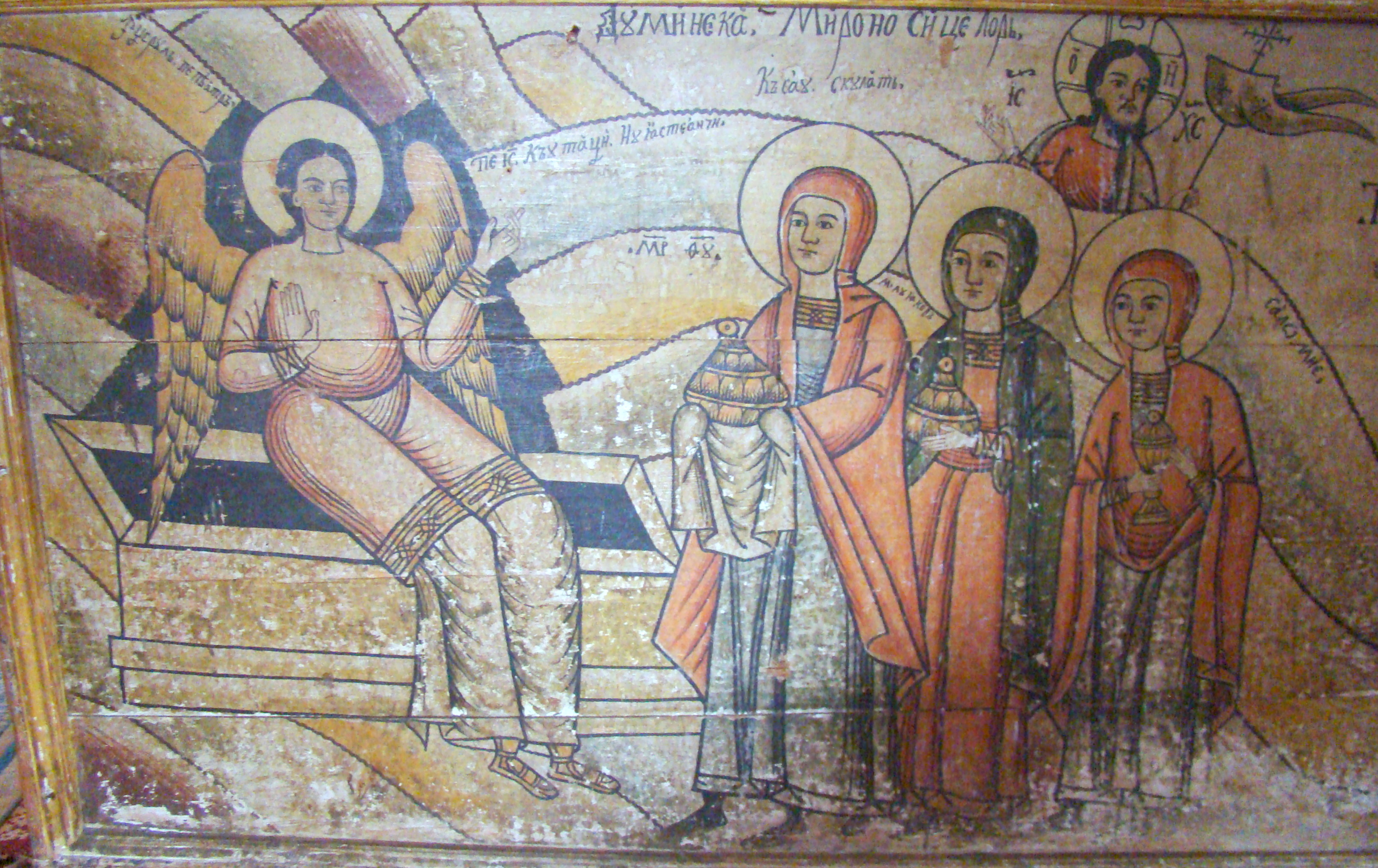
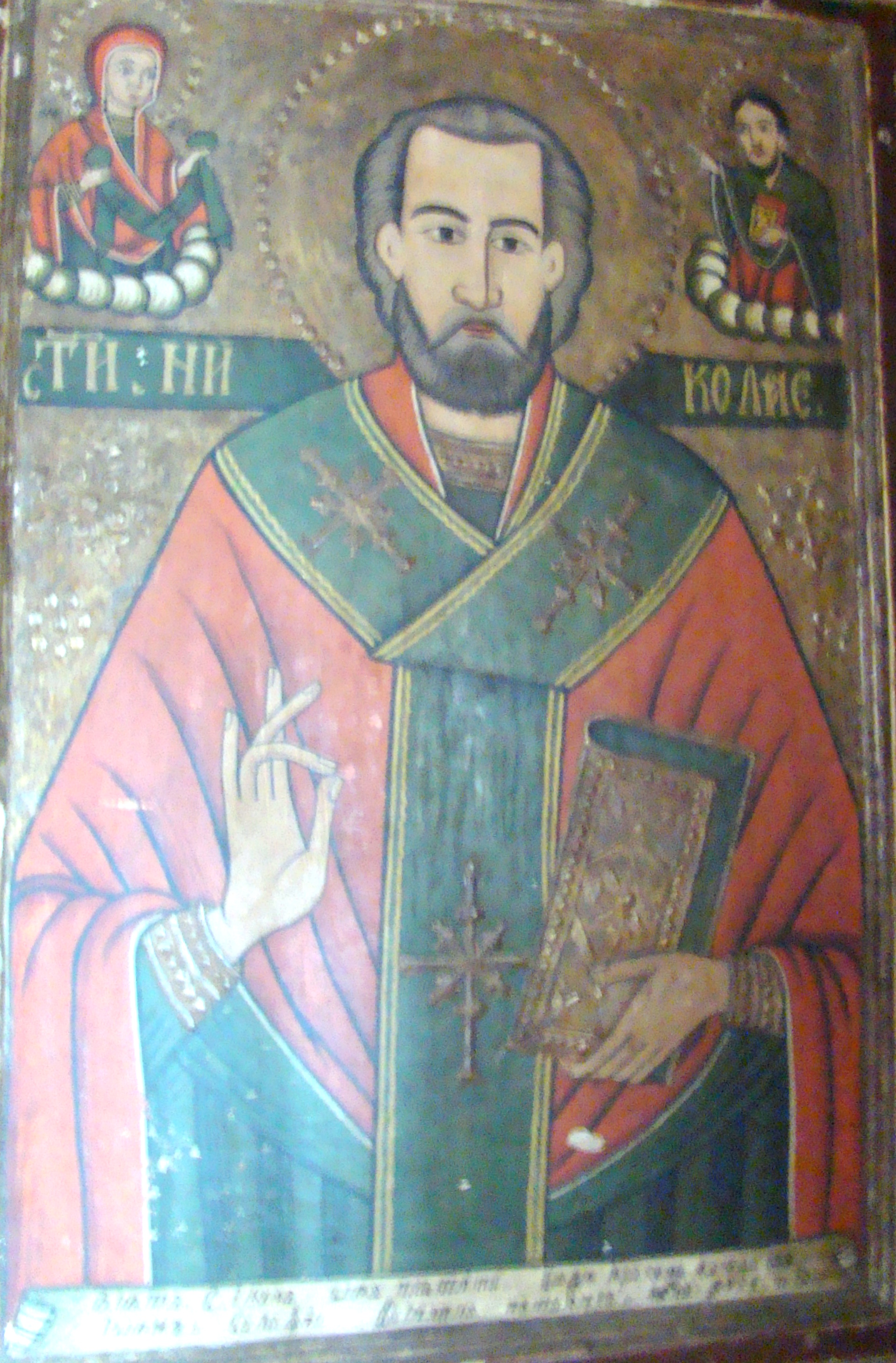
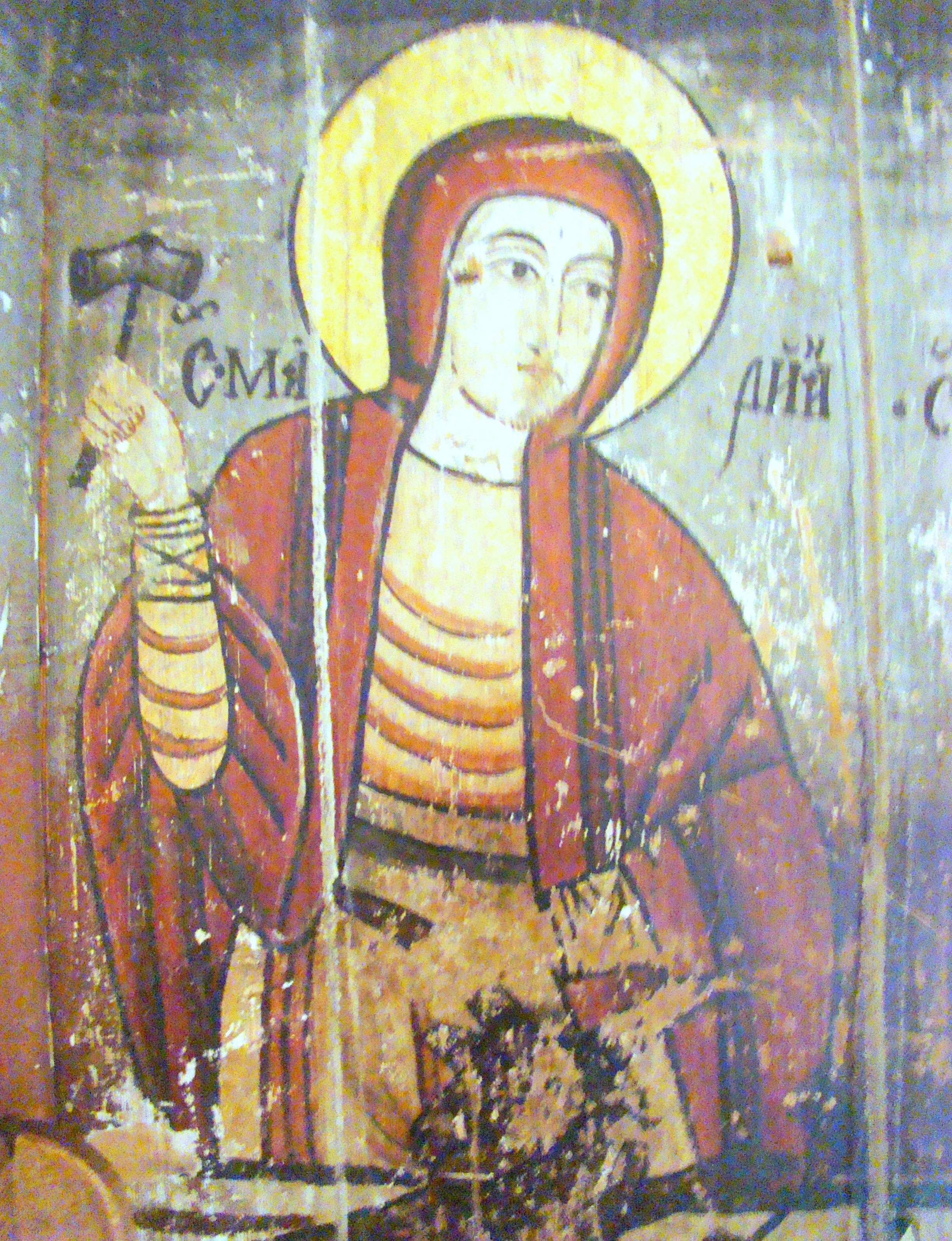
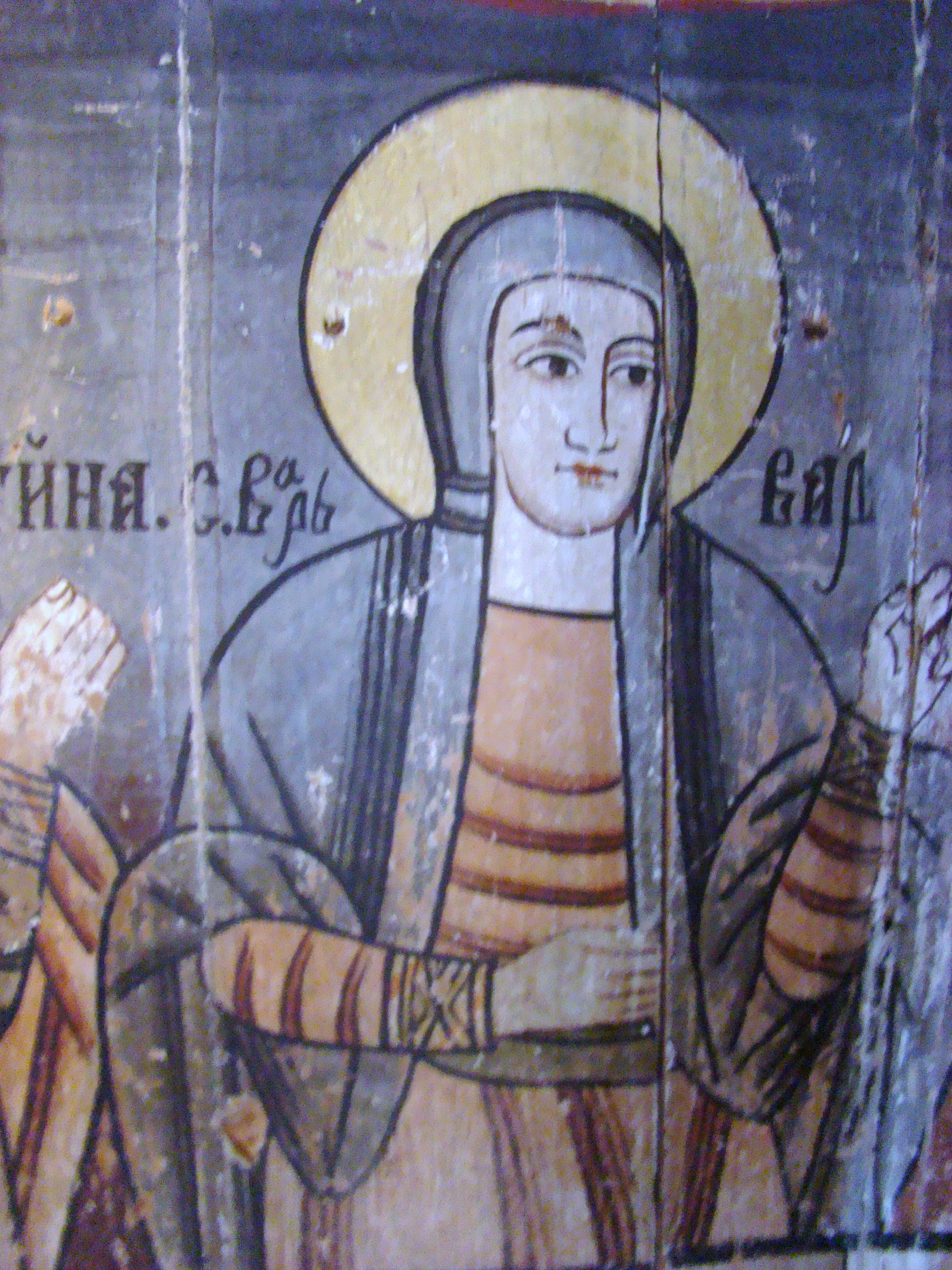
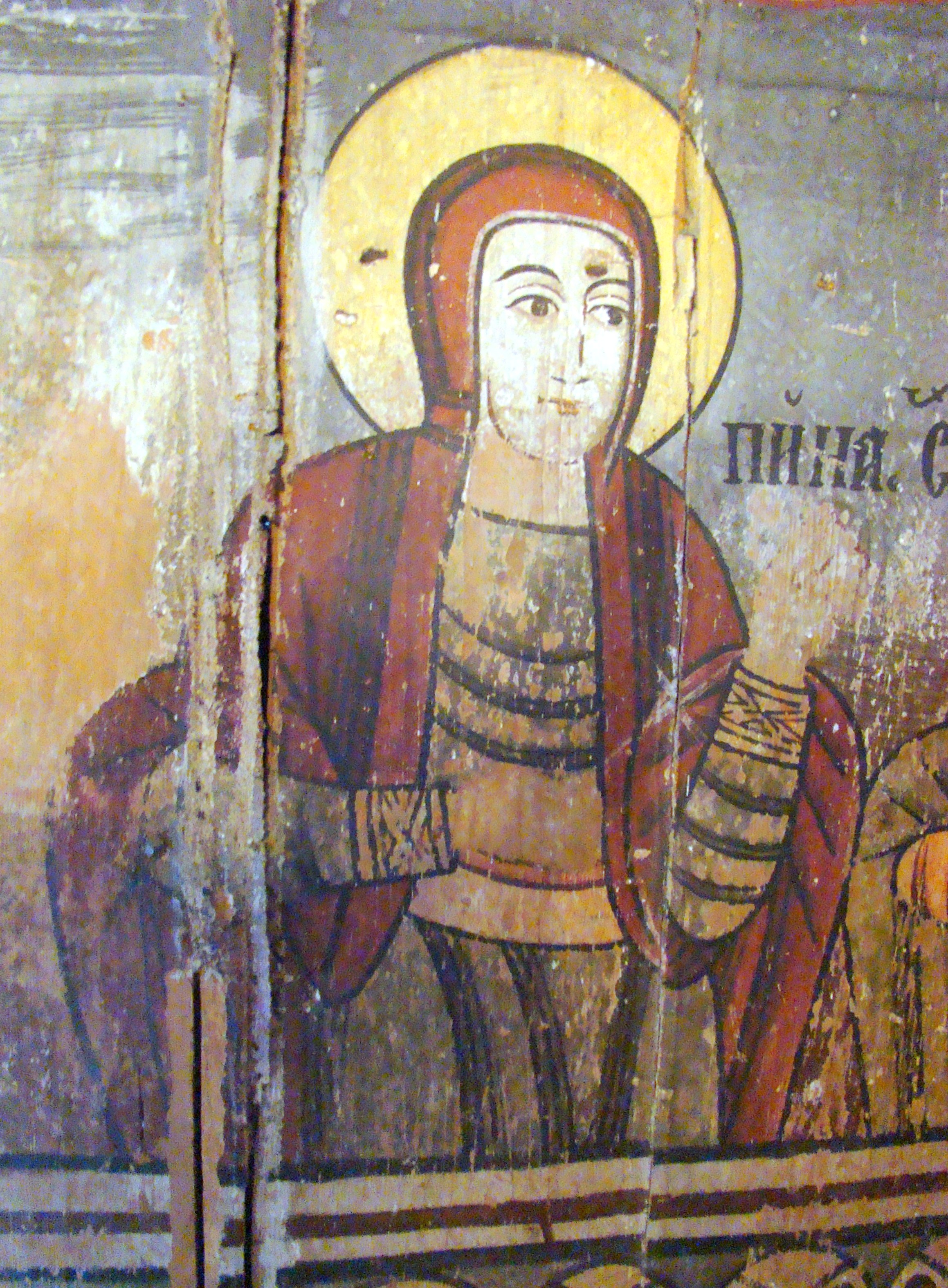
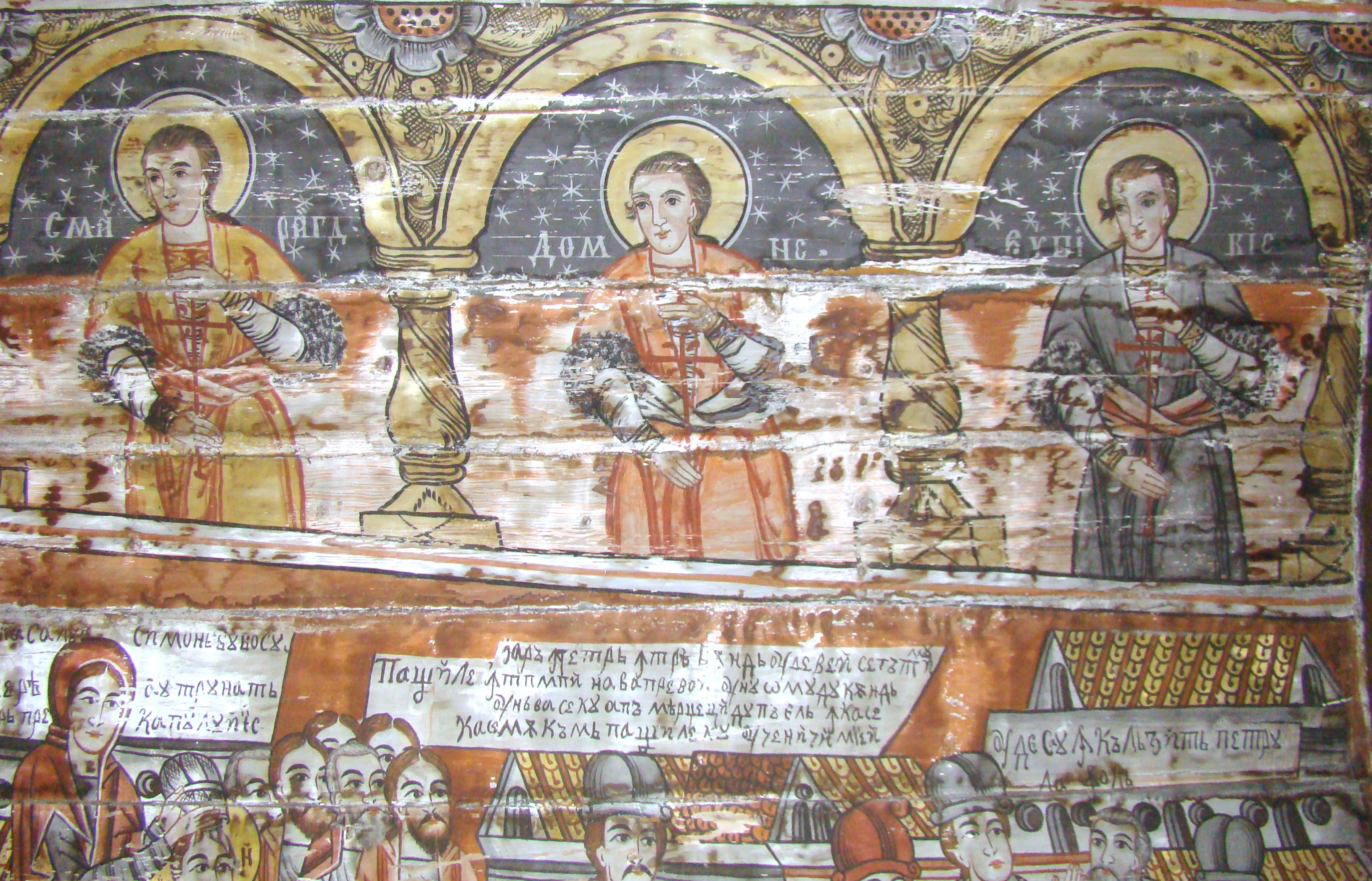
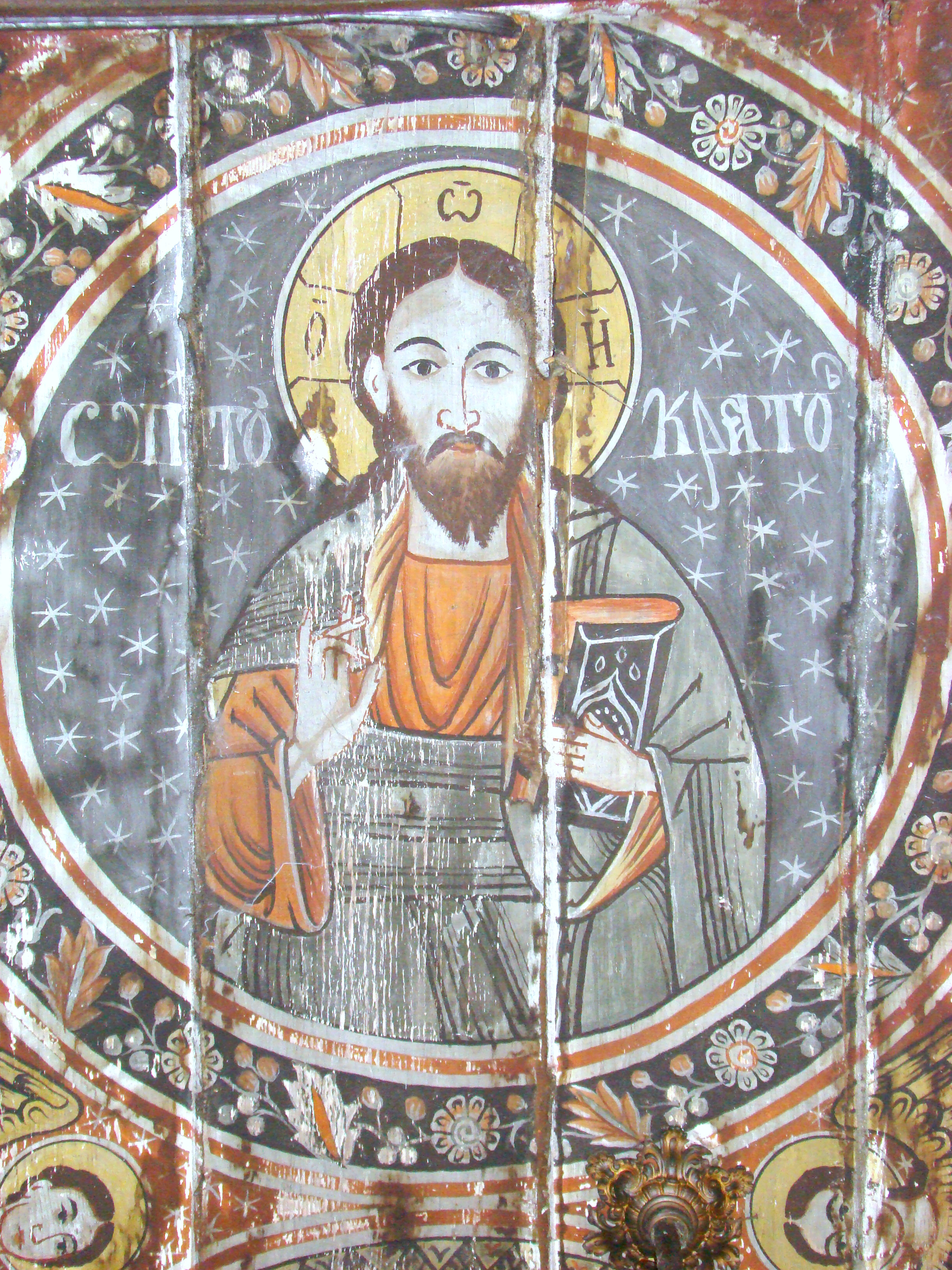
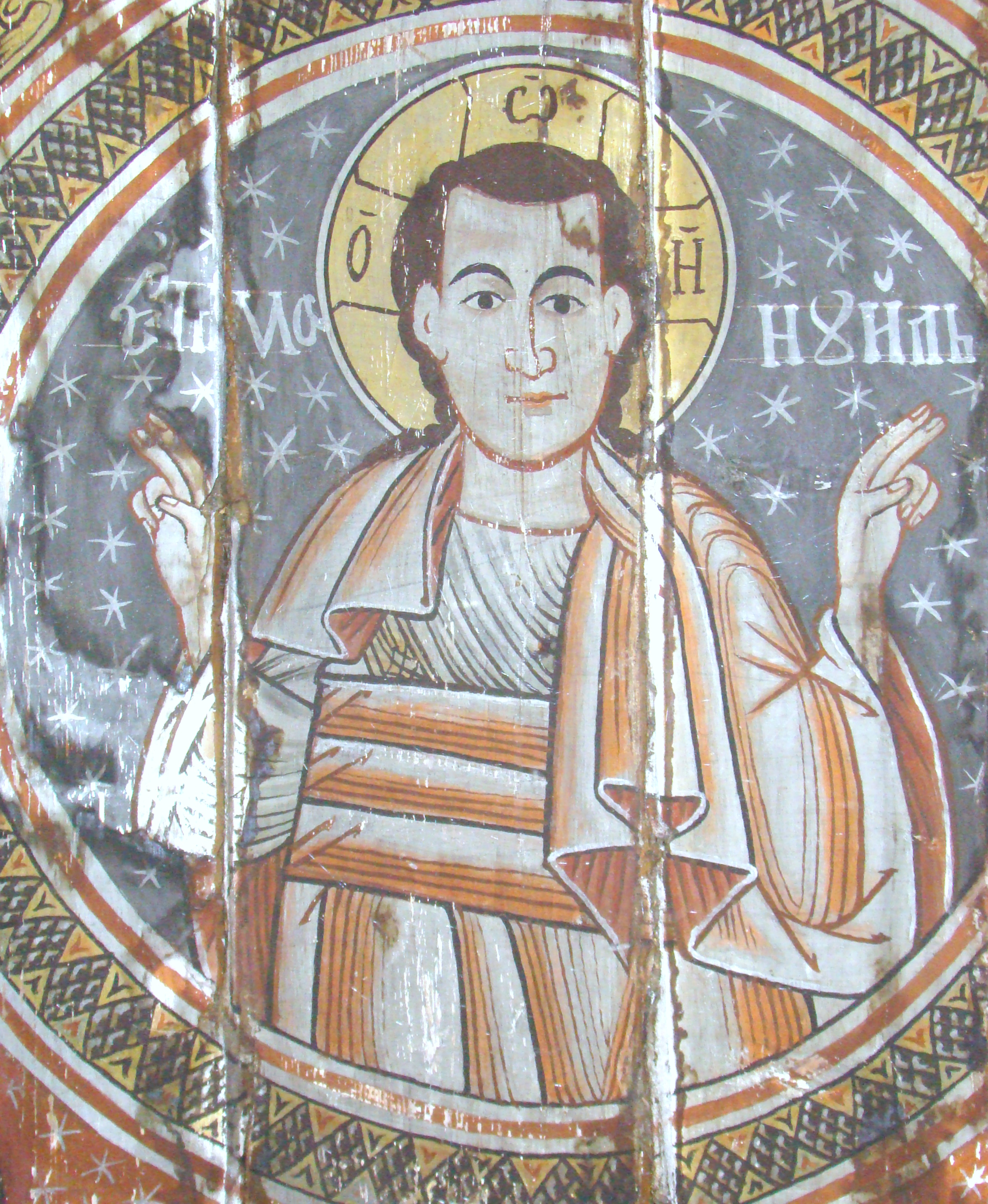
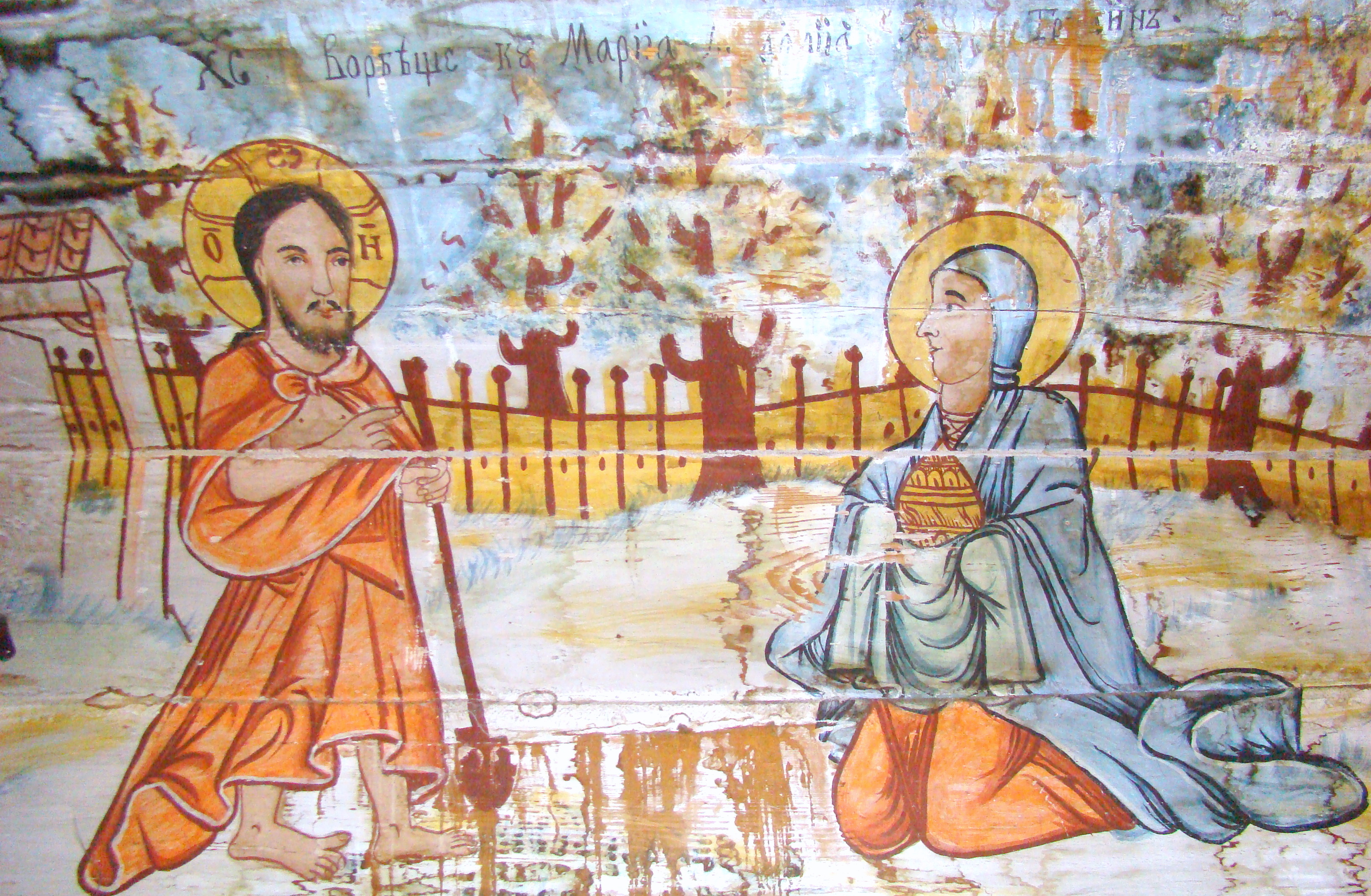
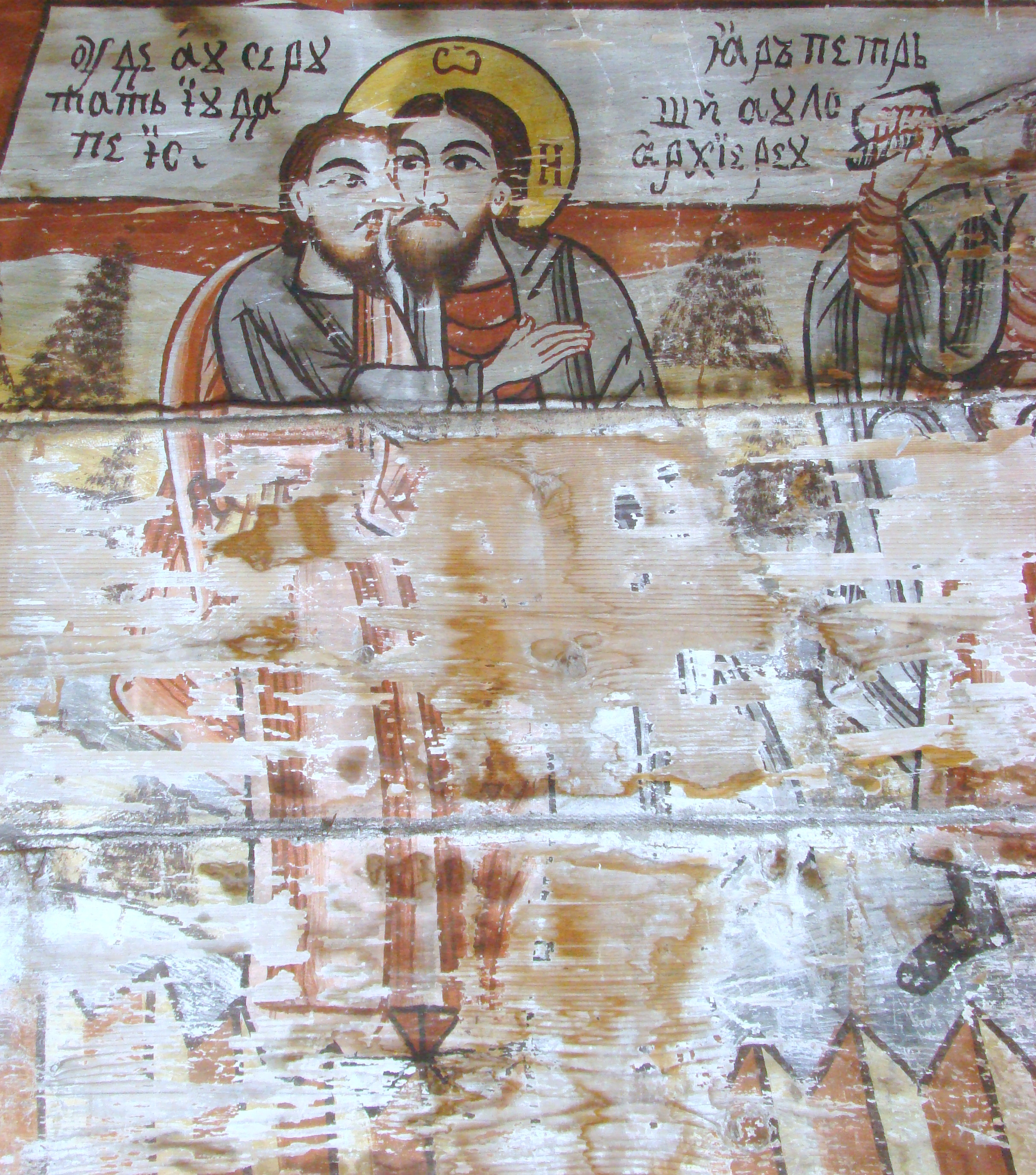
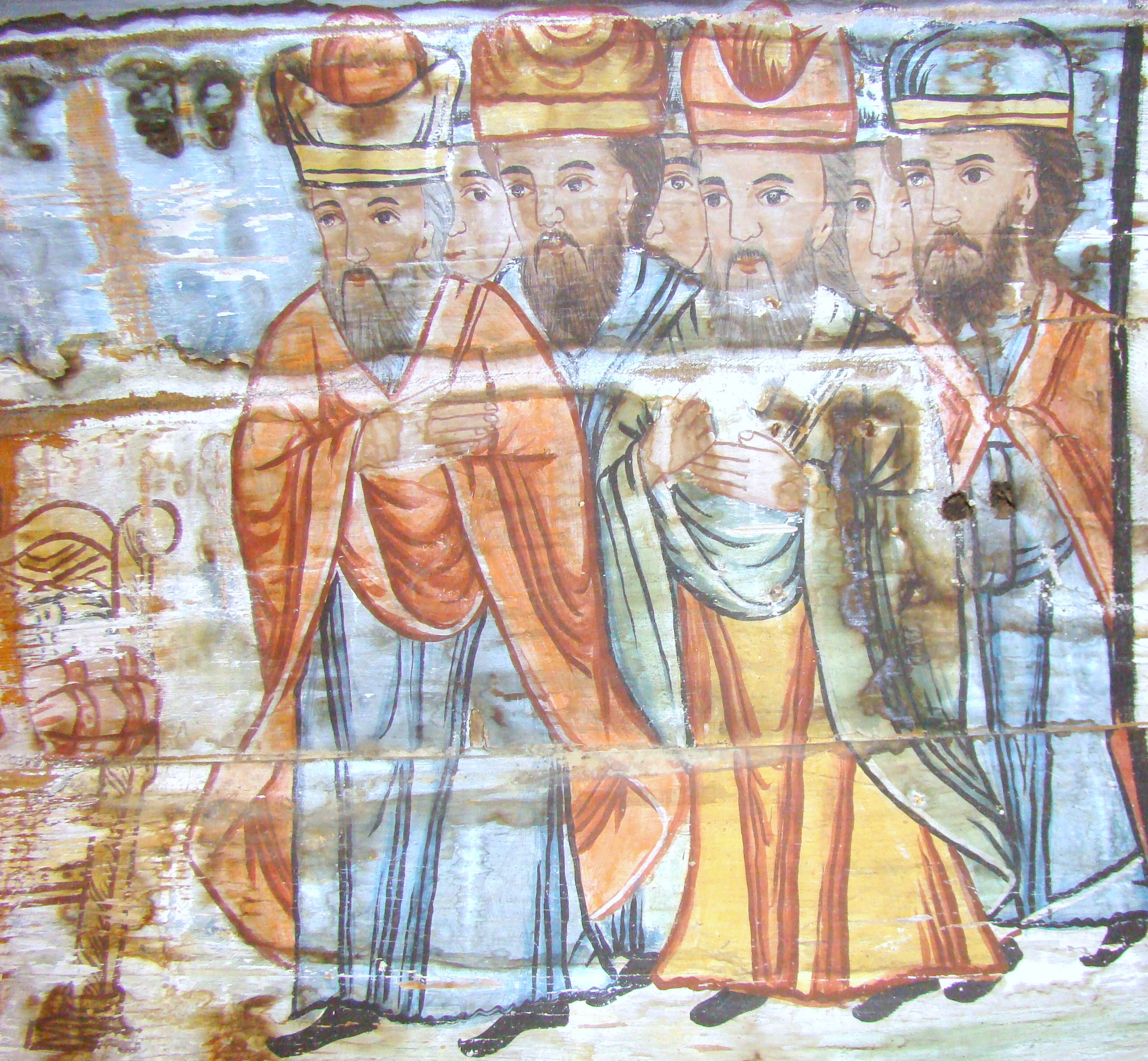
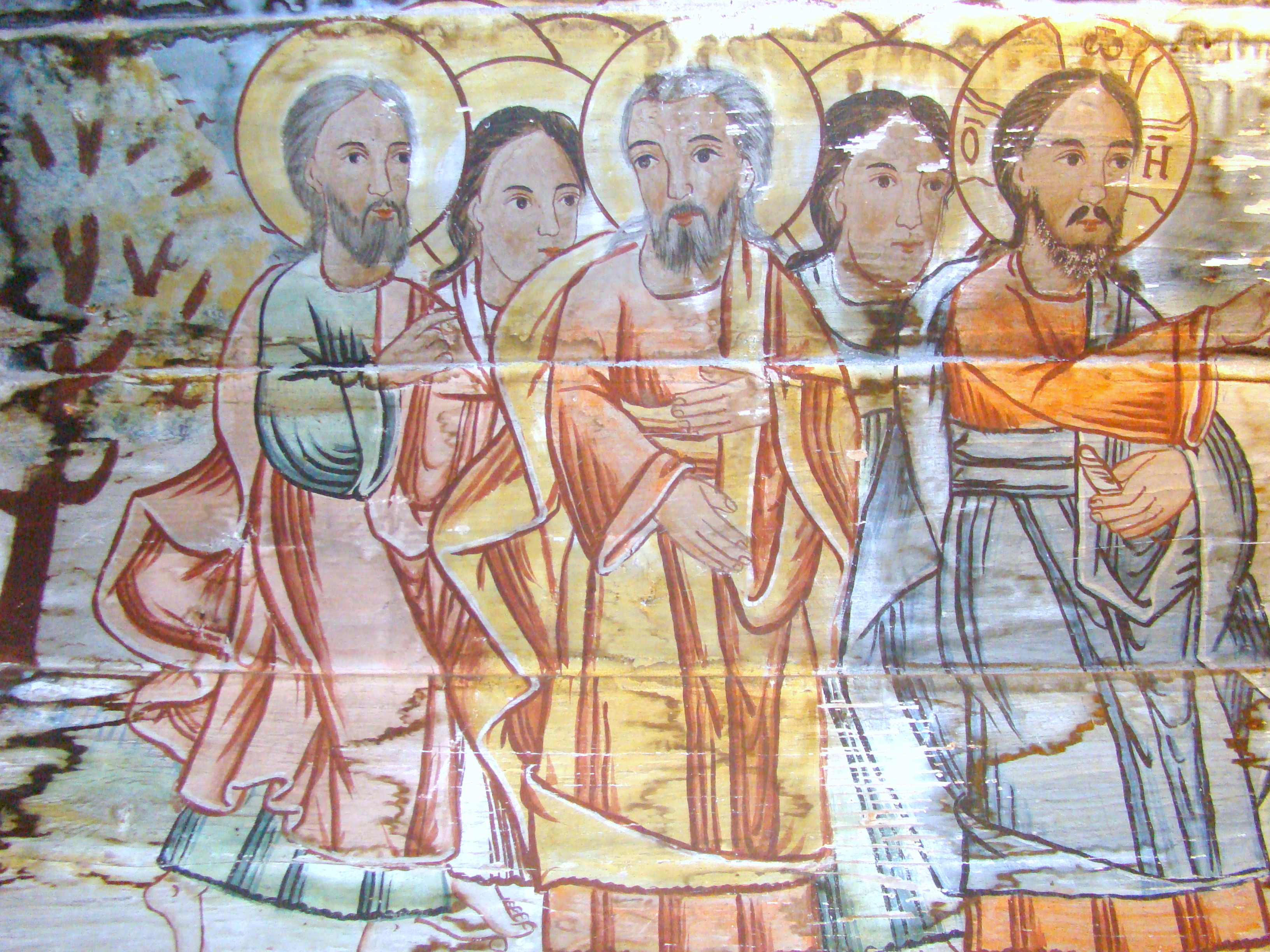
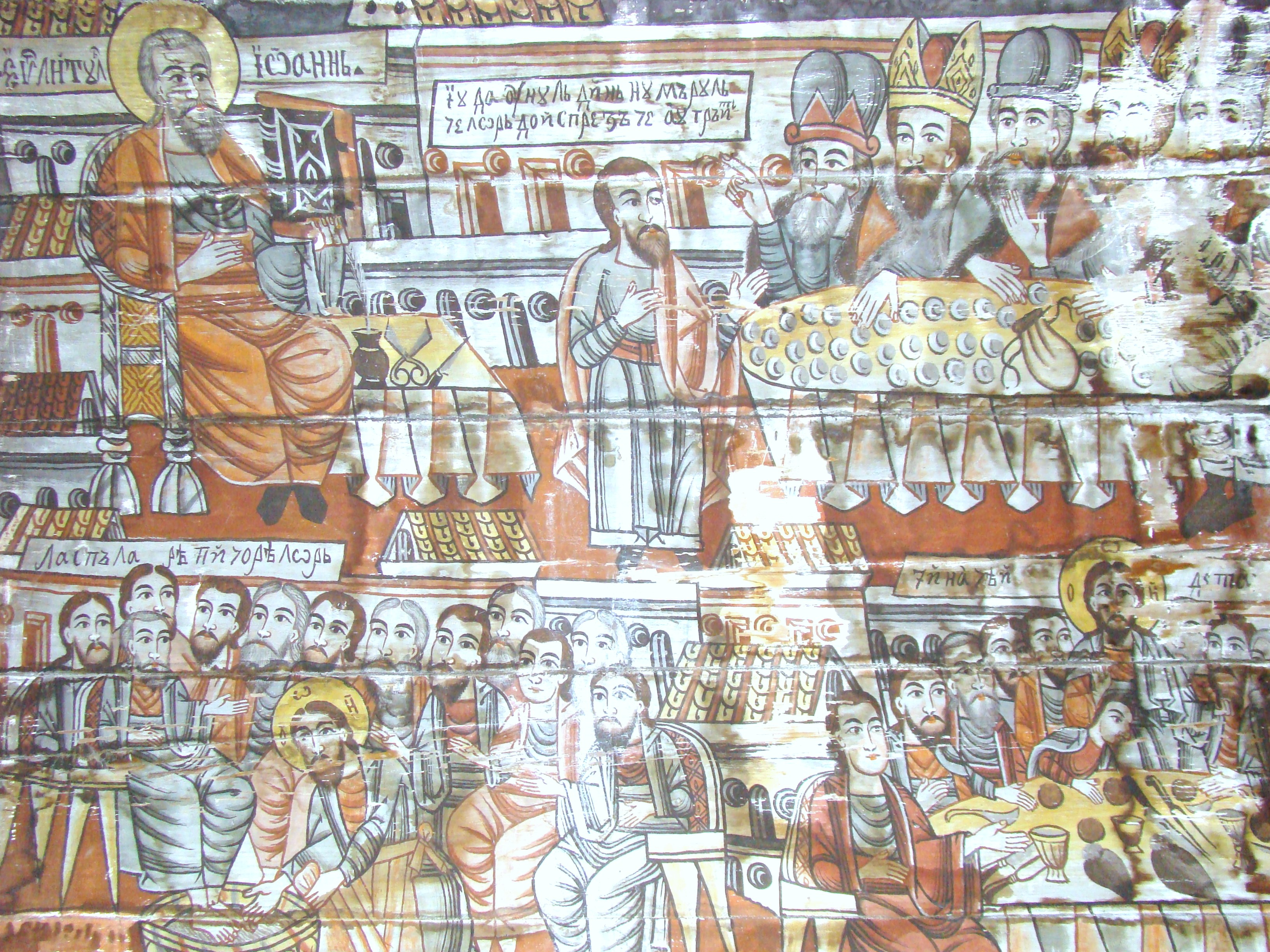
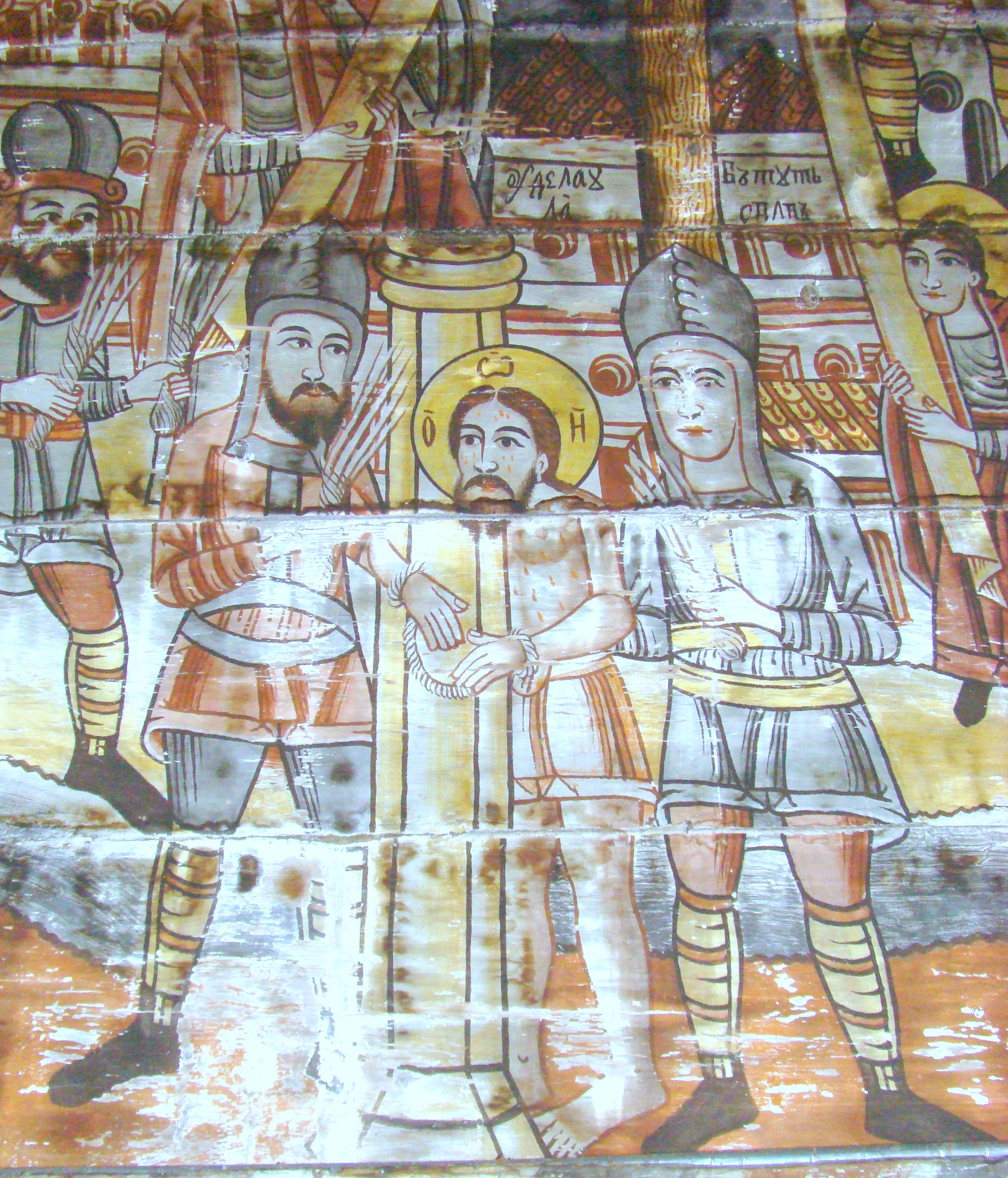
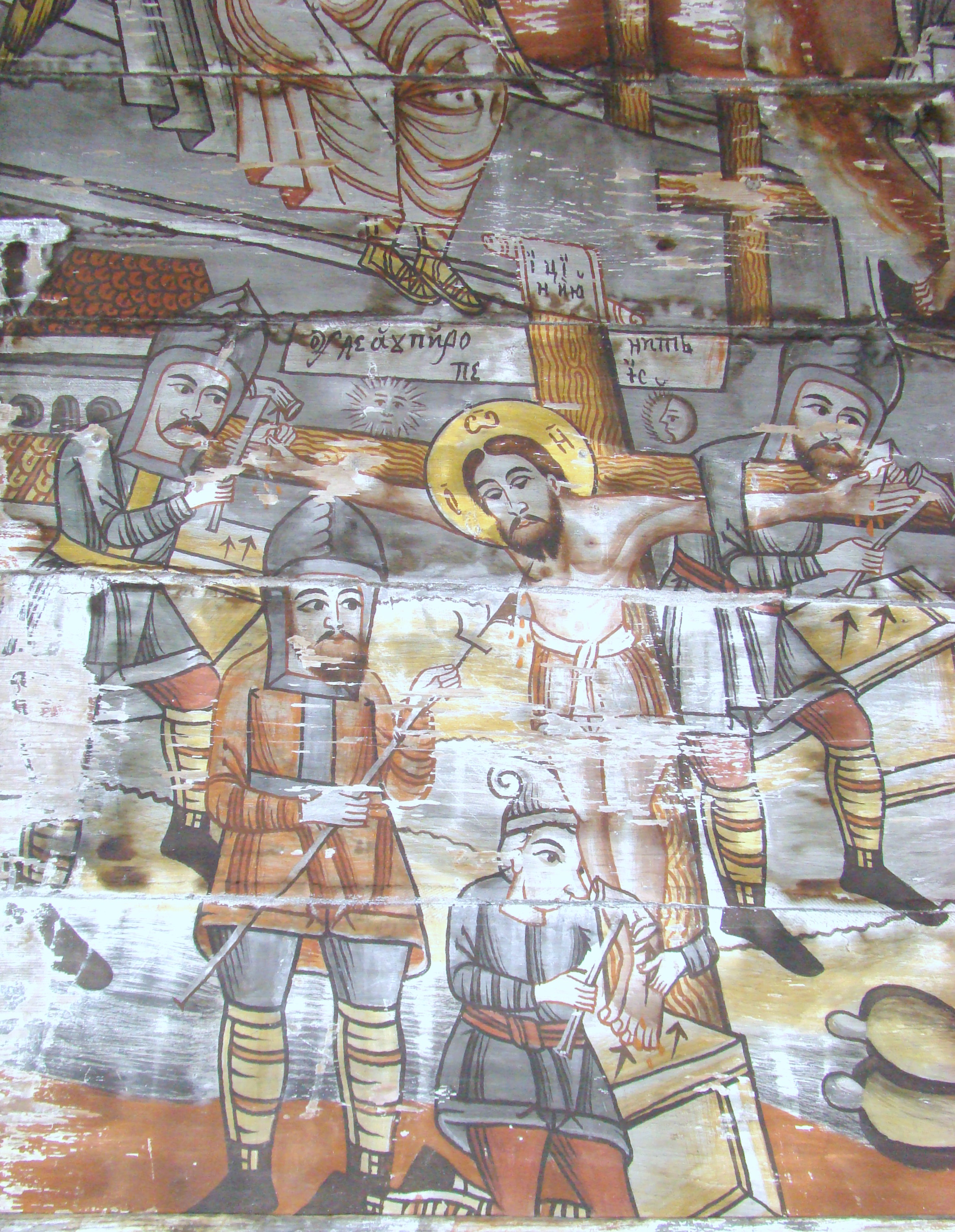
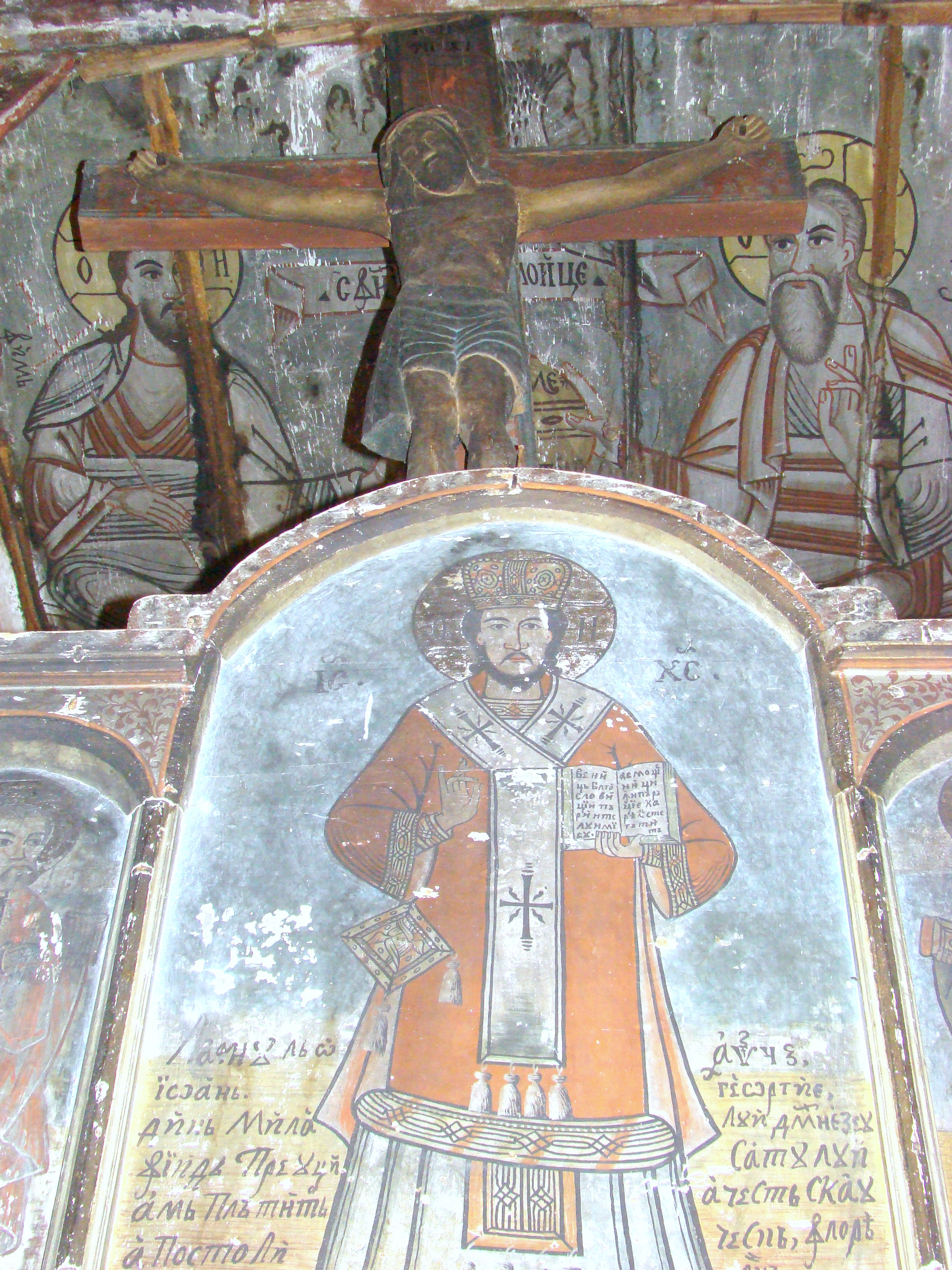
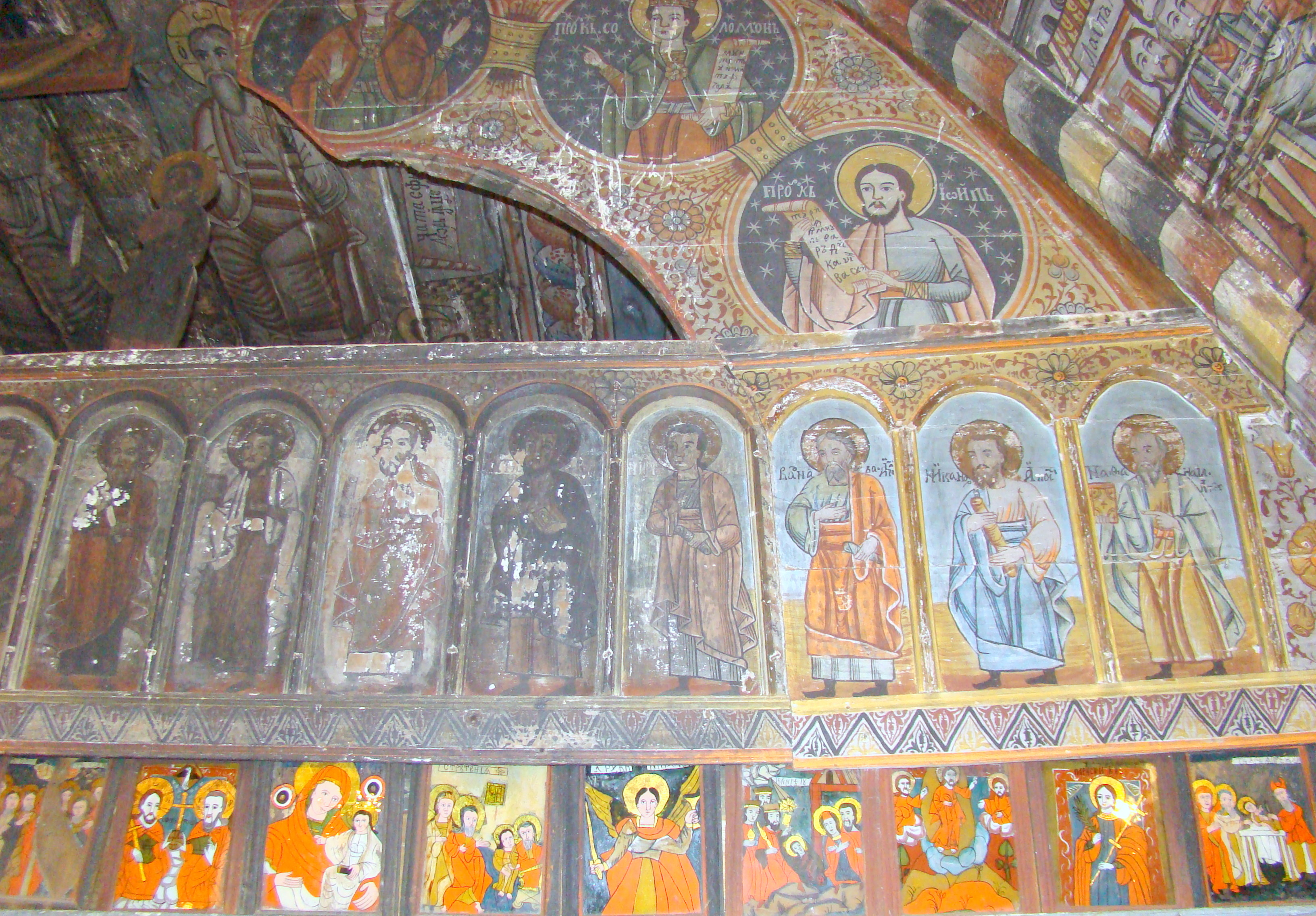
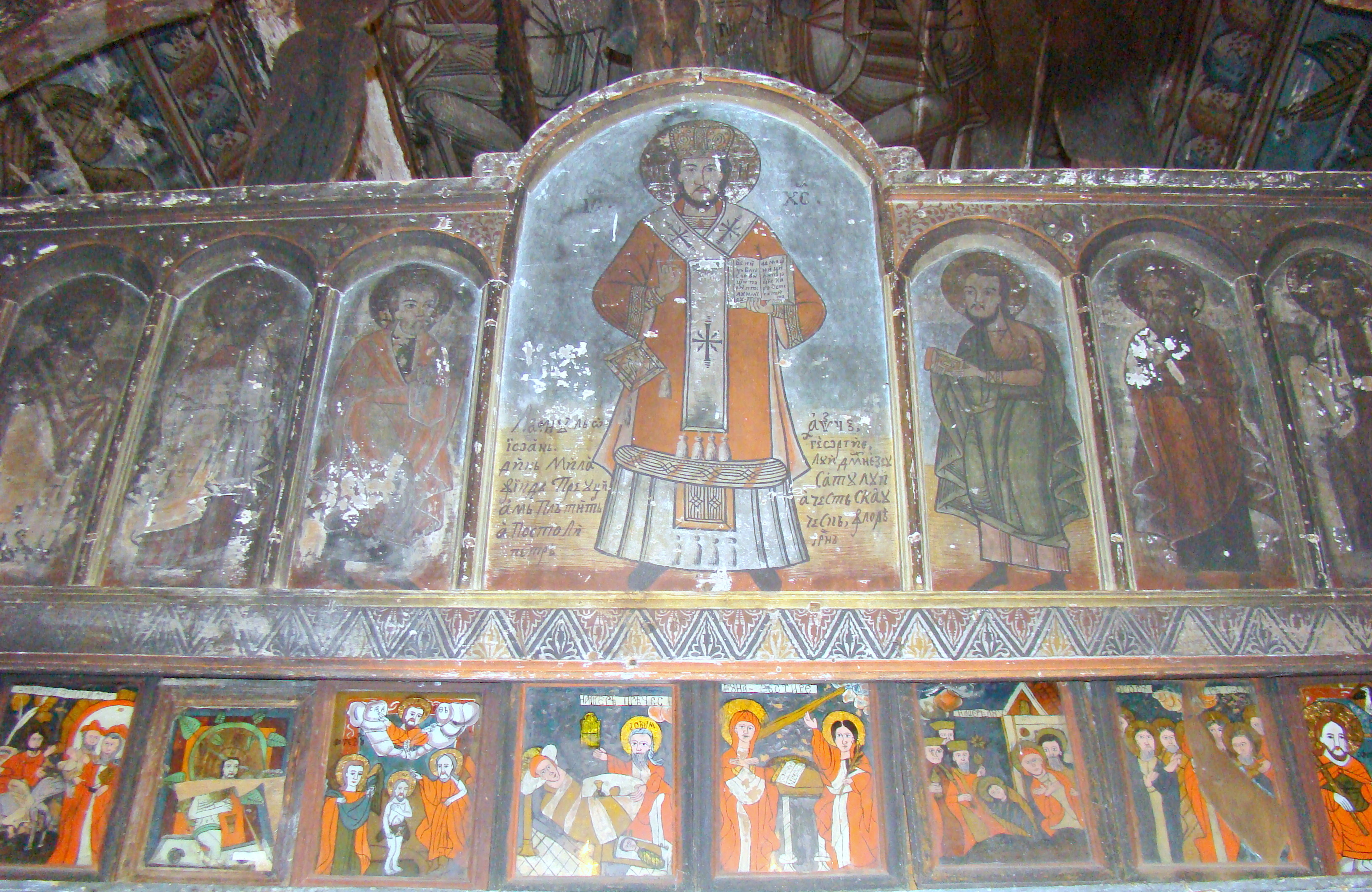
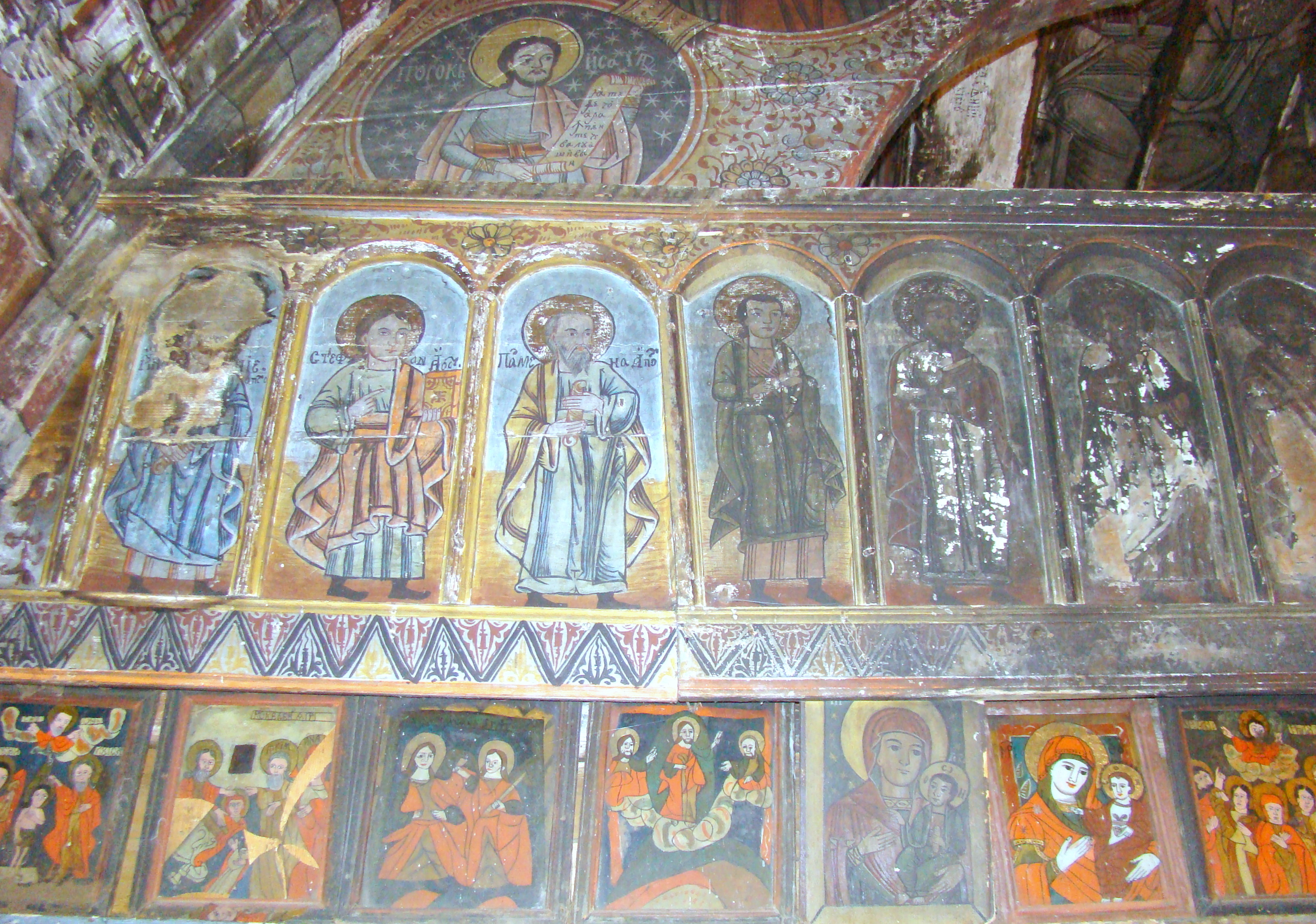
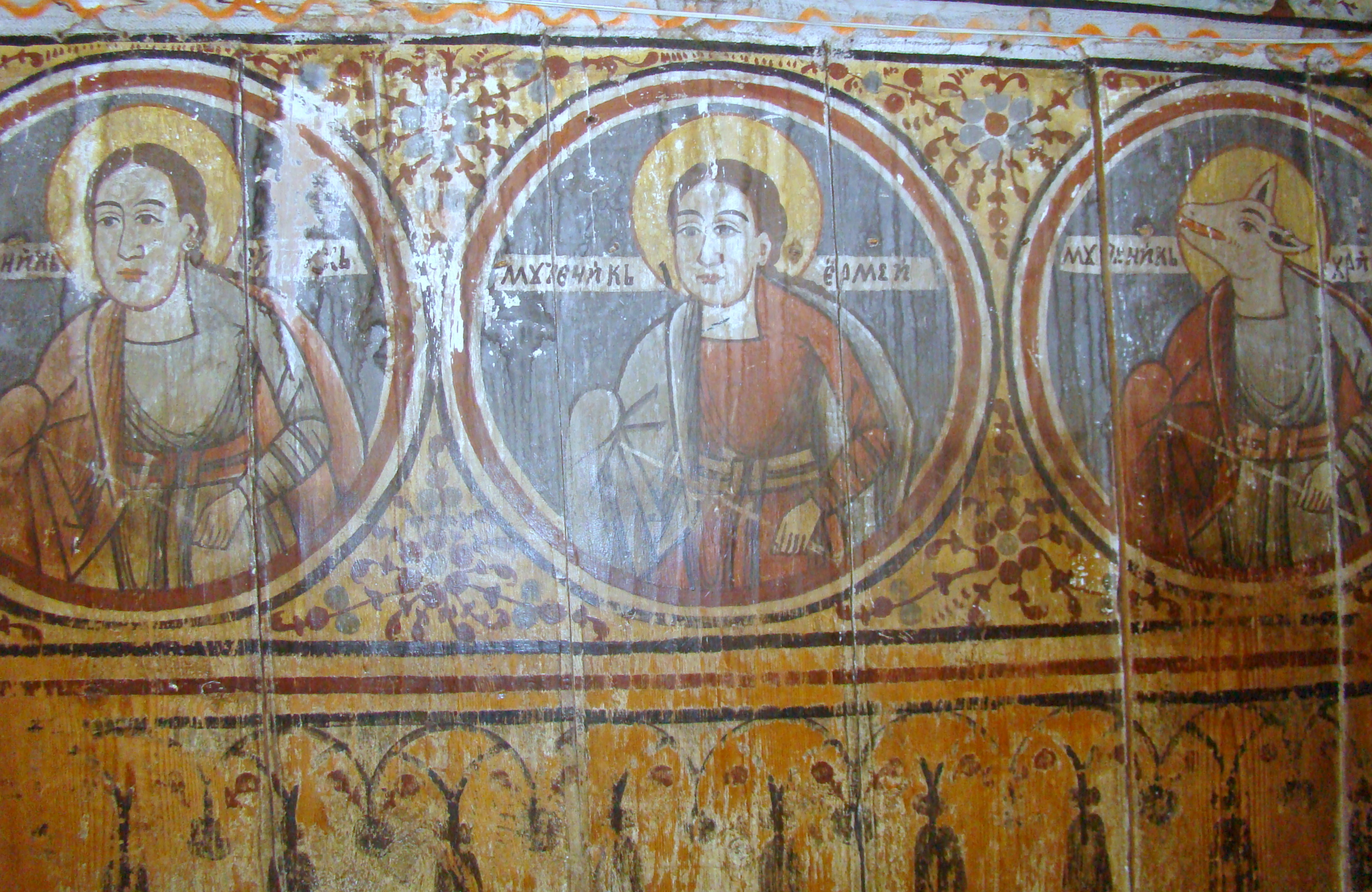
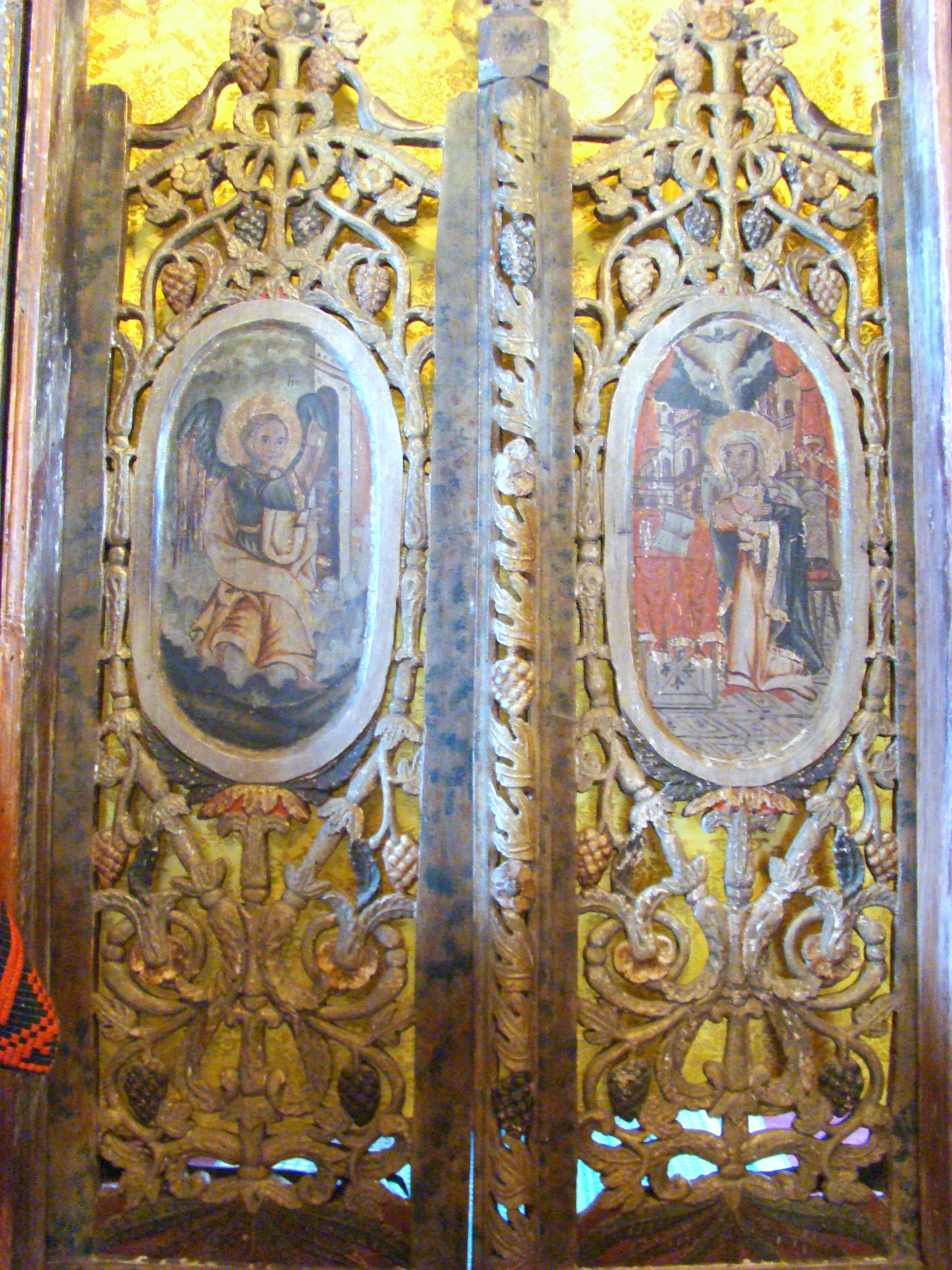
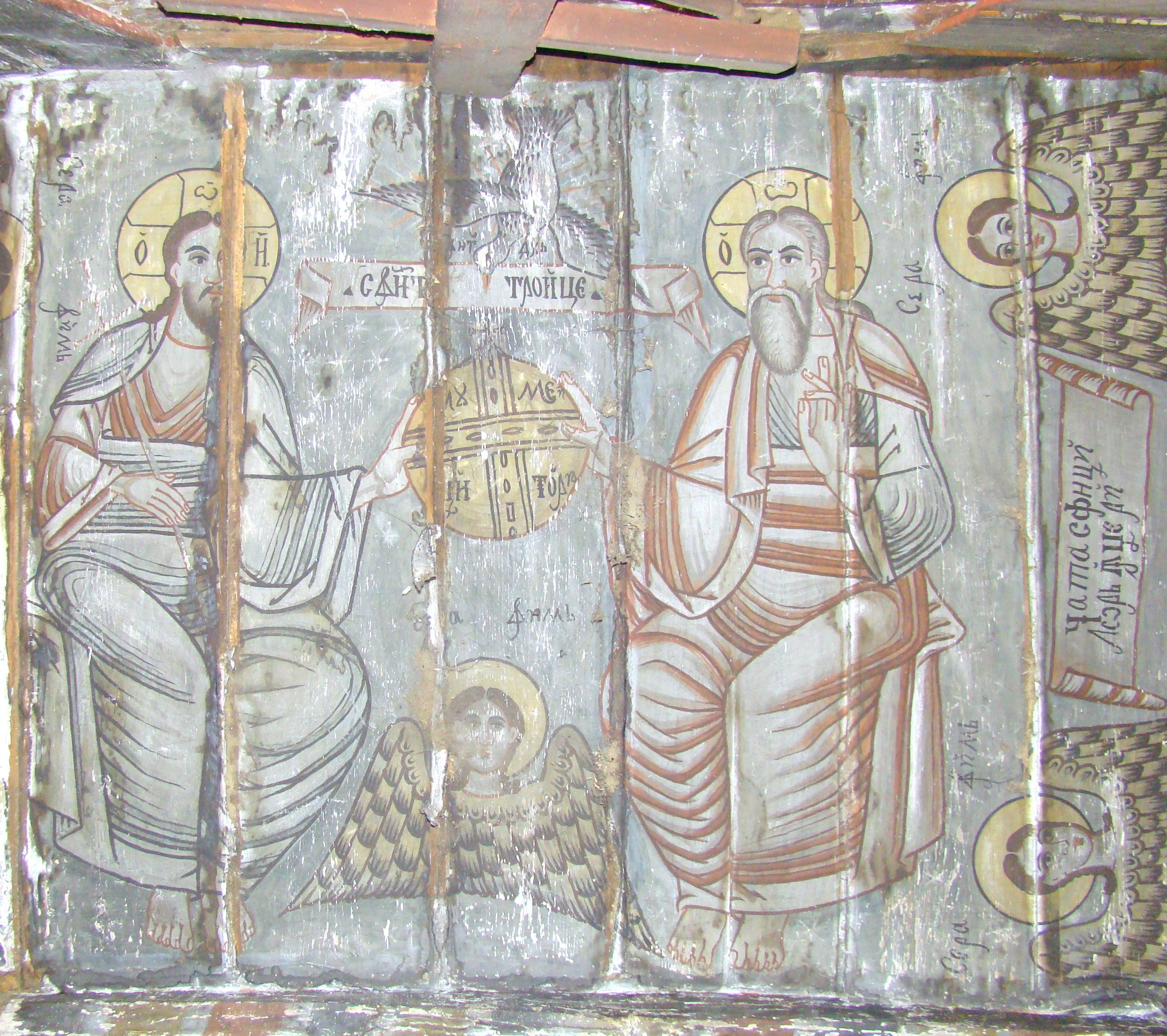
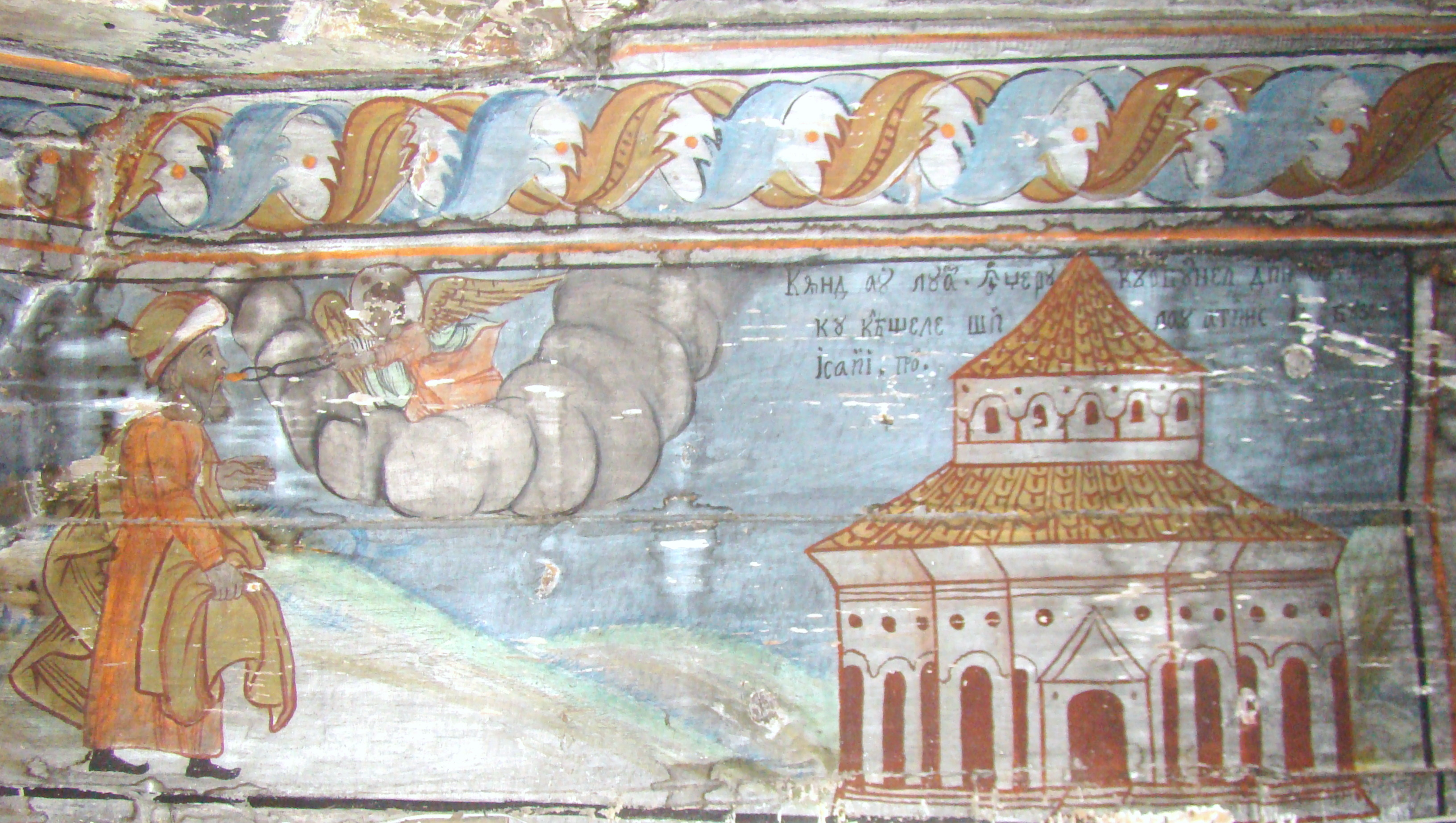
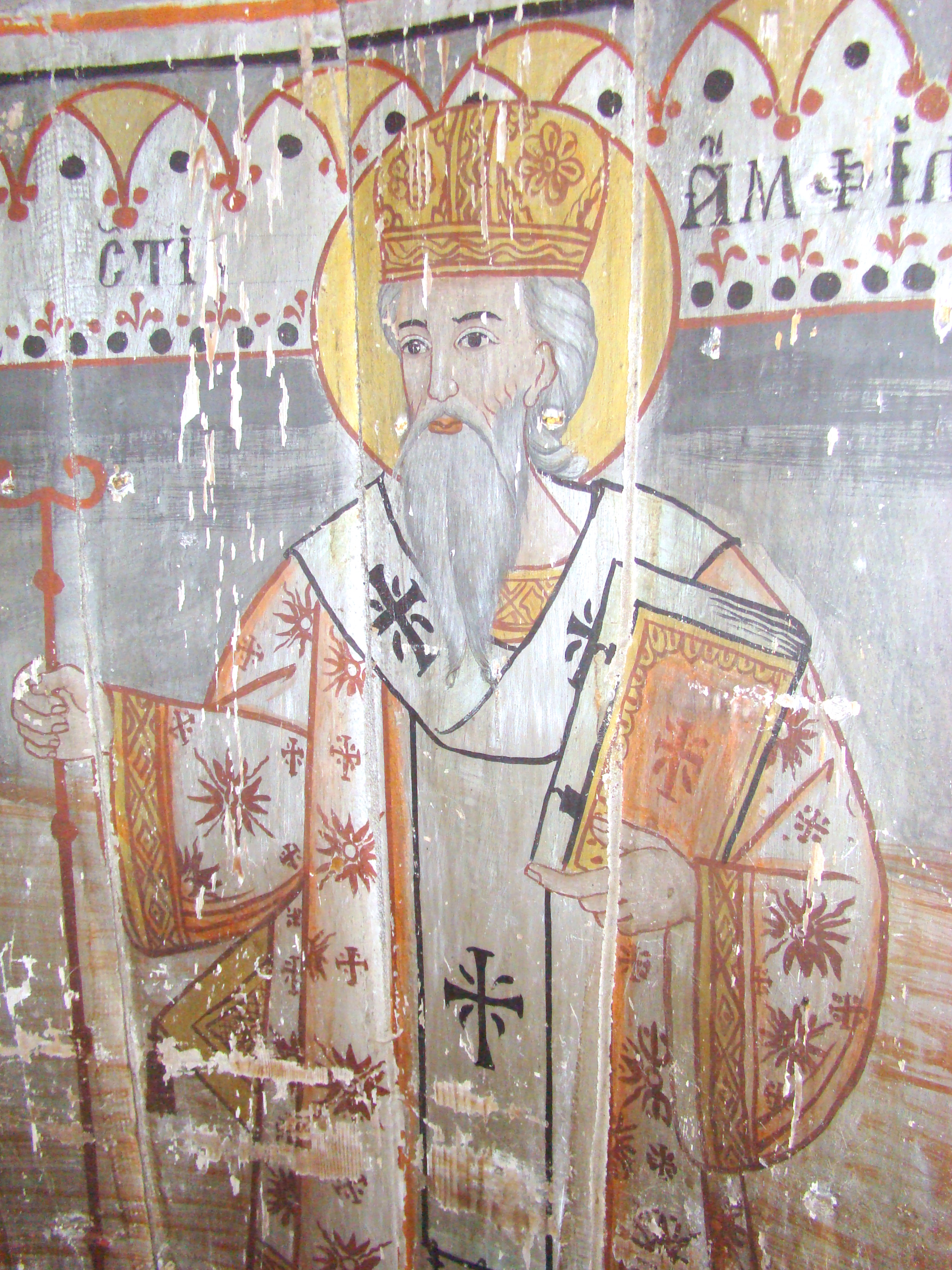
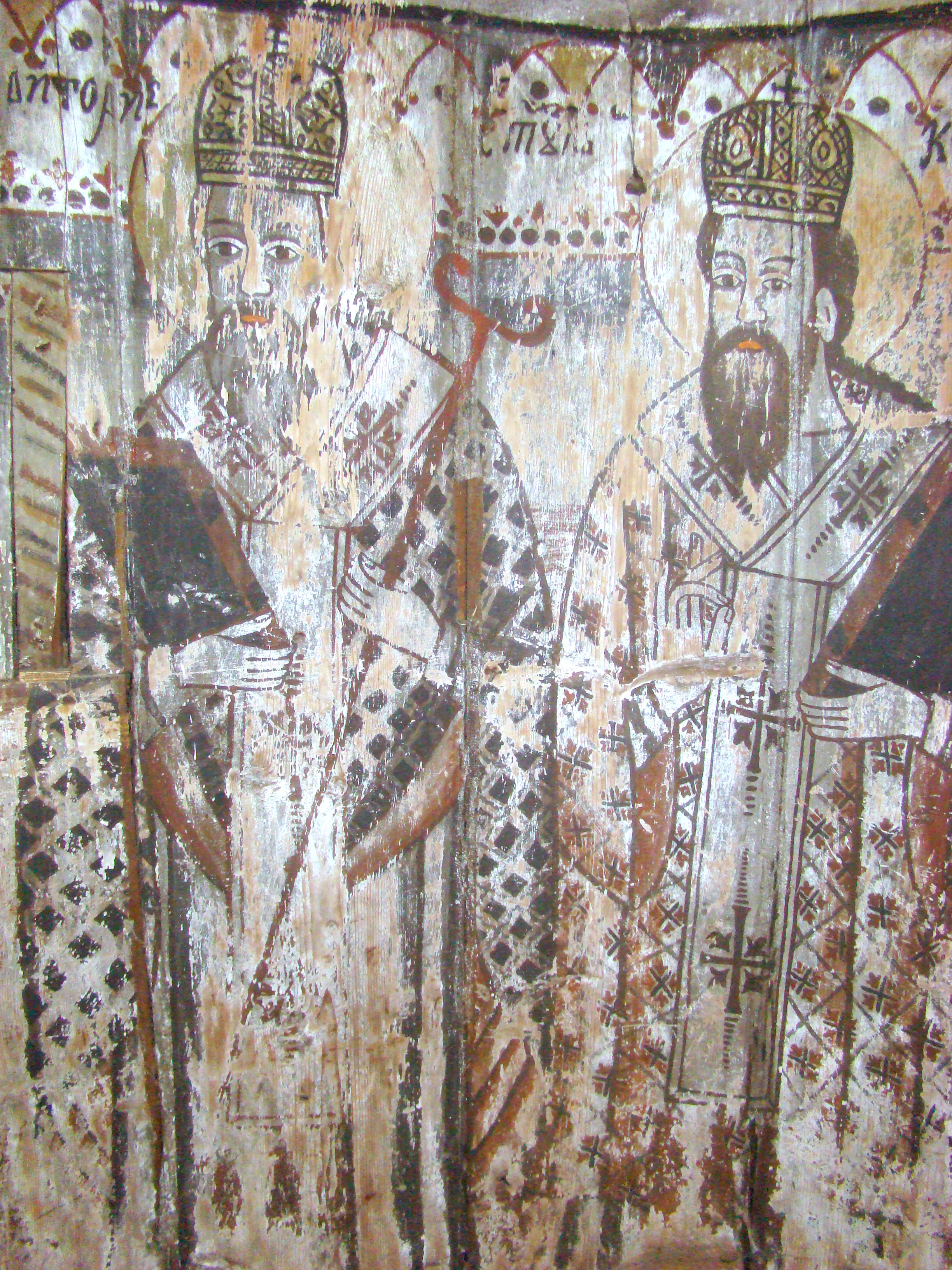
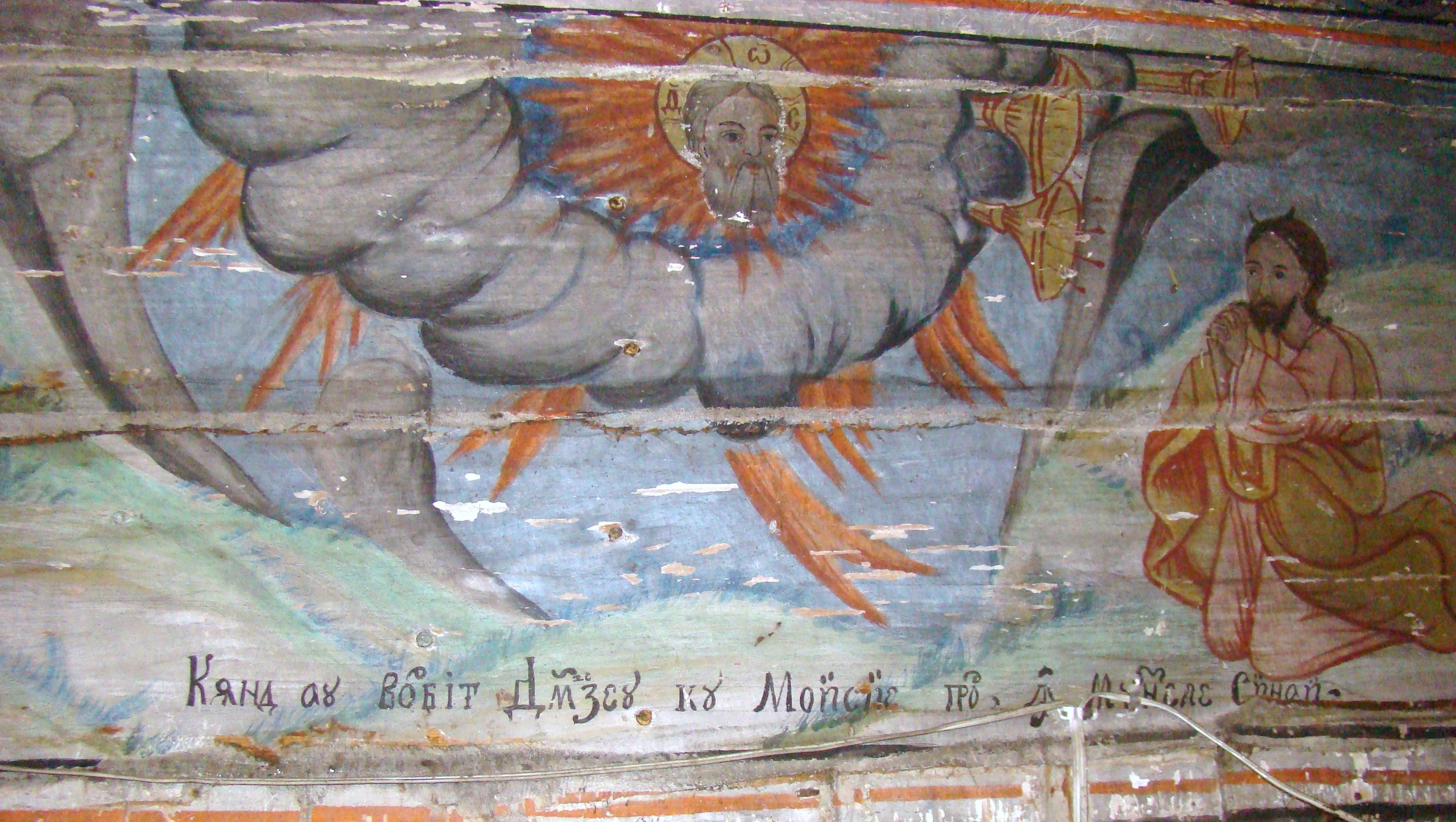
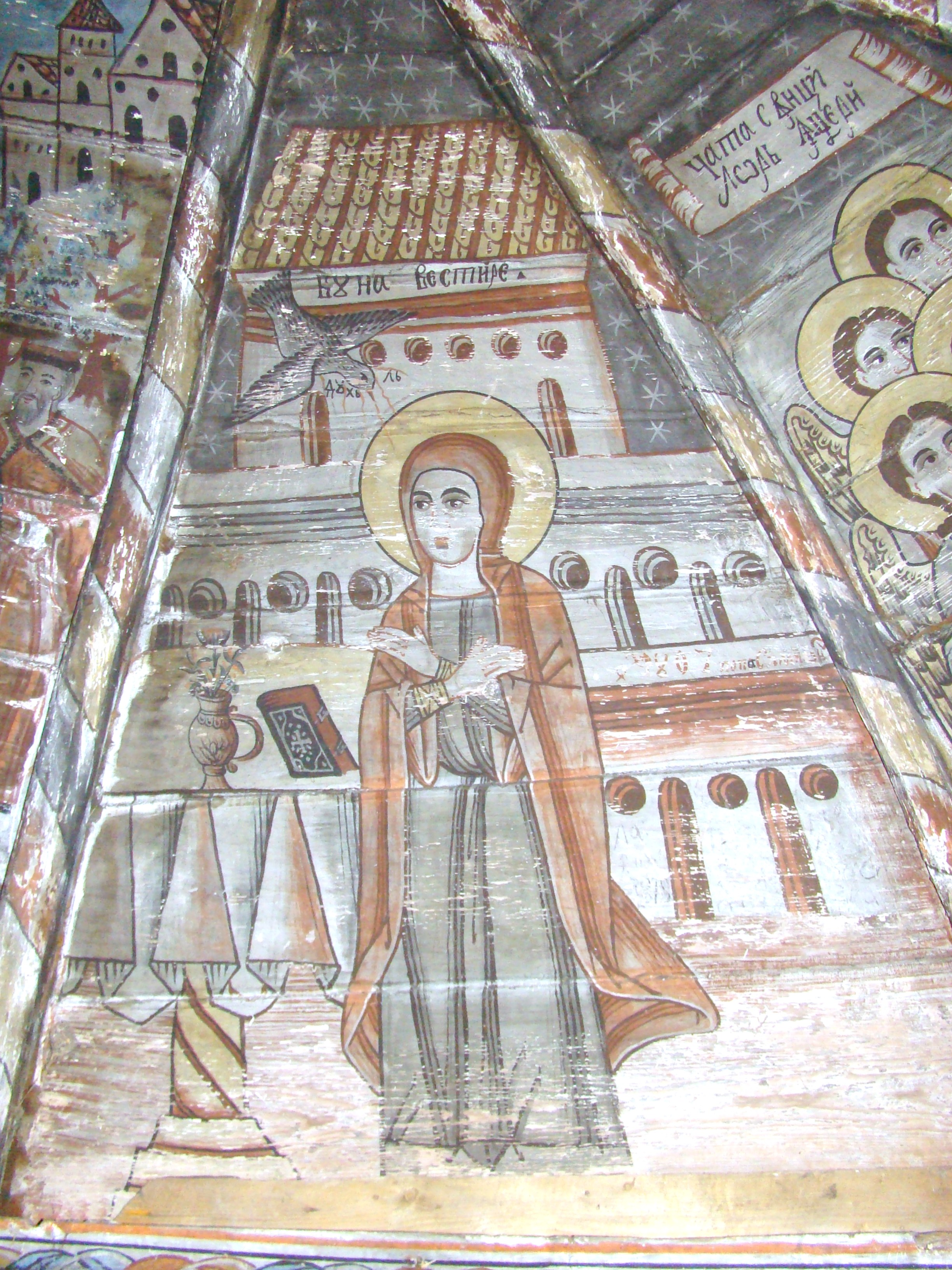
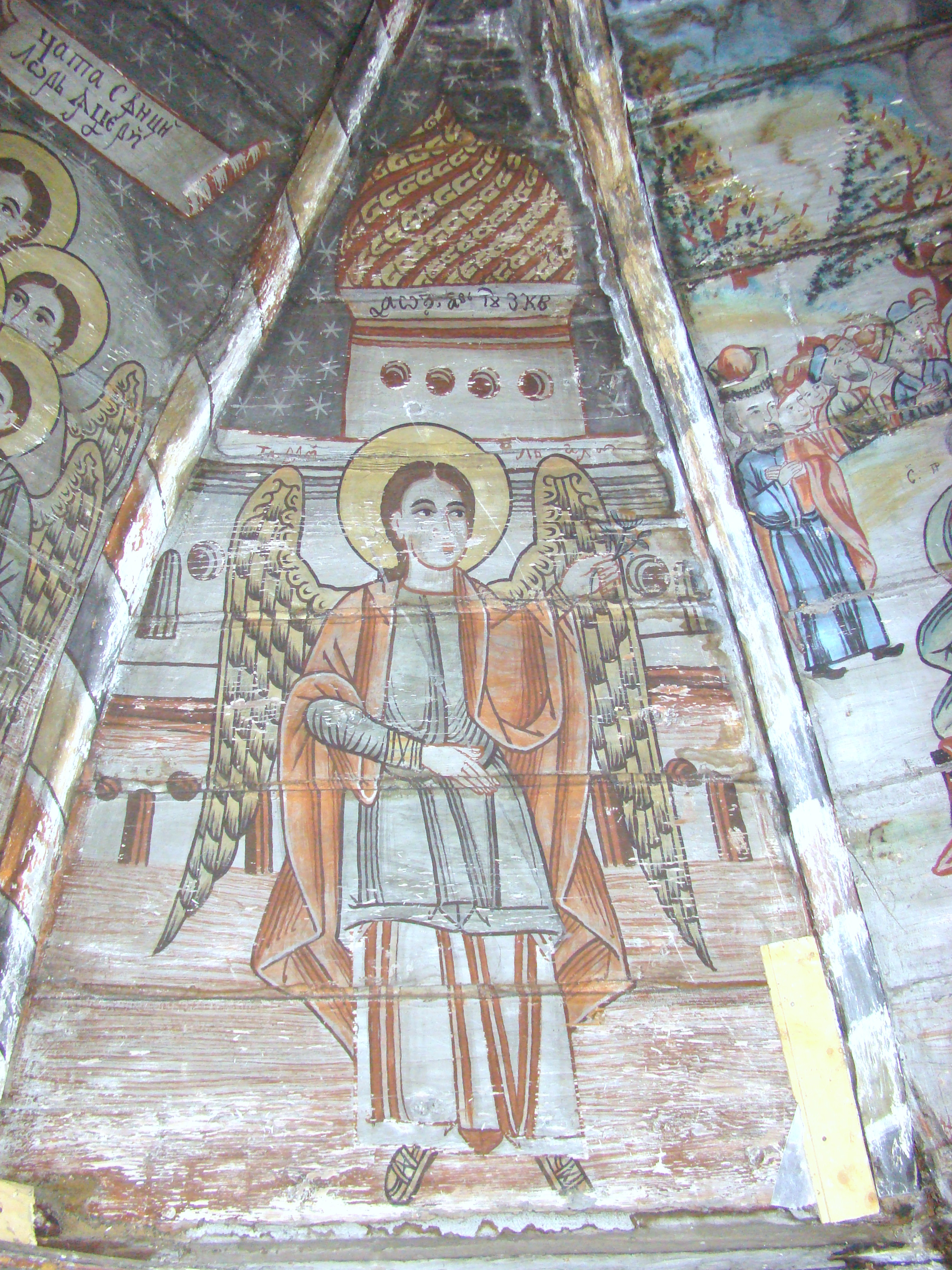
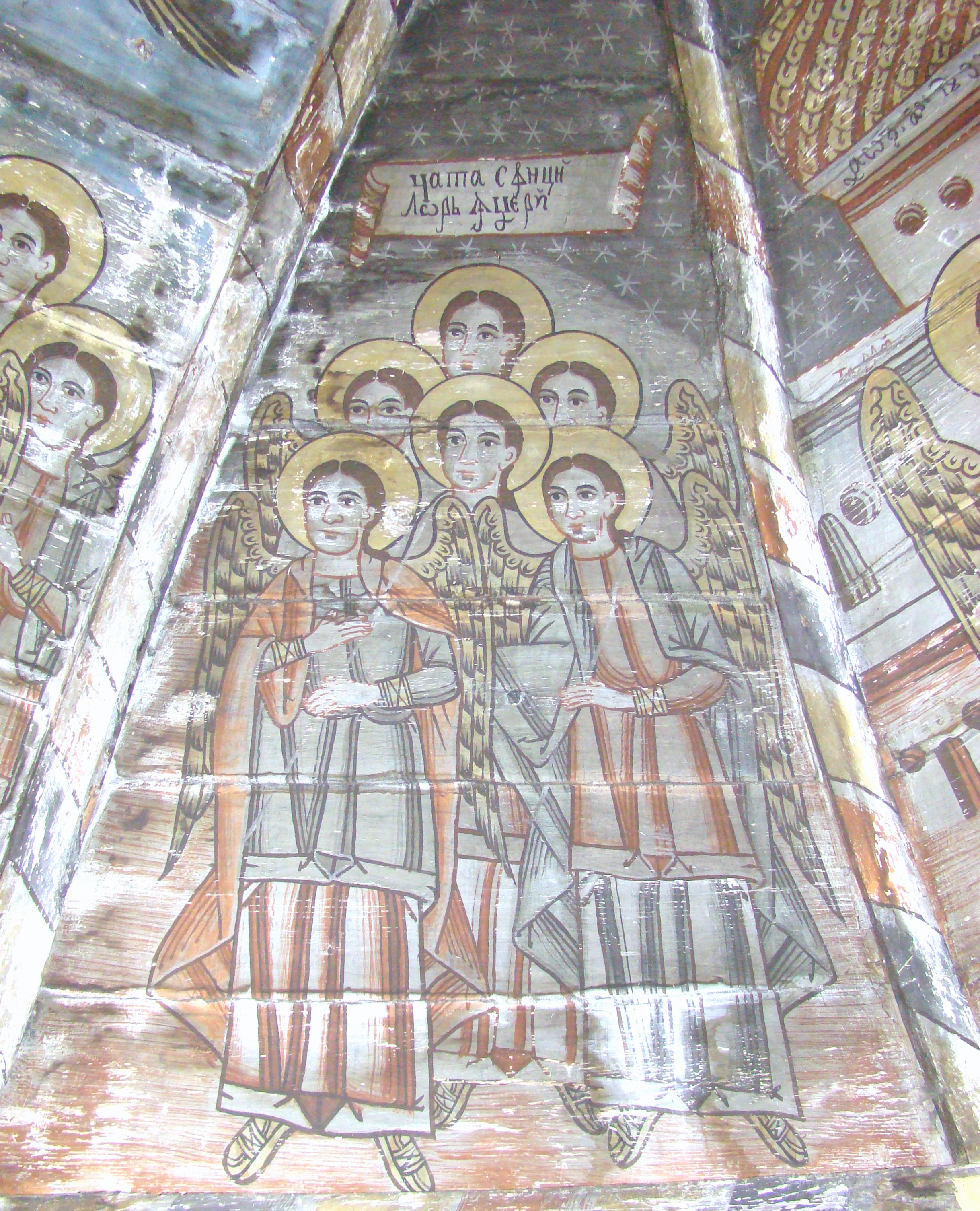
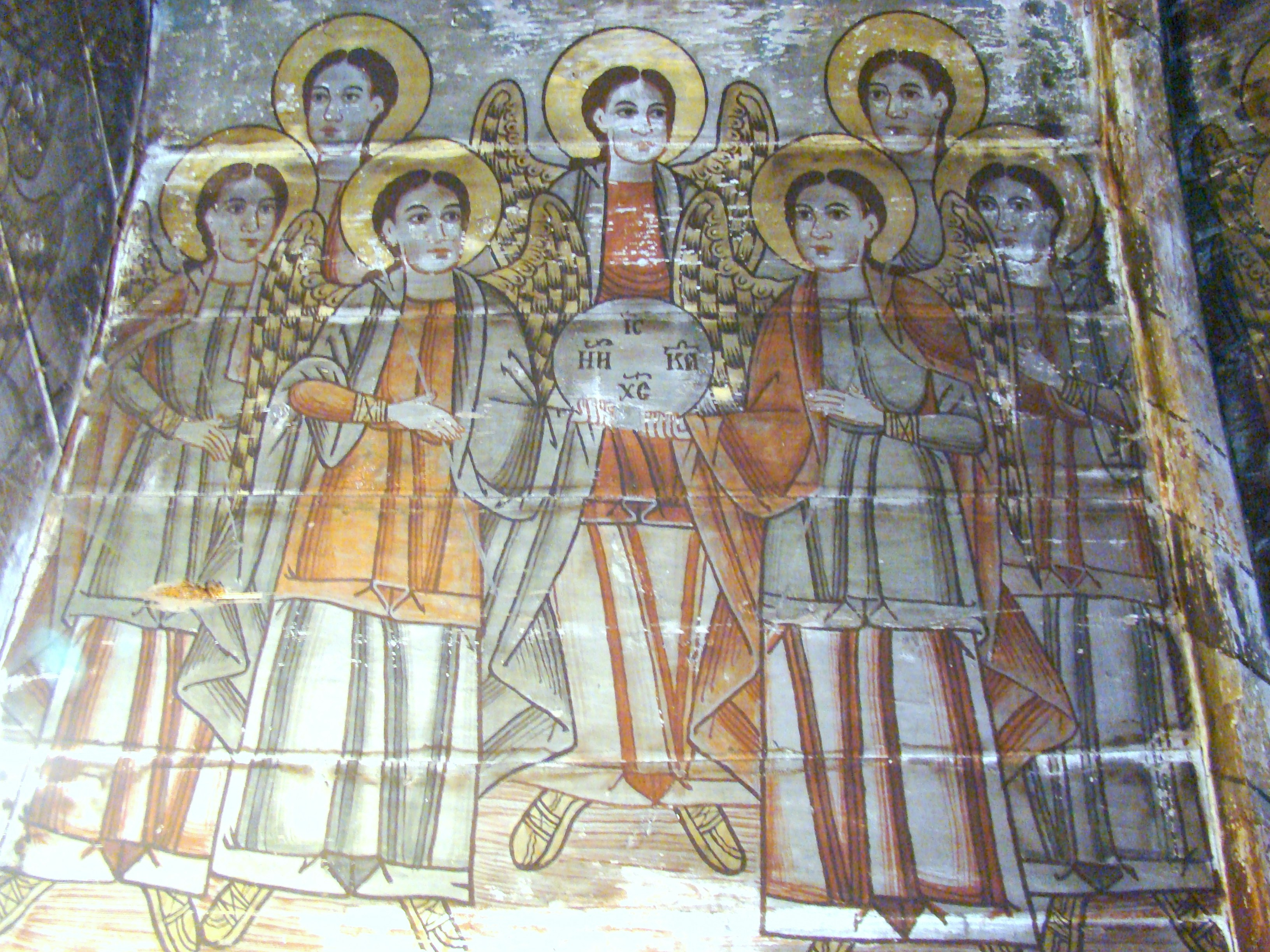

## Imagini din exterior

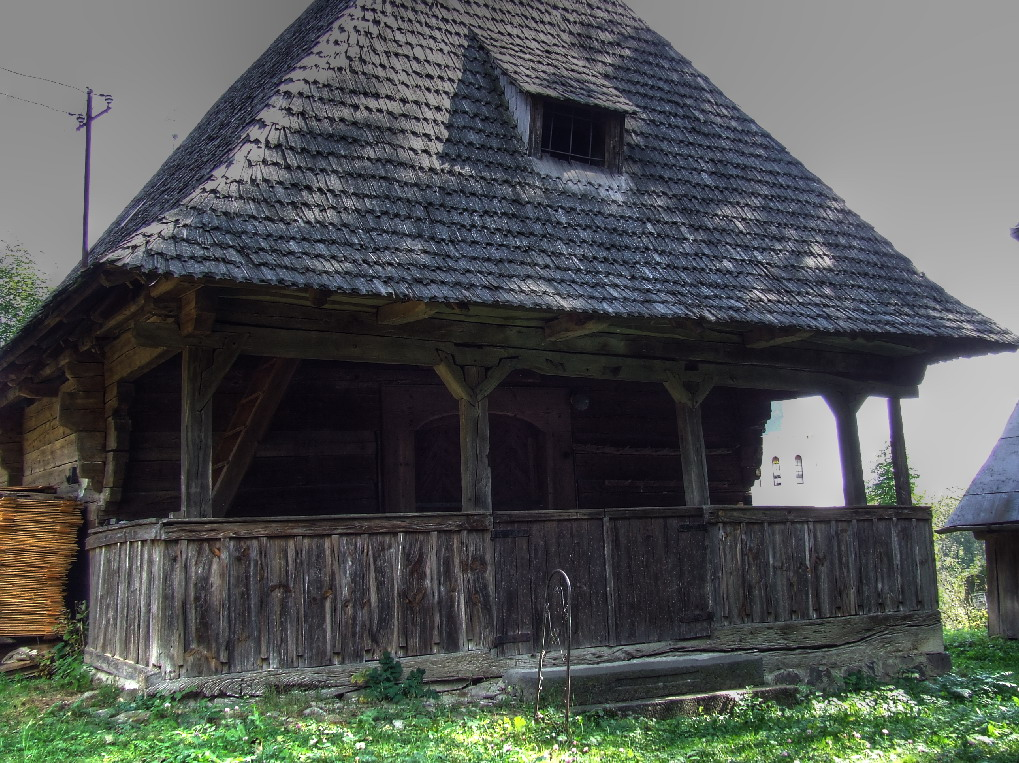
Prispa bisericii
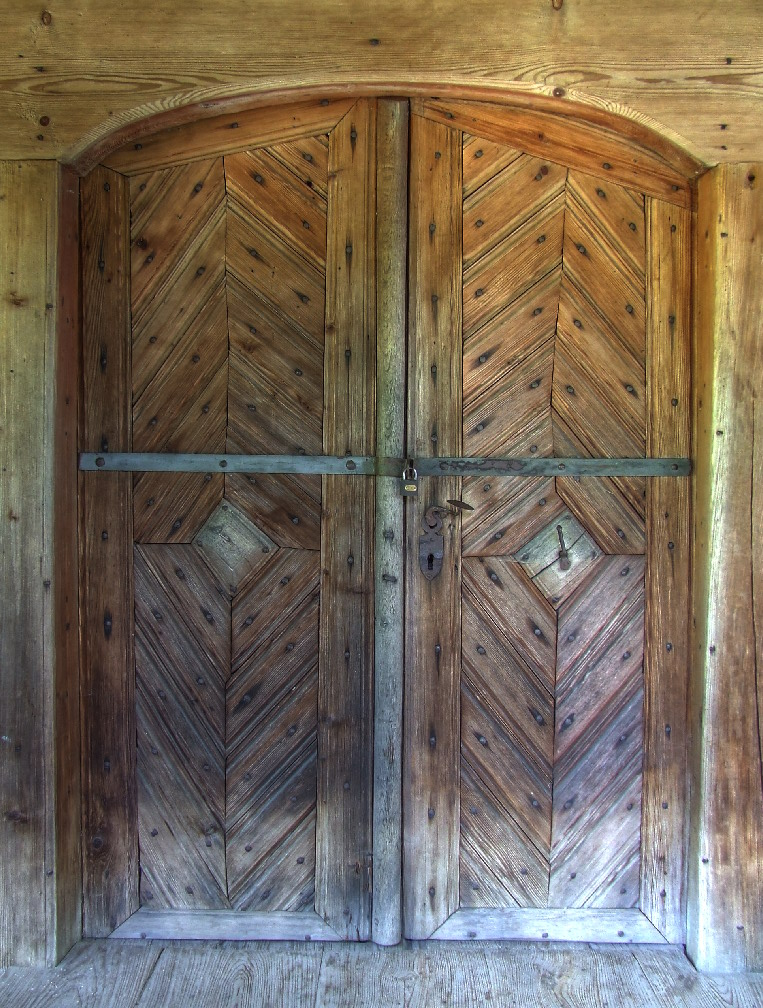
Ușa bisericii
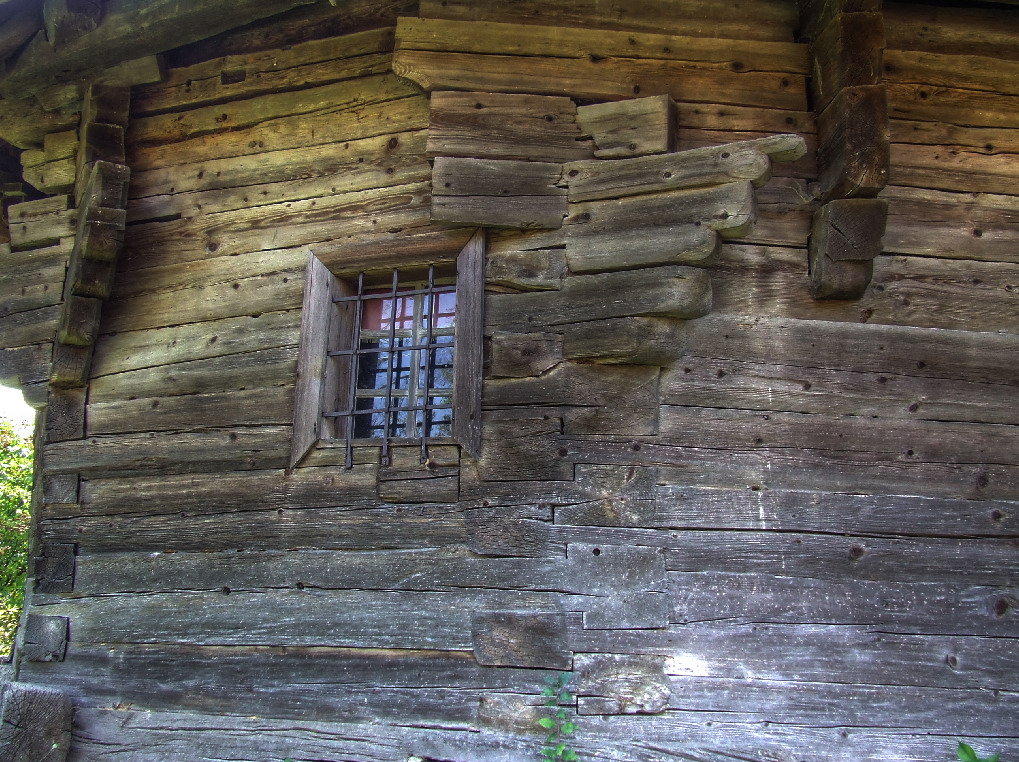
Îmbinări la absida altarului
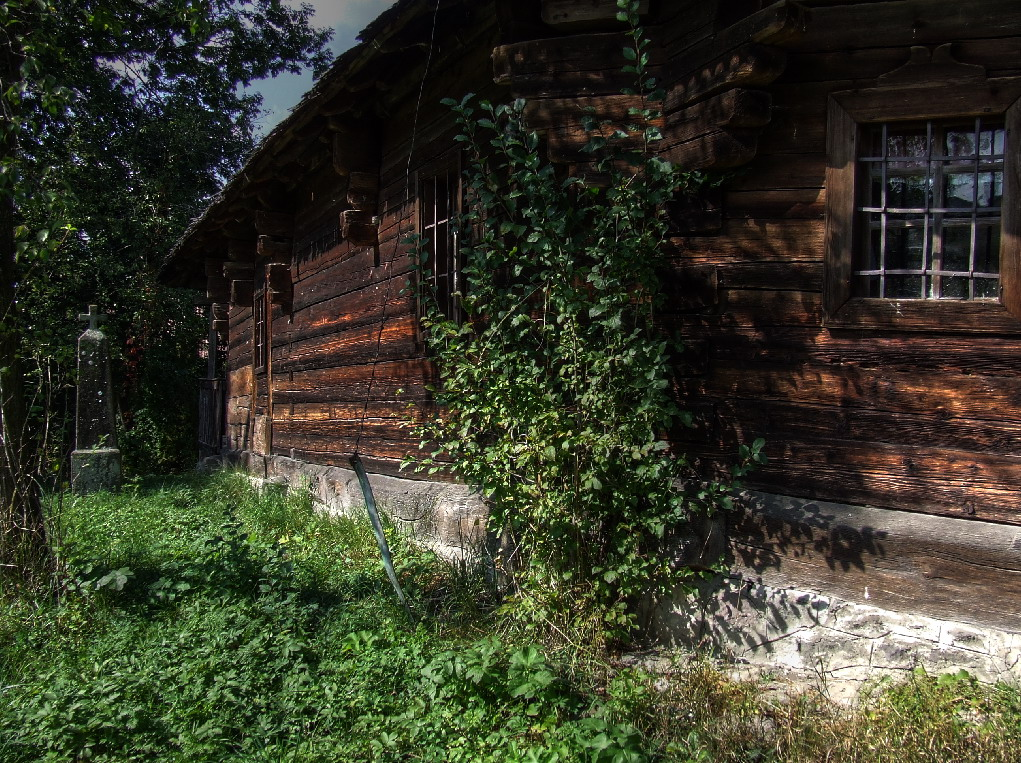
Peretele de sud al bisericii
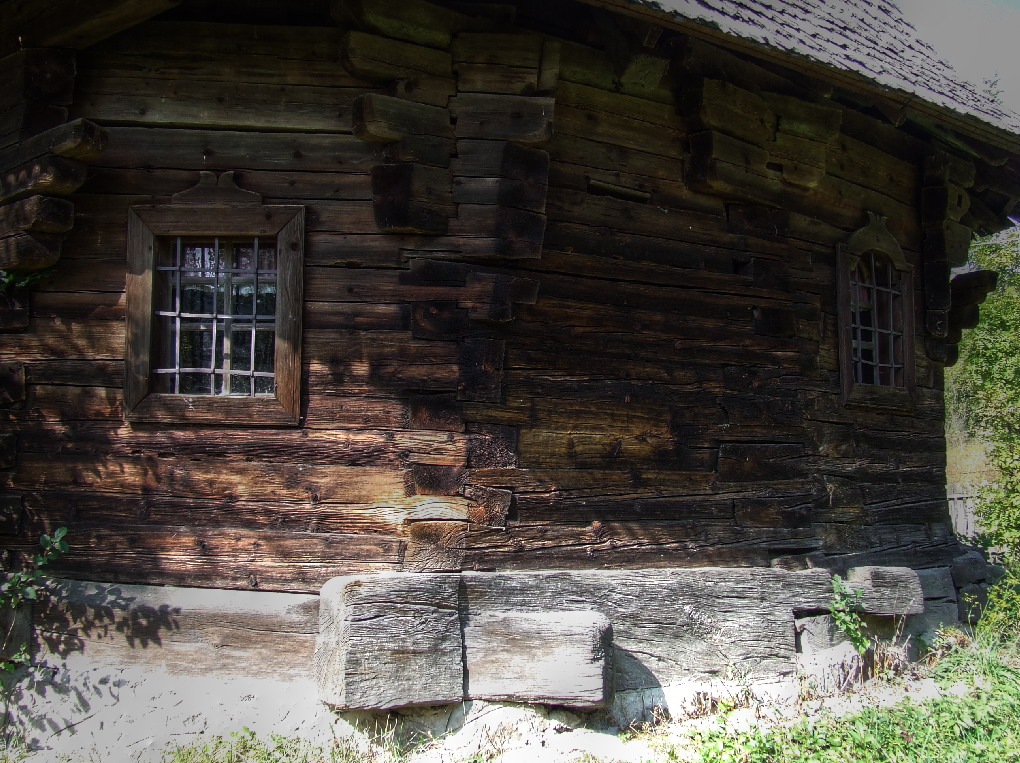
Vedere laterală a absidei altarului
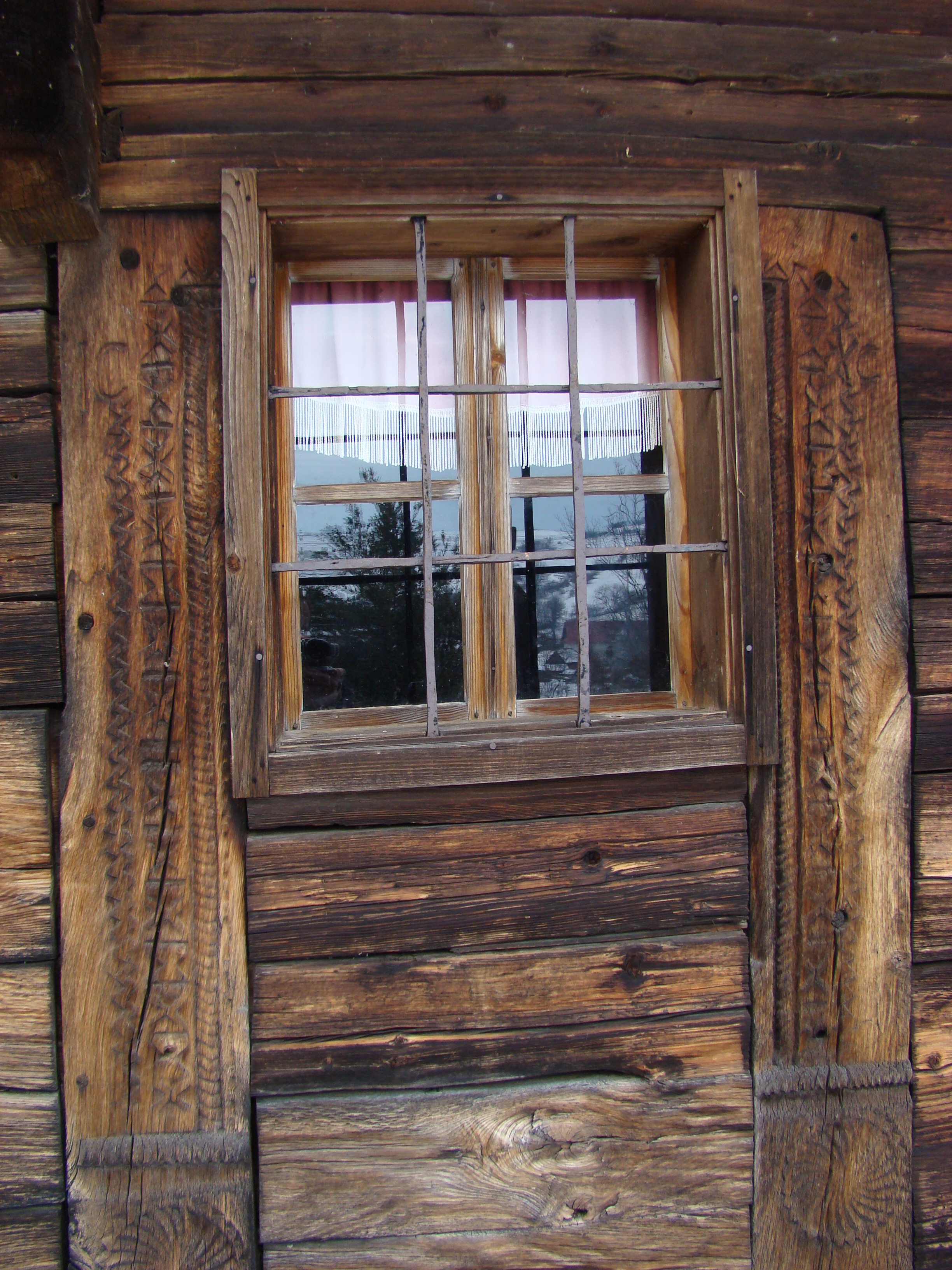
Portalul fostei intrări
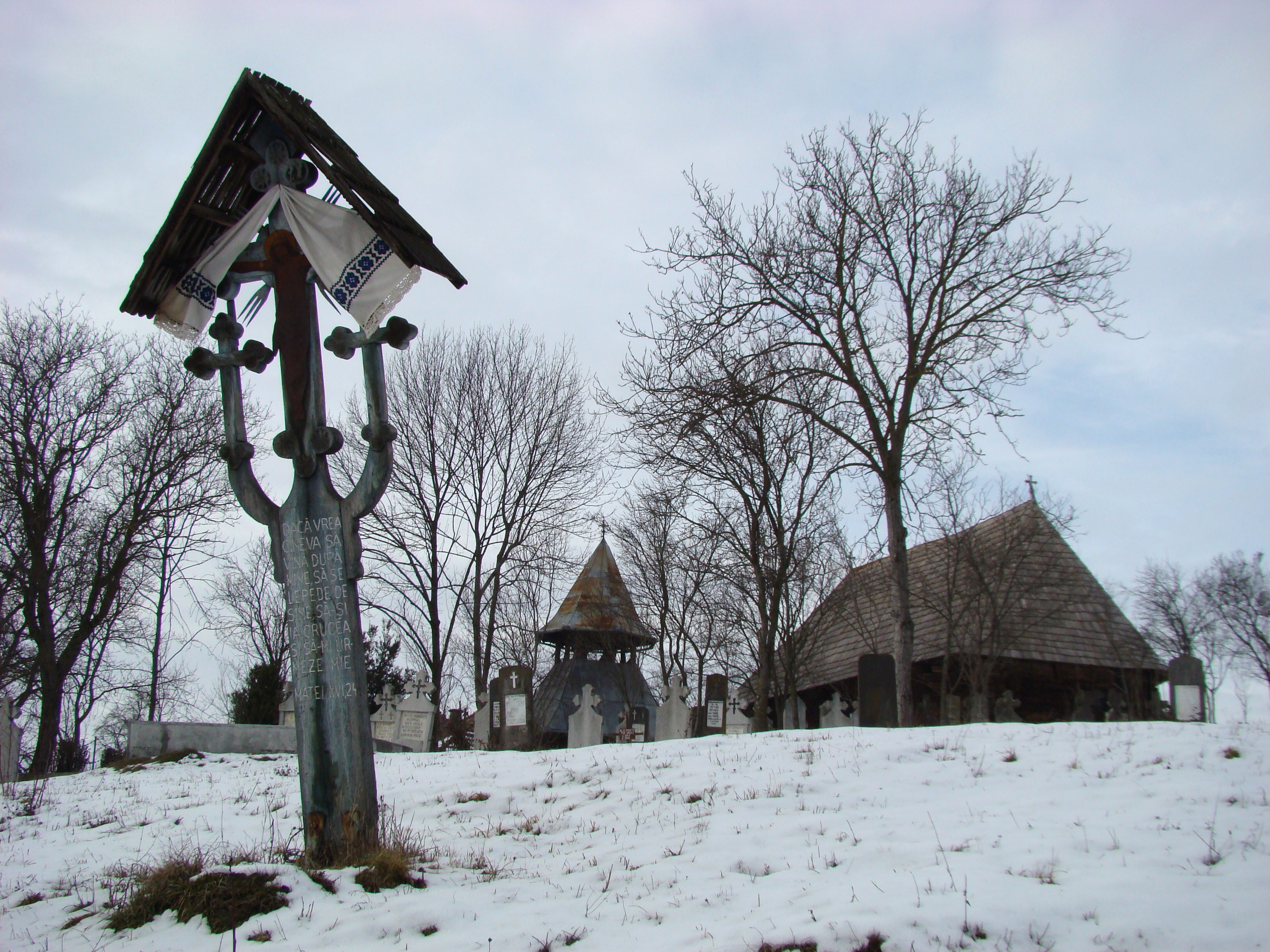
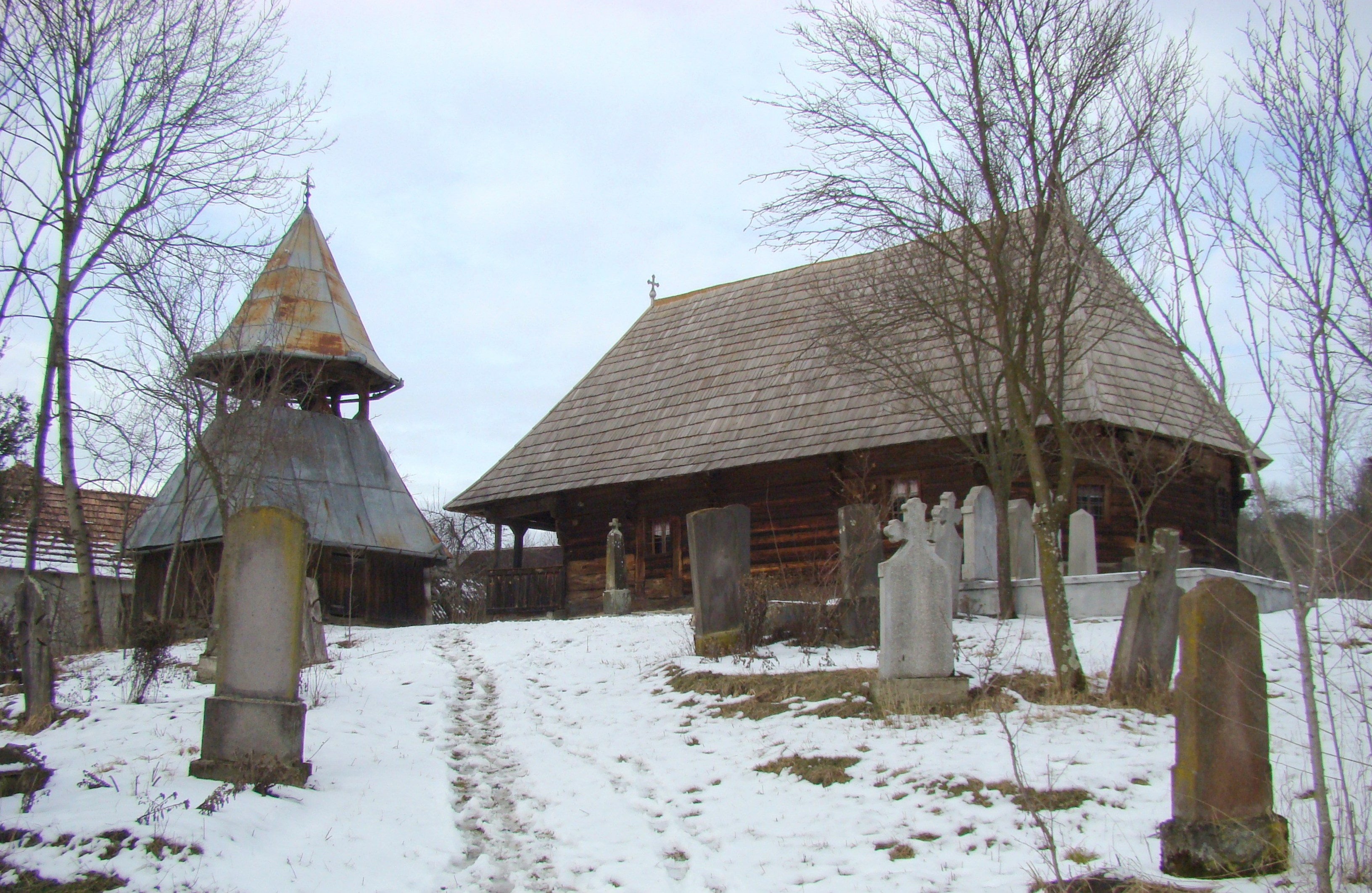
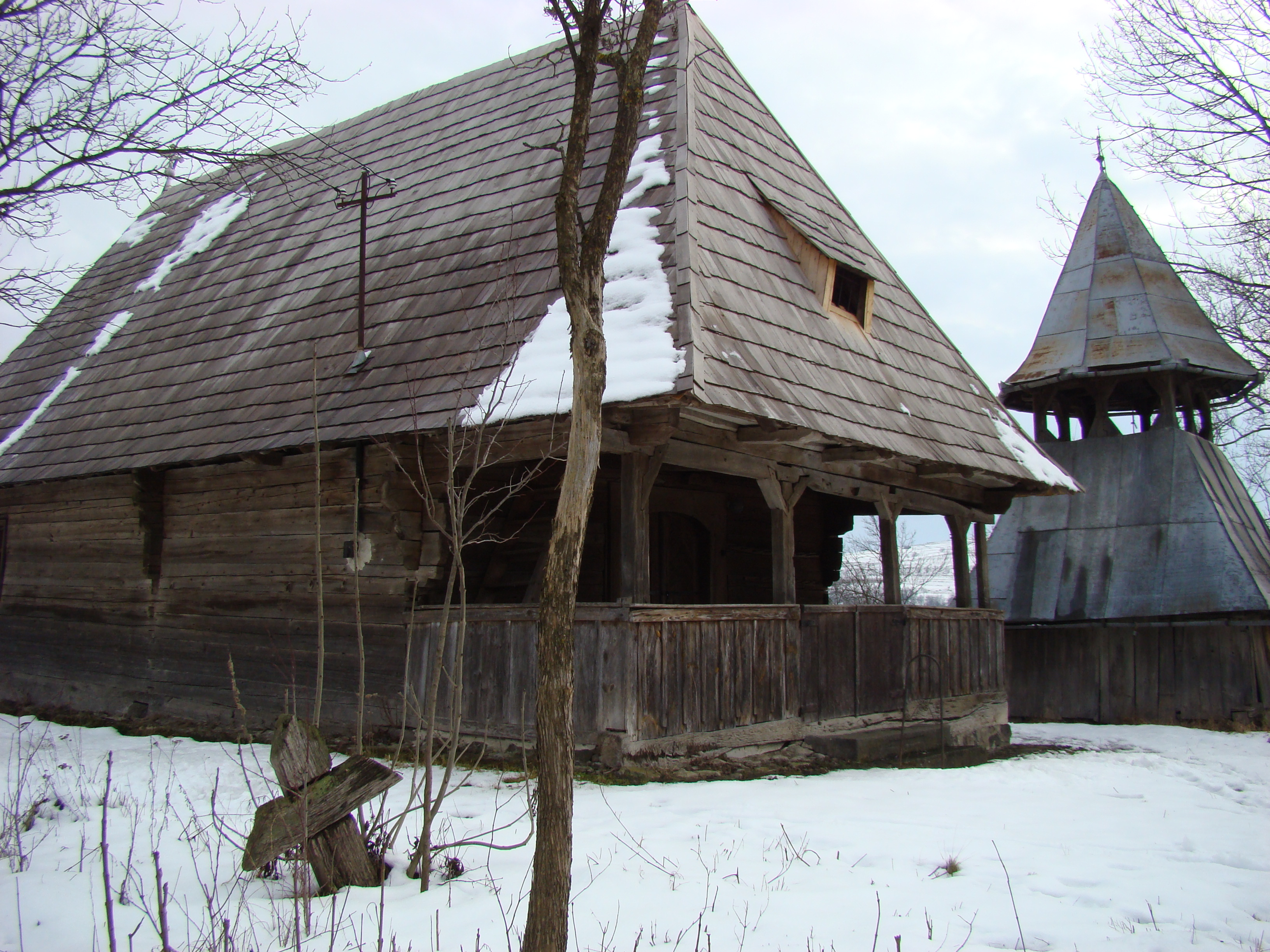
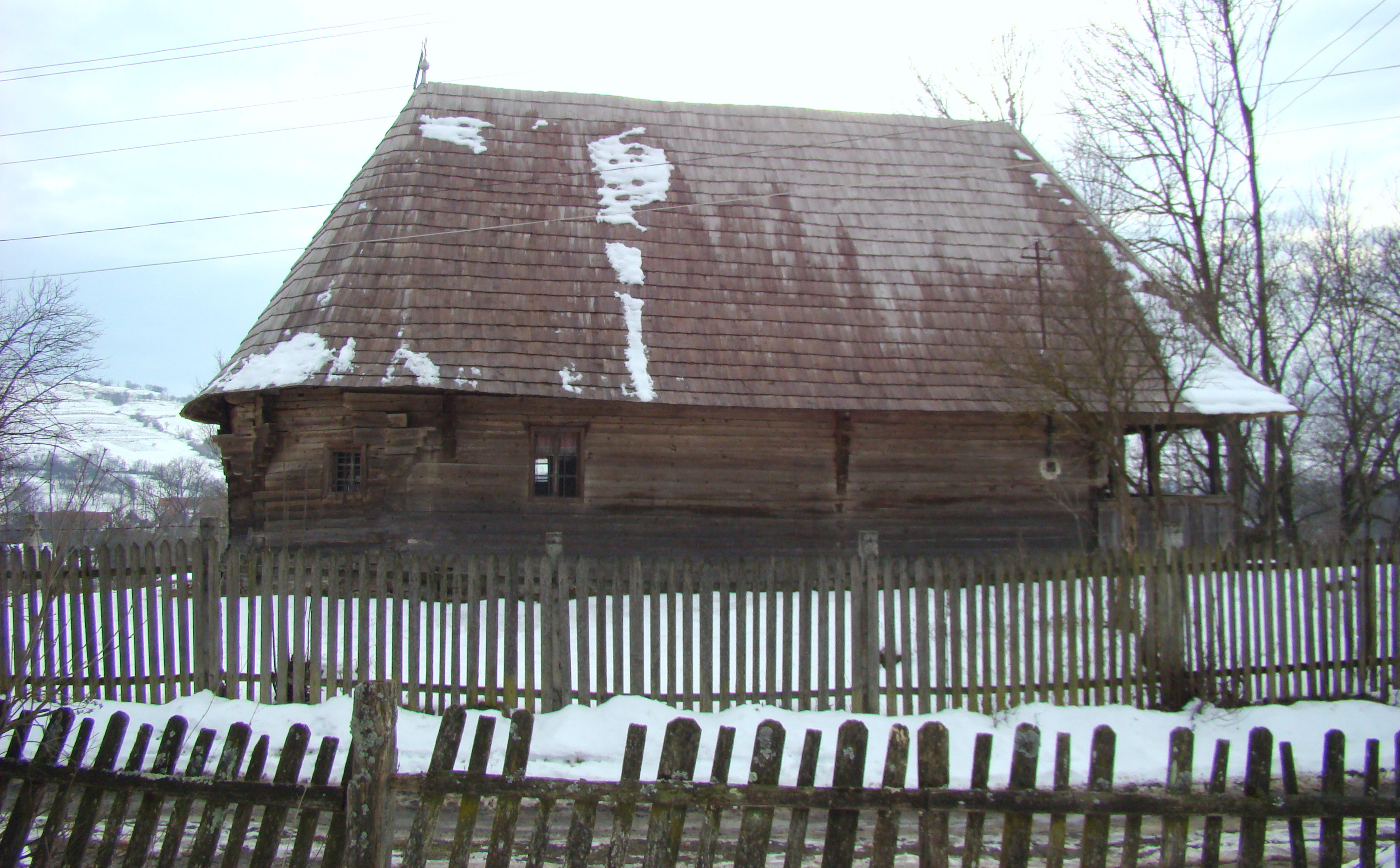
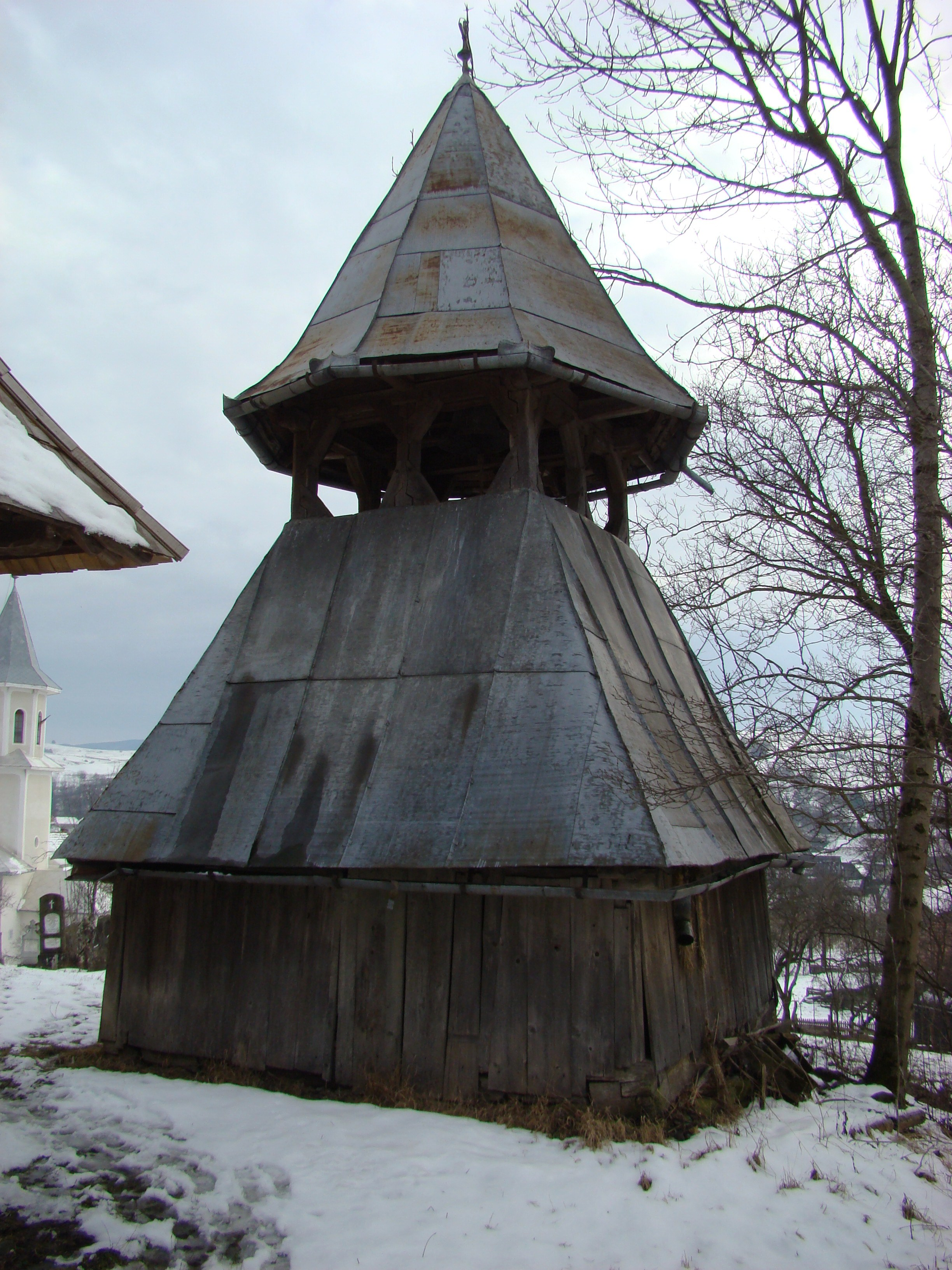
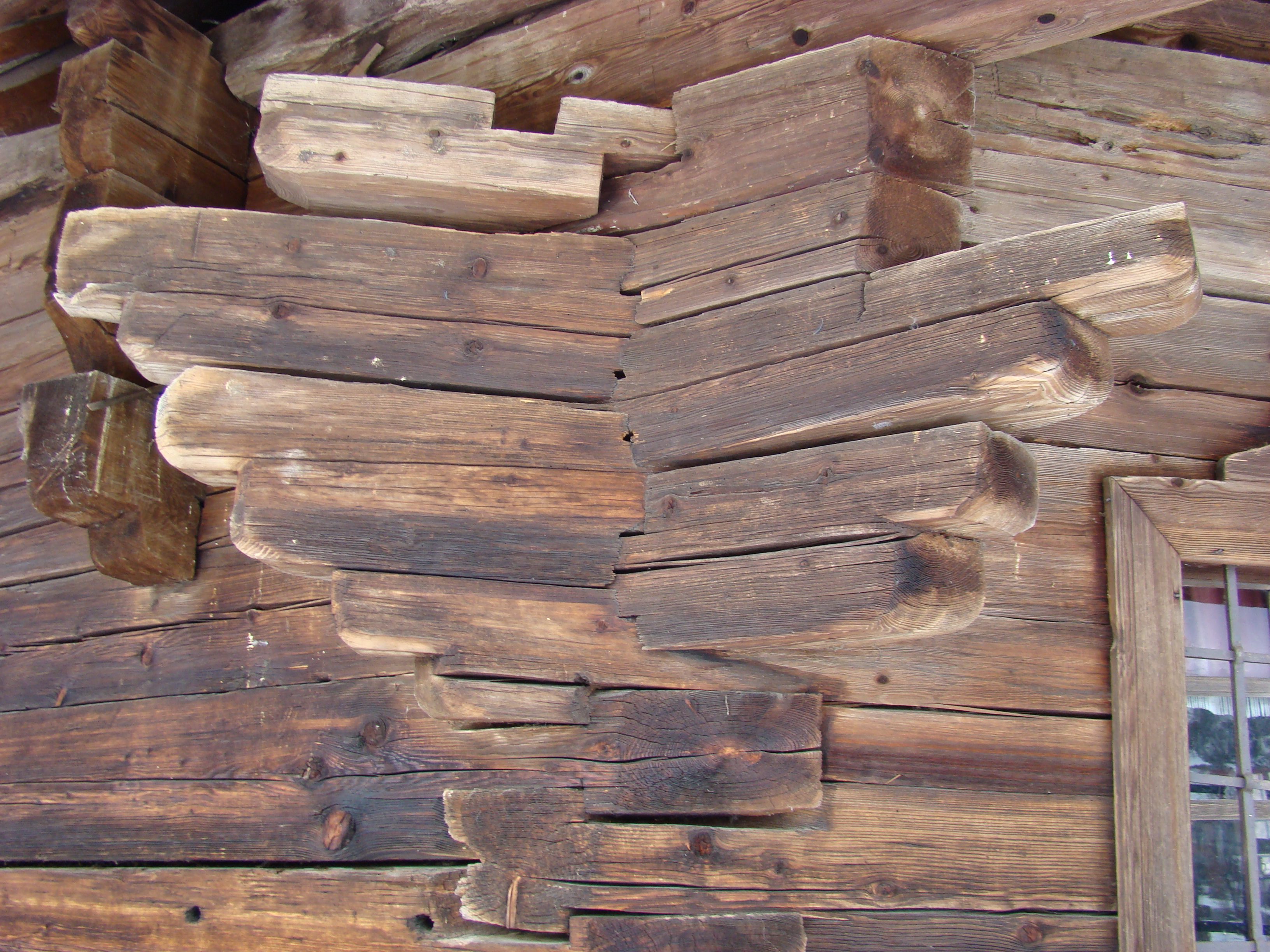
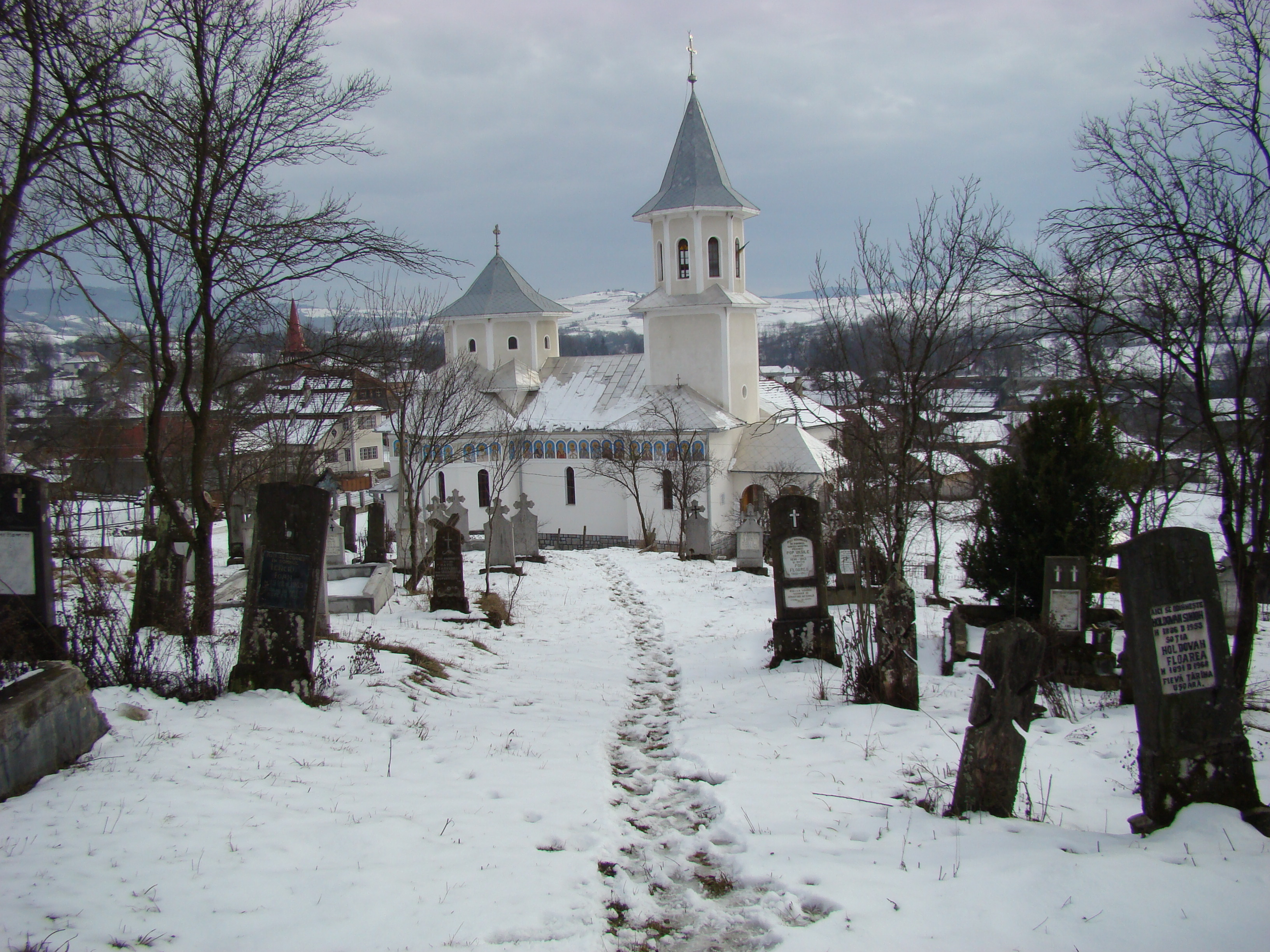
Cimitirul vechi și biserica Adormirea Maicii Domnului

## Biserica după 14 ani (2024)

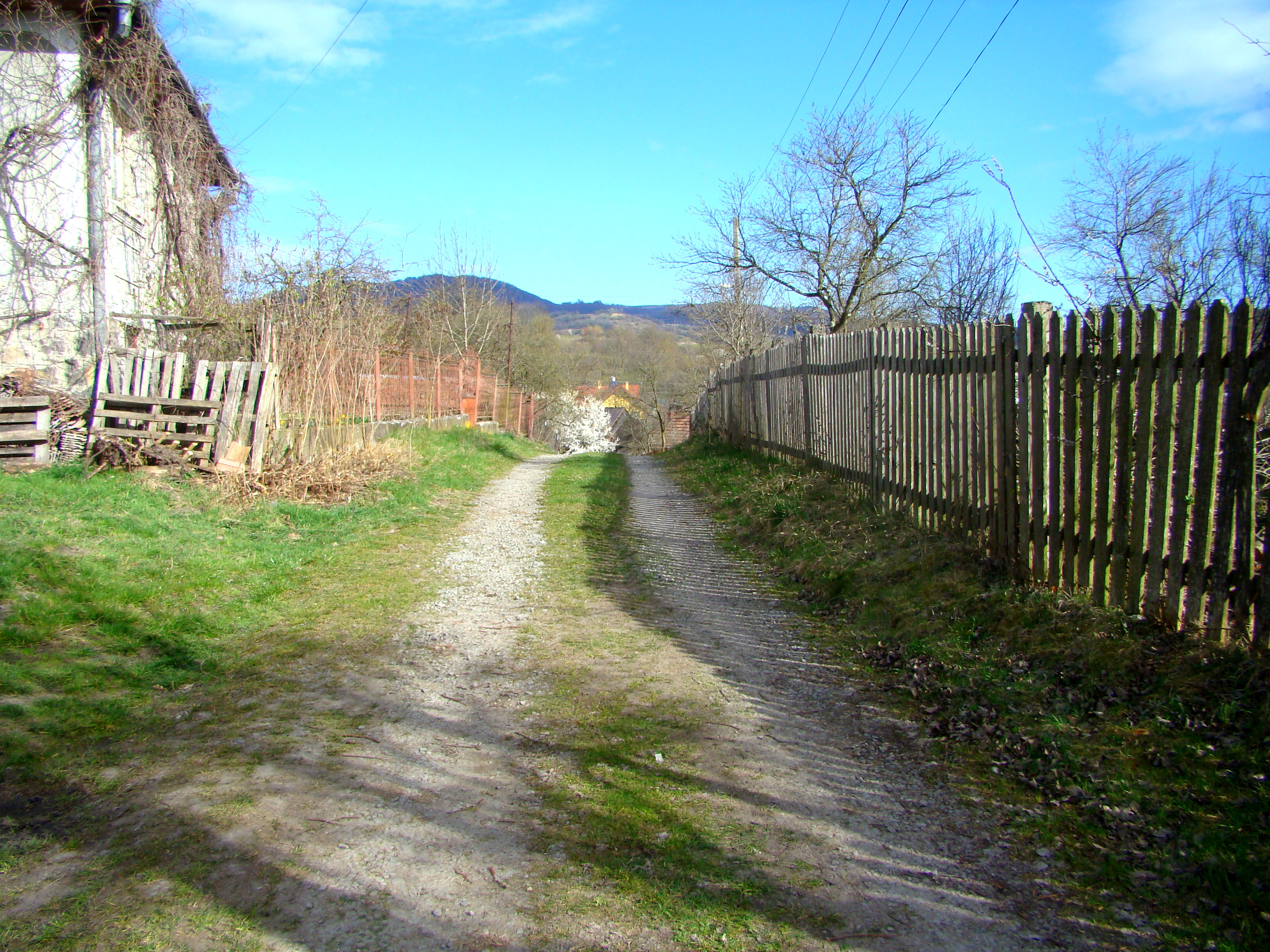
Drumul spre biserică
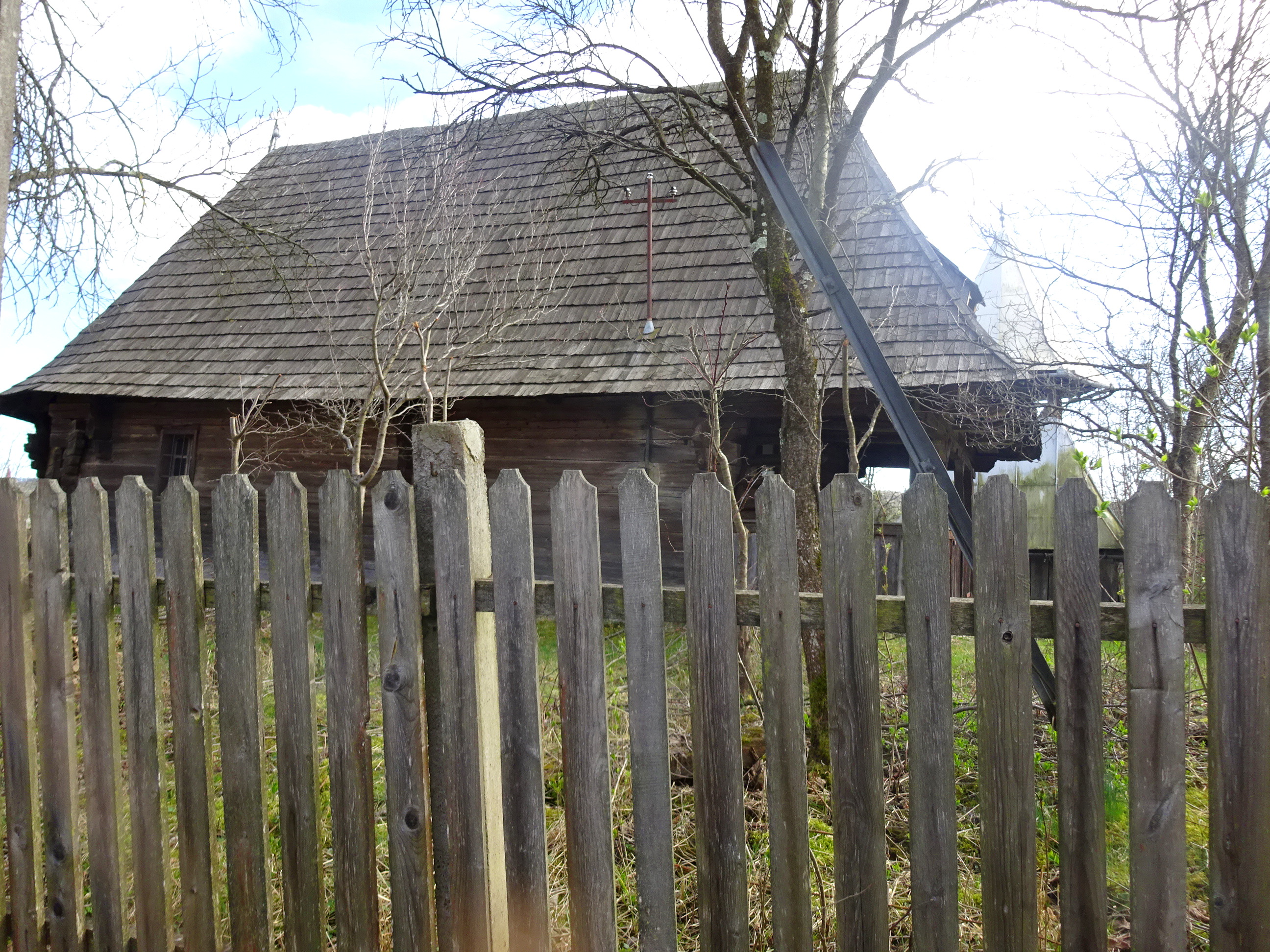
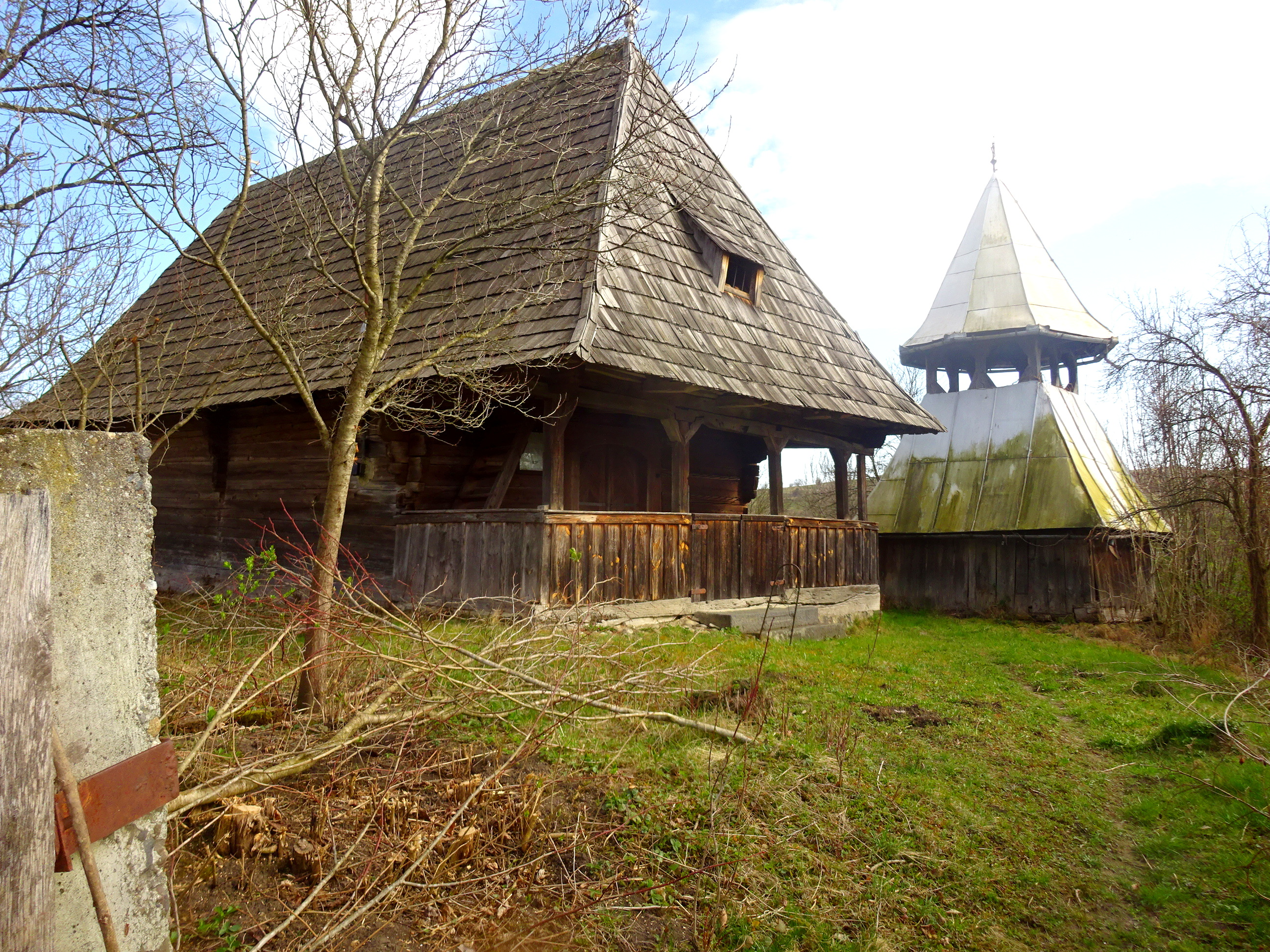
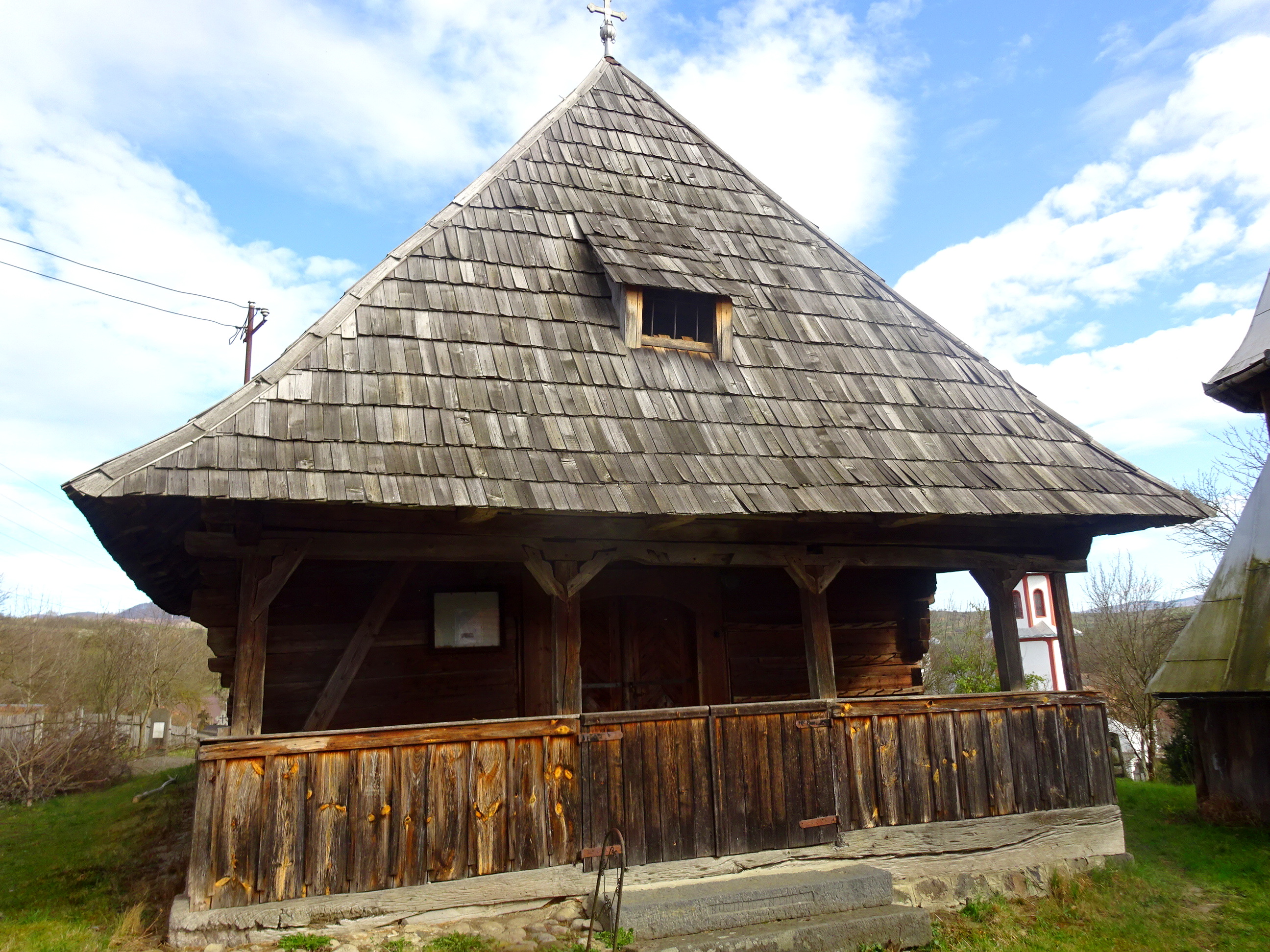
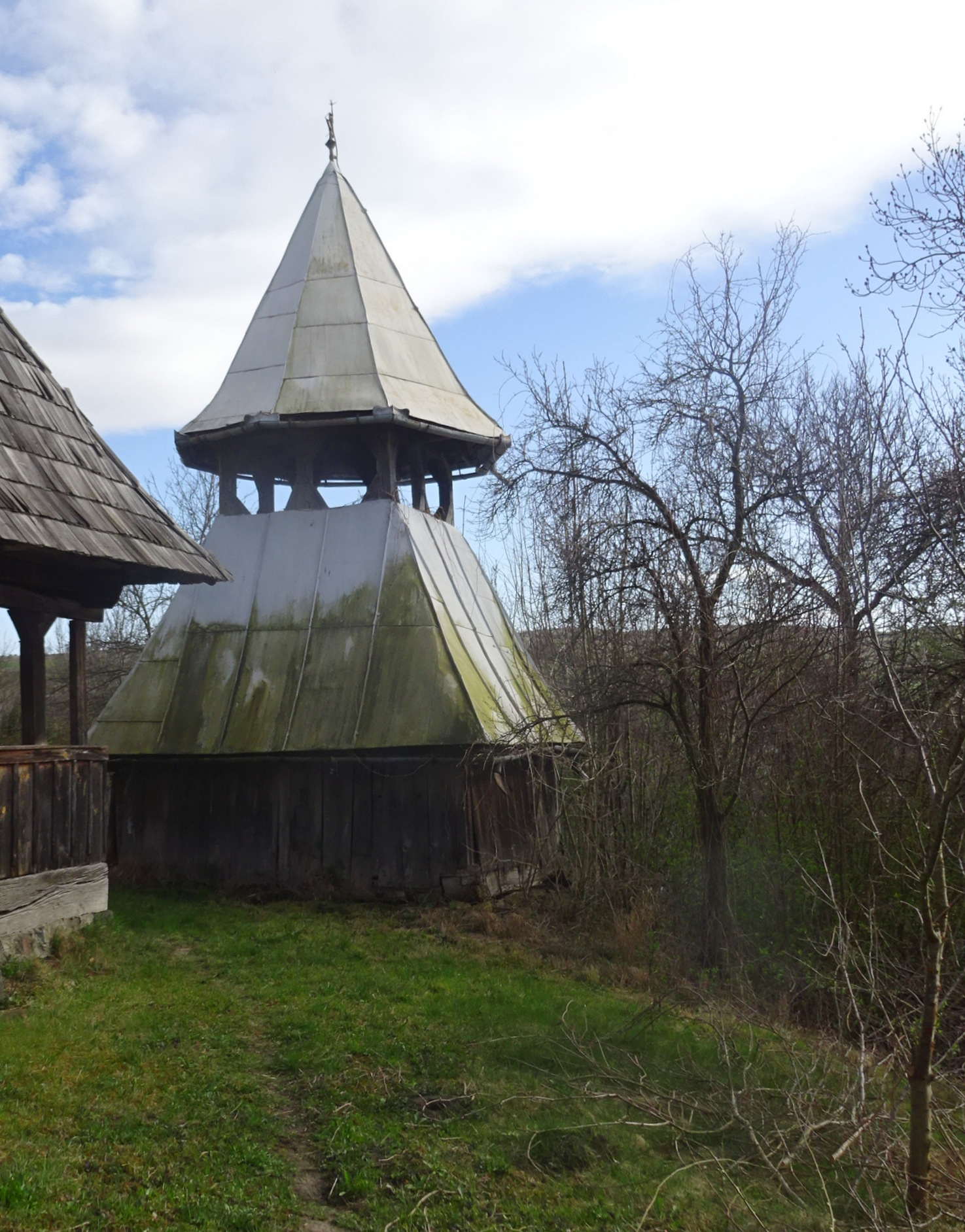
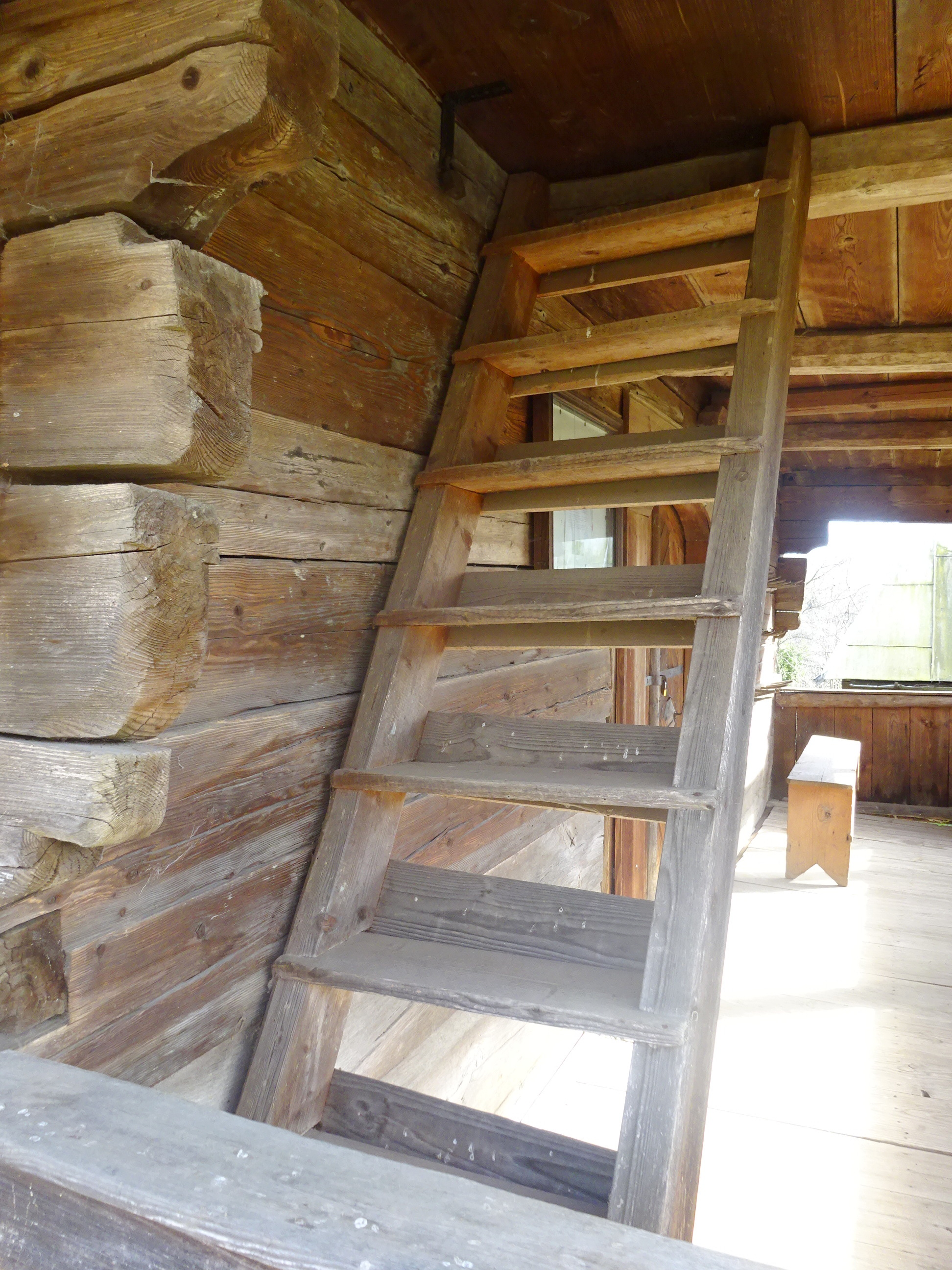
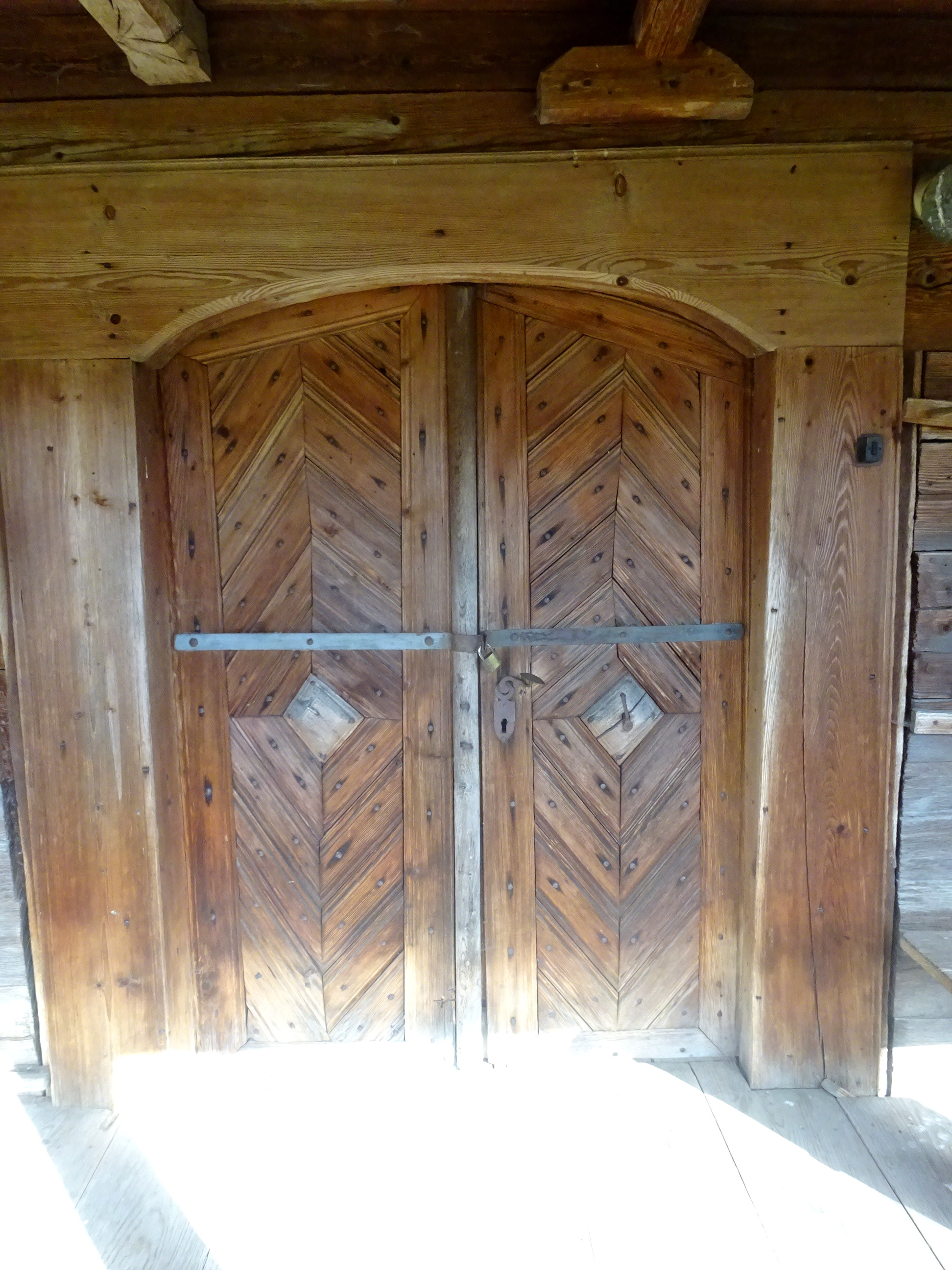
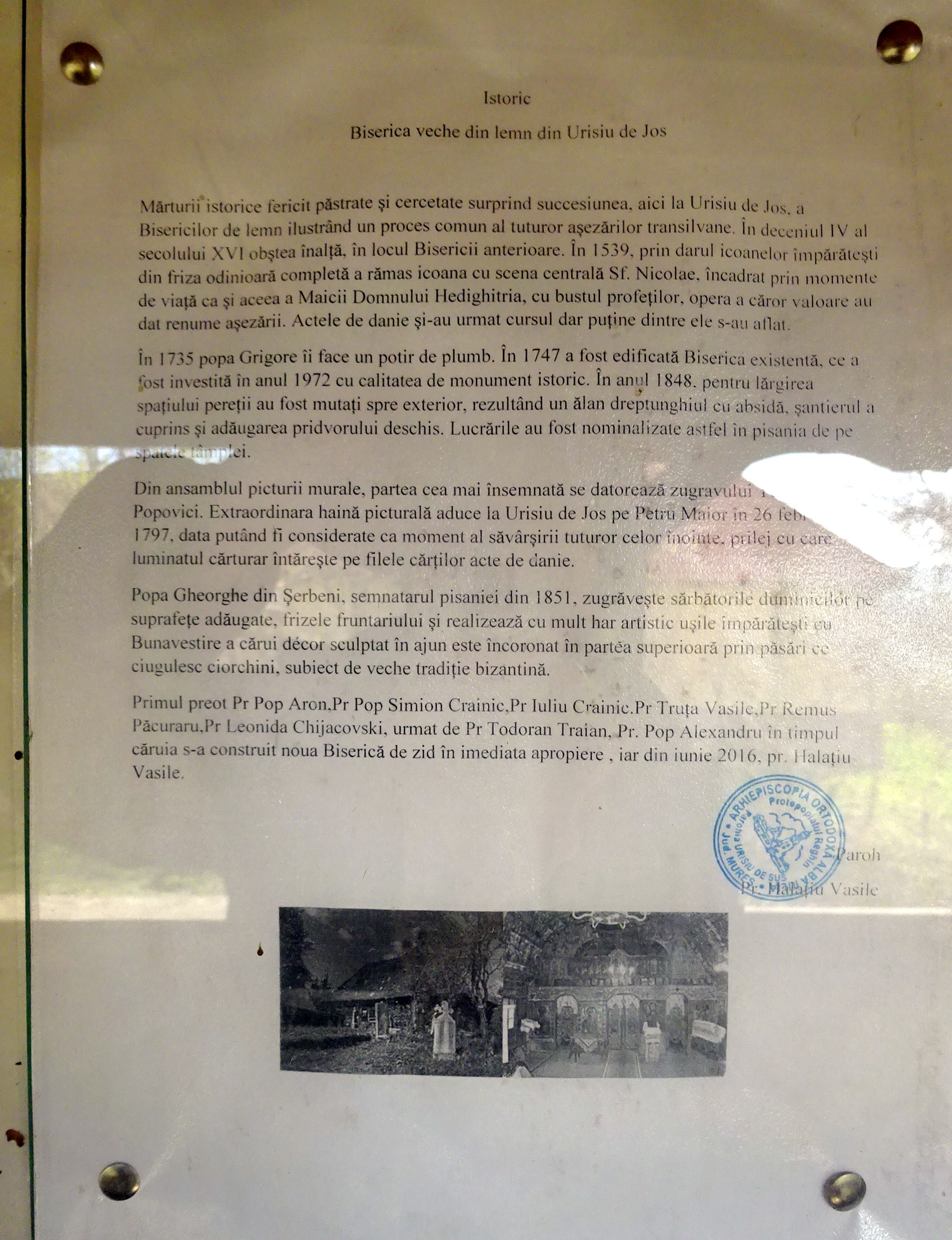
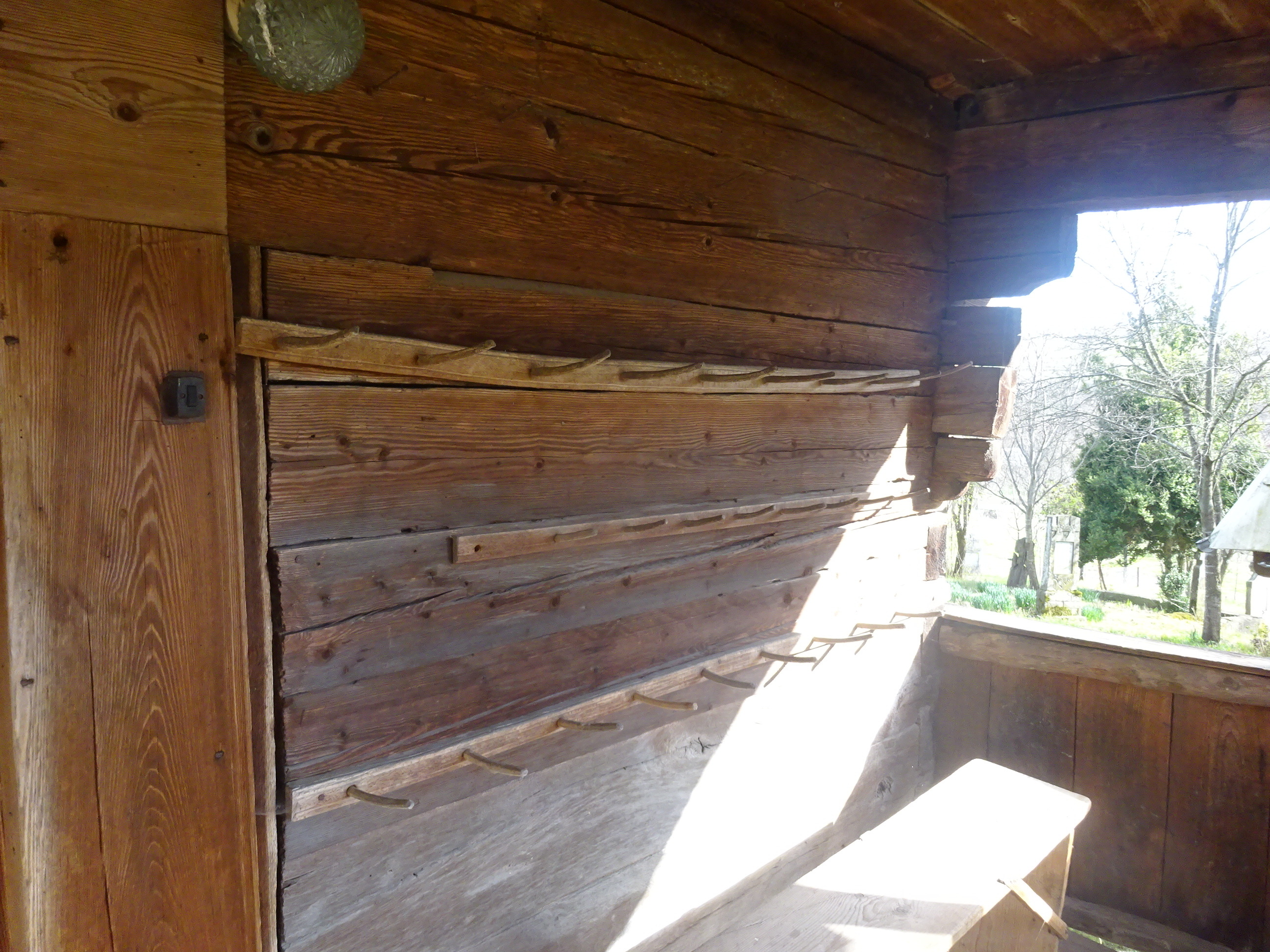
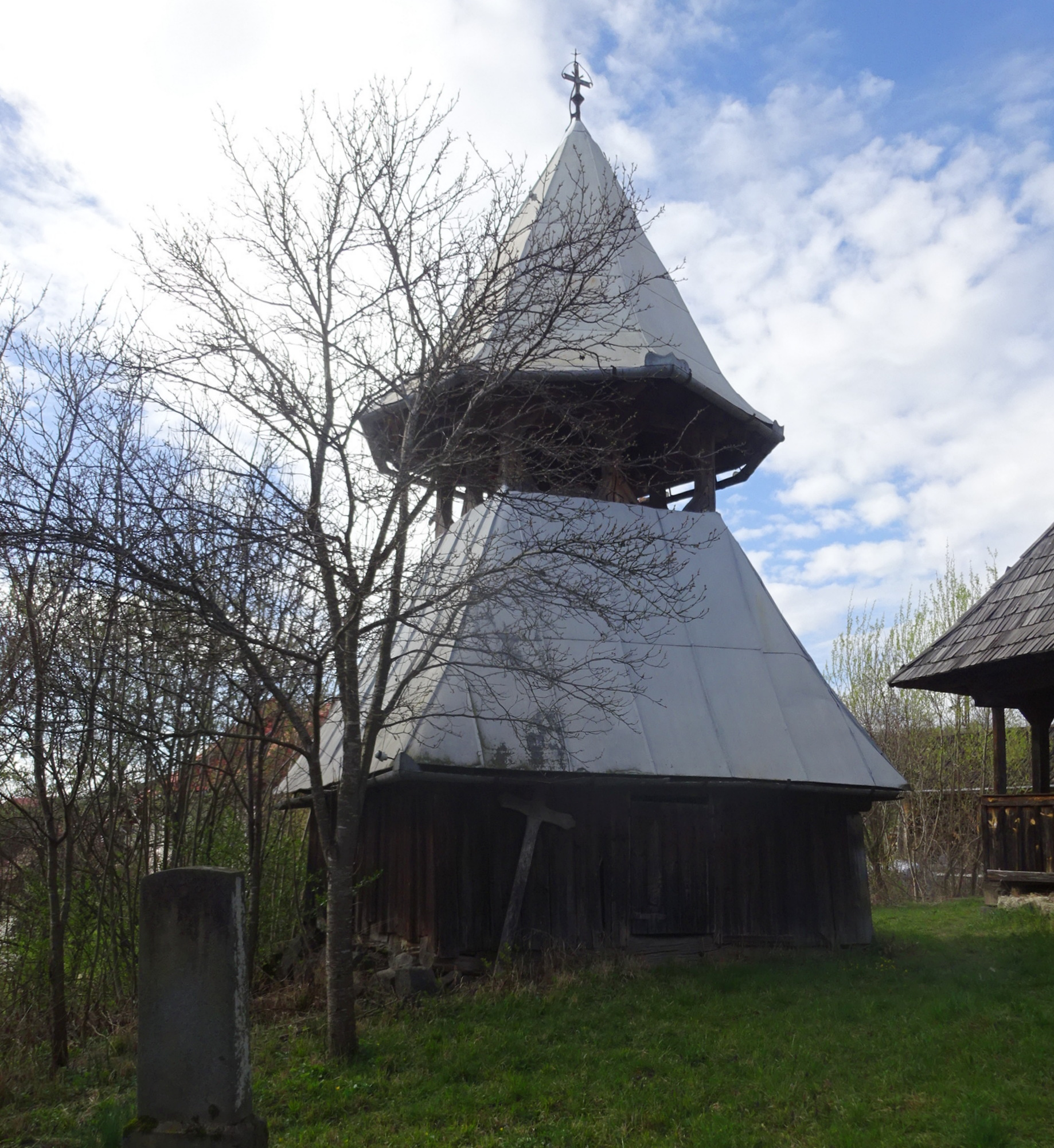
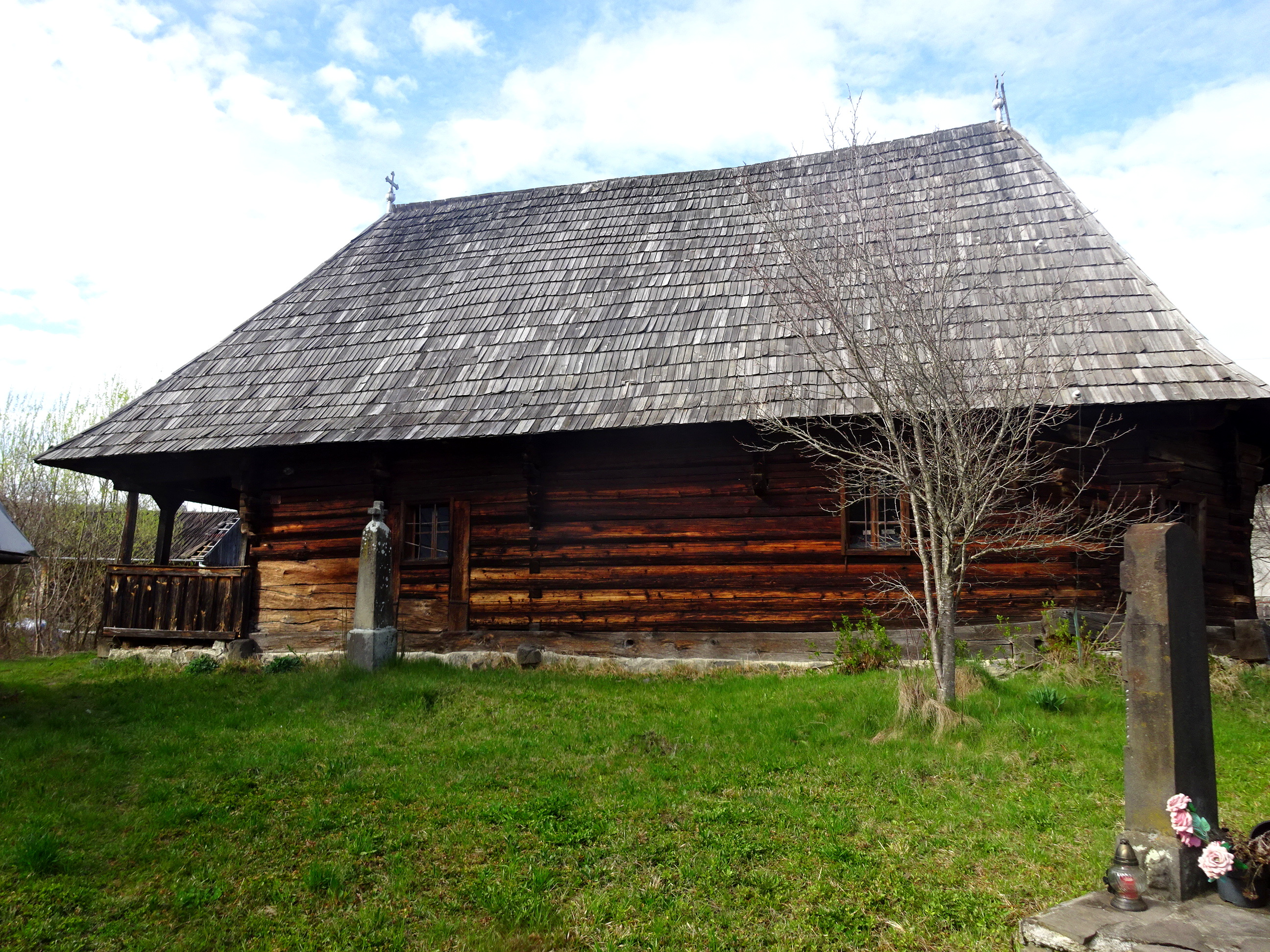
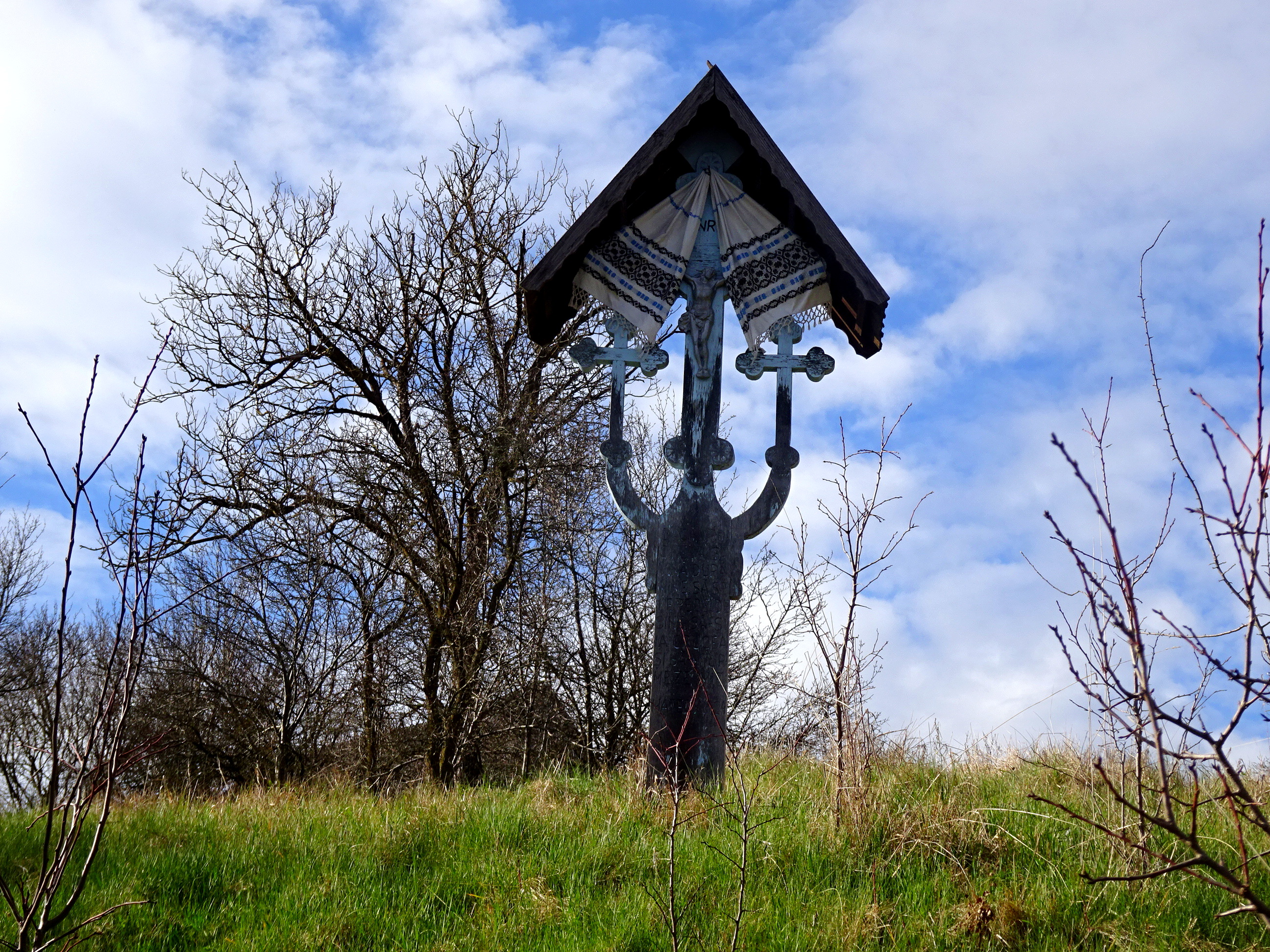
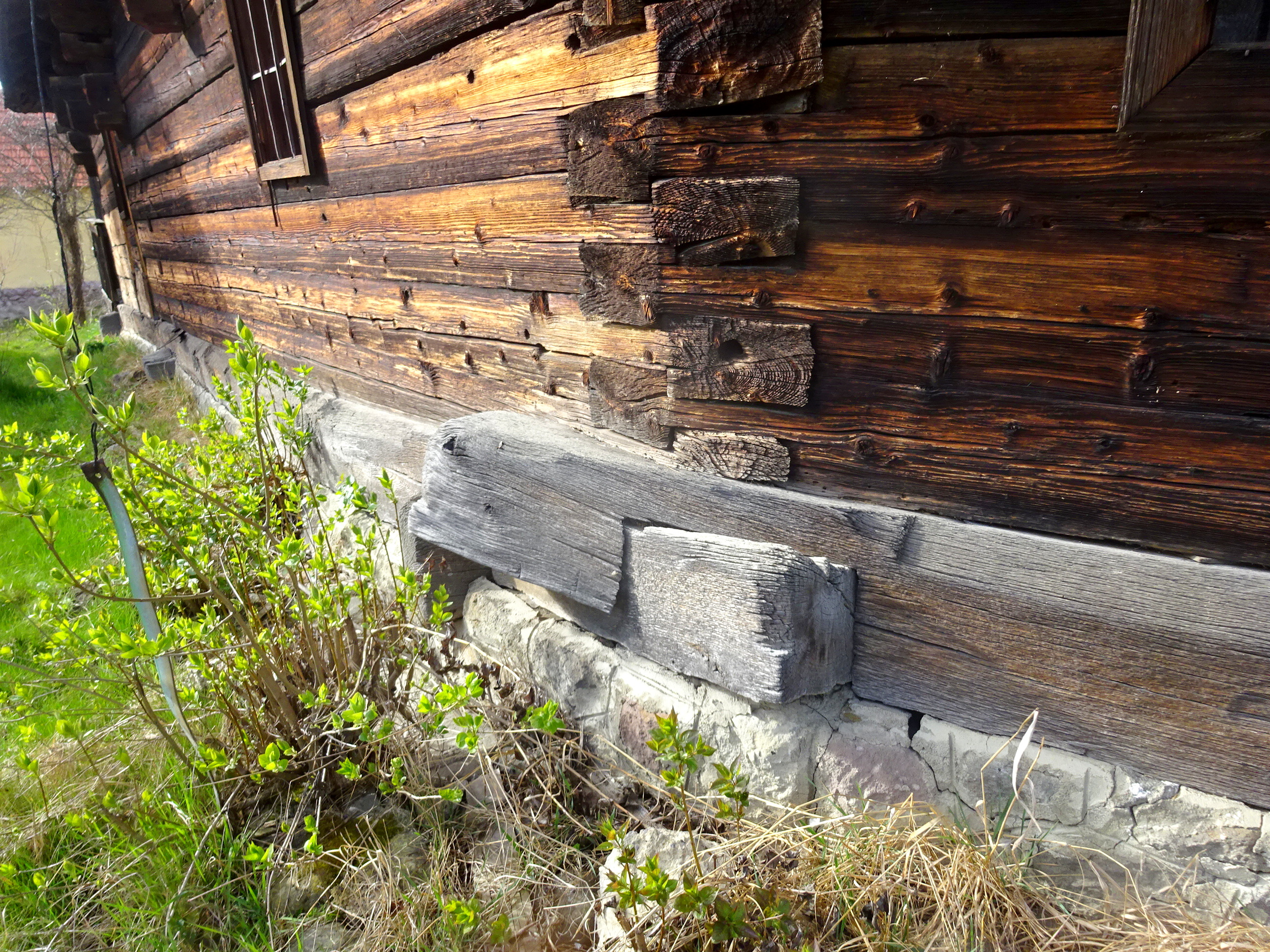
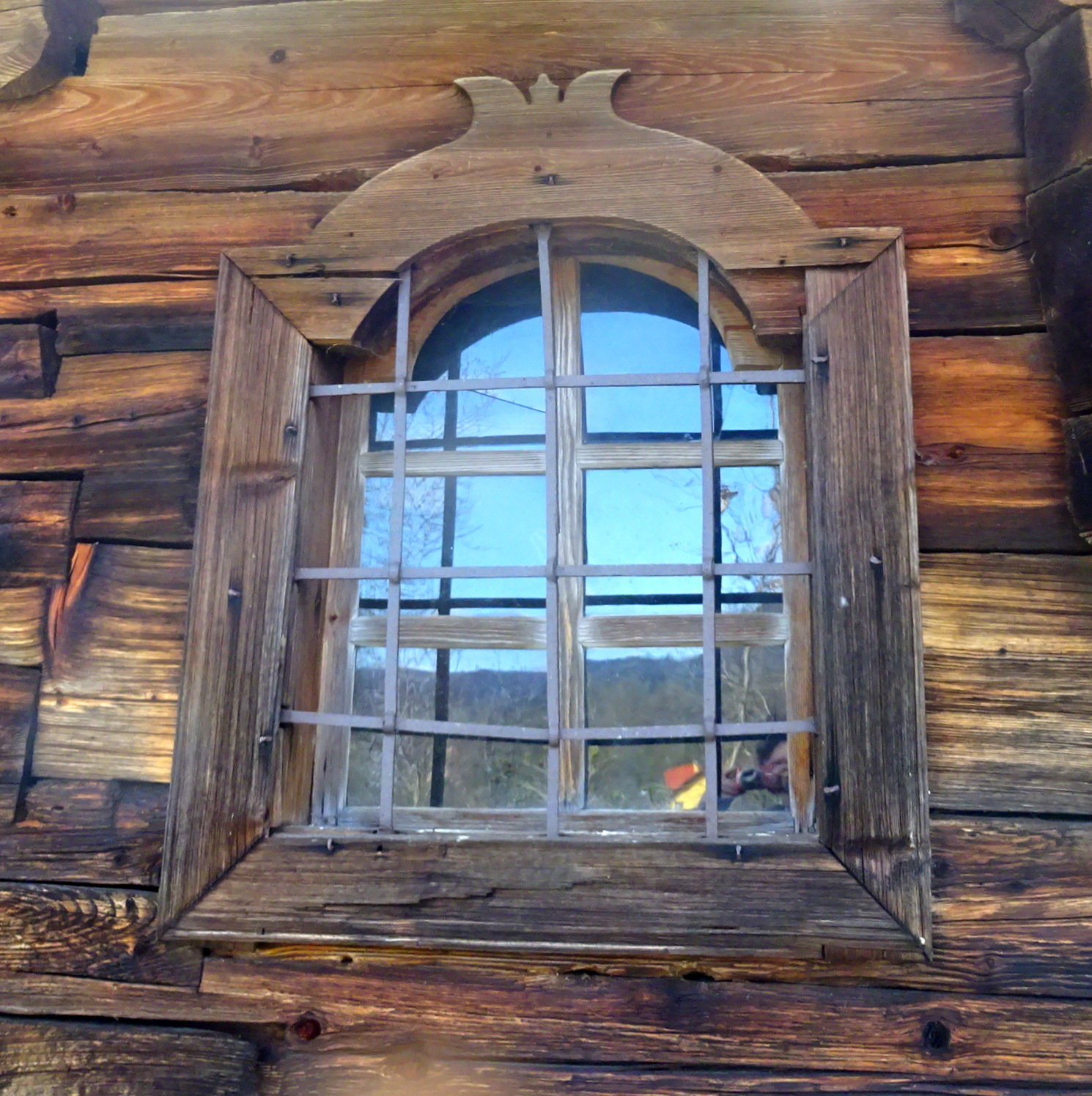
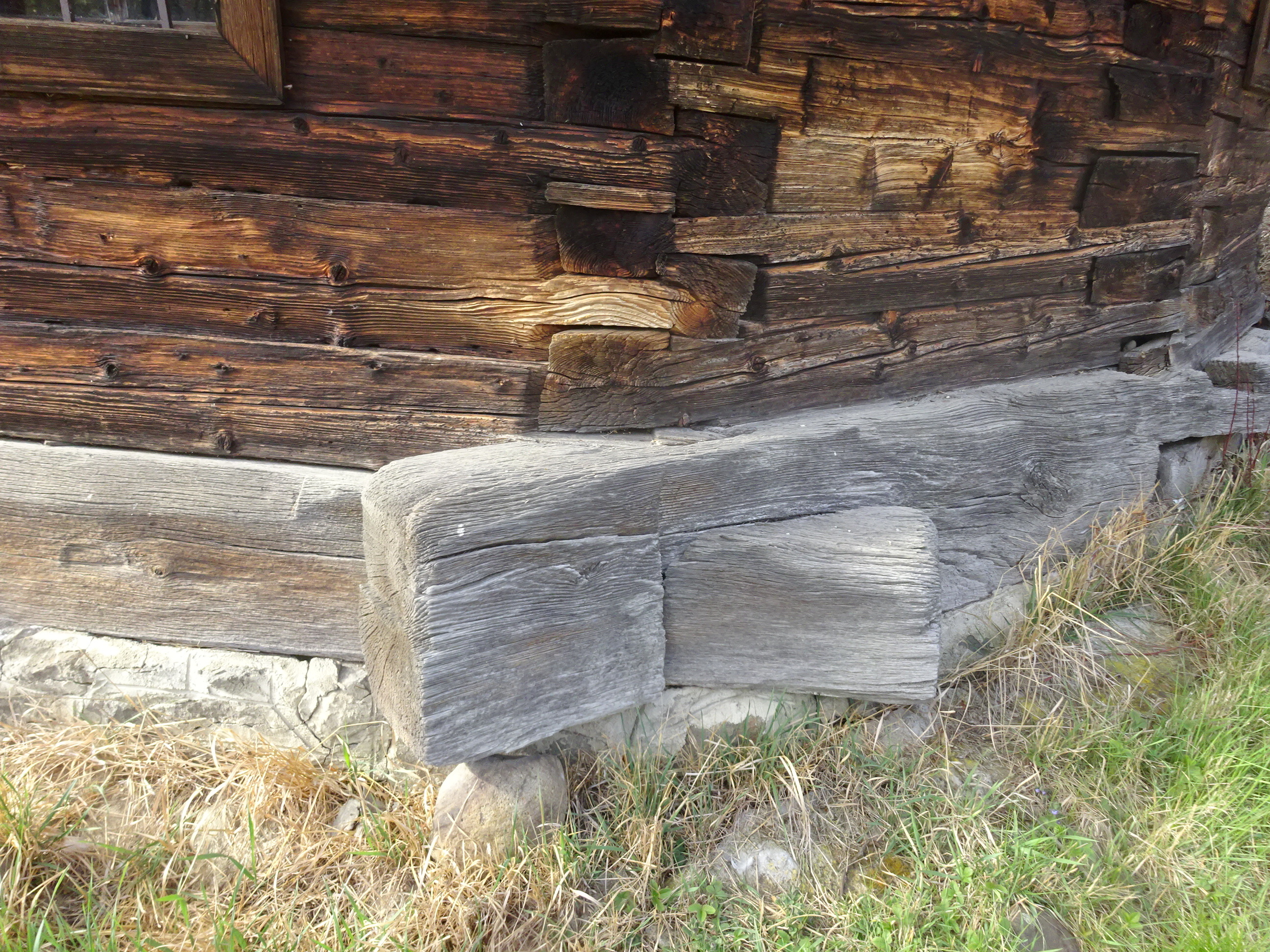
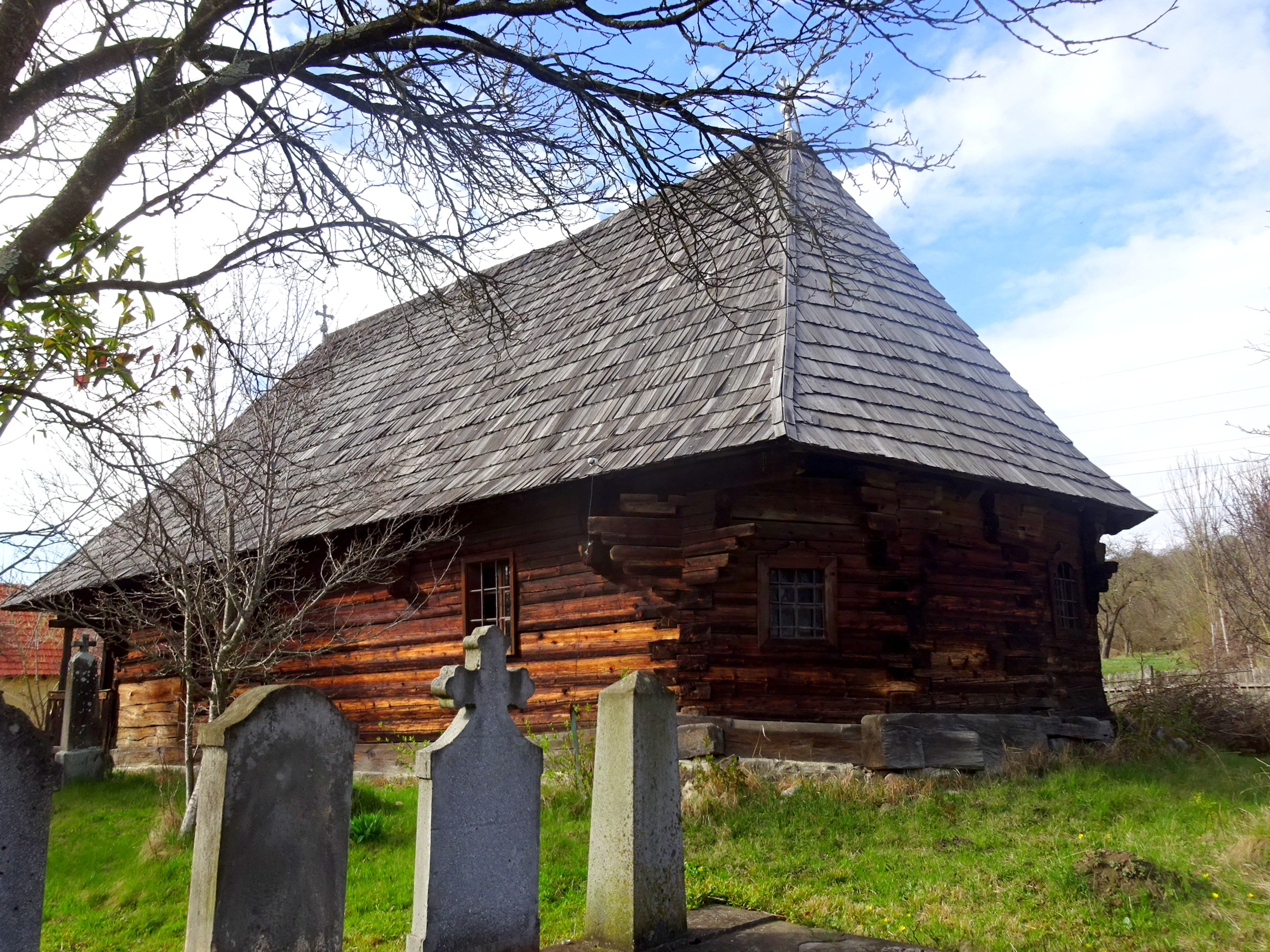
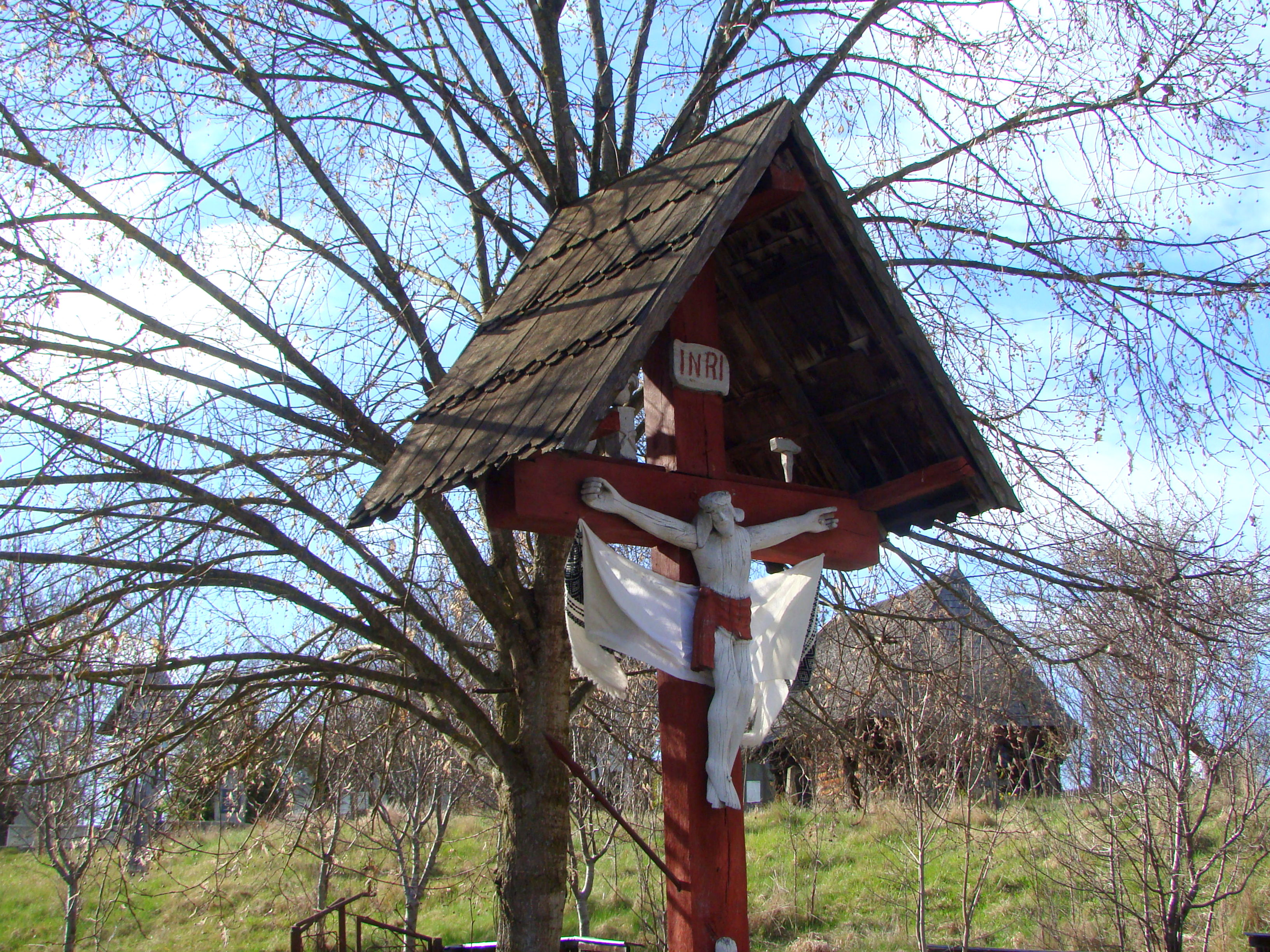
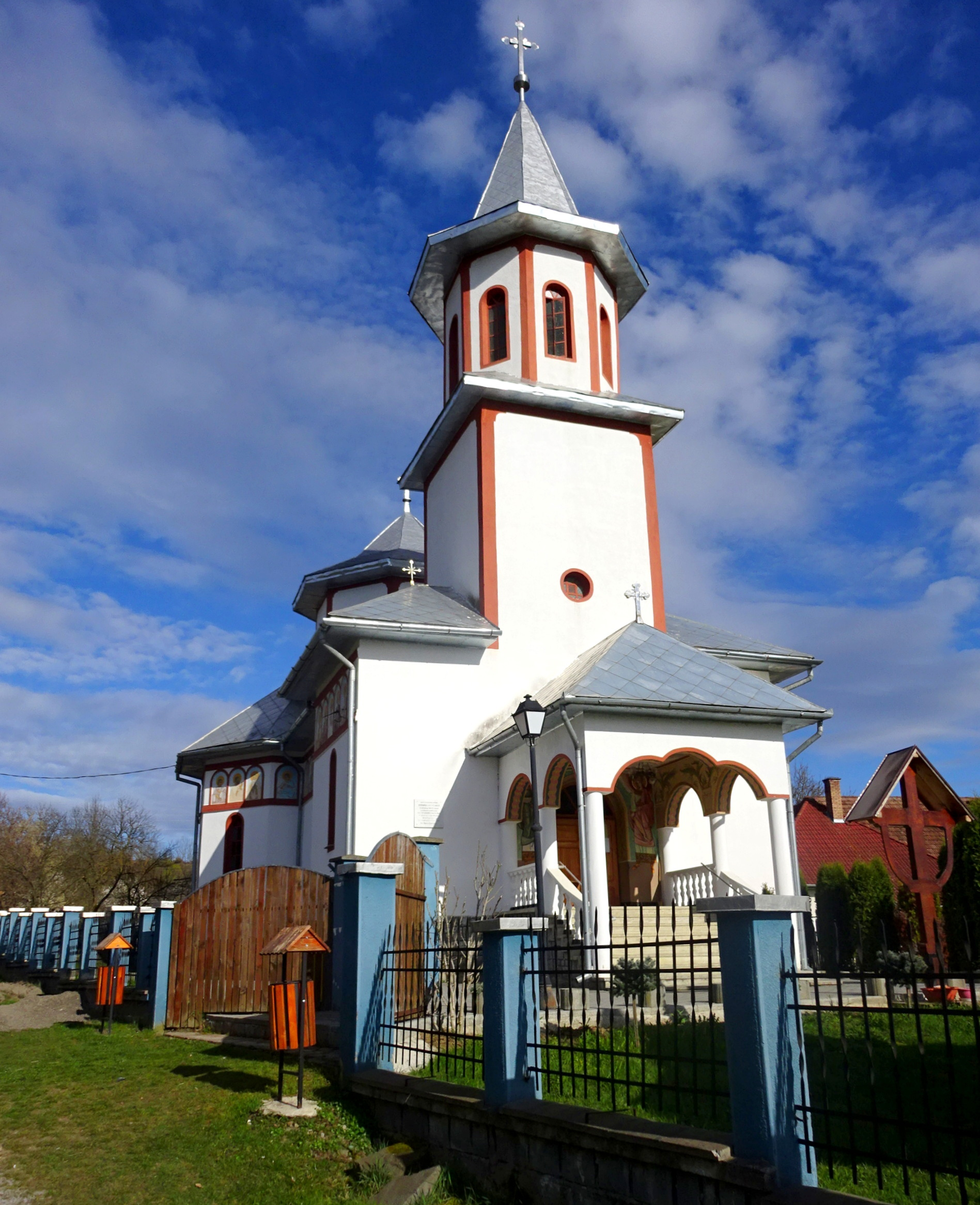
Biserica de zid „Adormirea Maicii Domnului”, ctitoria preotului Pop Alexandru